# Selección de fútbol de México
La selección masculina de fútbol de México es el equipo formado por jugadores de nacionalidad mexicana que representa a la Federación Mexicana de Fútbol (FMF) en las competiciones oficiales organizadas por la Confederación de Norteamérica, Centroamérica y el Caribe de Fútbol (Concacaf) y la Federación Internacional de Fútbol Asociación (FIFA).
Disputó su primer partido internacional el 9 de diciembre de 1923 ante Guatemala en el Parque España de la Ciudad de México, con resultado favorable de 2-1. Este fue el primer partido de una serie de tres, pactados para devolver la cortesía por la visita del Club América a la Ciudad de Guatemala, donde enfrentó al Comunicaciones (investido como selección) en enero del mismo año.
La selección mexicana ha participado en diecisiete ediciones de la Copa Mundial de Fútbol, obteniendo resultados notorios en las competiciones que disputó como anfitrión en 1970 y 1986, donde alcanzó la instancia de los cuartos de final y concluyó en el sexto lugar en ambos torneos. Su mayor logro a nivel internacional ha sido el título de la Copa FIFA Confederaciones 1999, torneo en el que fue anfitrión; dicho trofeo la convierte en la única selección absoluta, de las que no están afiliadas a la Conmebol o a la UEFA, en ganar un torneo organizado de manera directa por FIFA. Otras actuaciones destacadas son los subcampeonatos de las Copas América de Ecuador 1993 y Colombia 2001, competición en la que participó en calidad de invitado, precisamente desde la edición de 1993 hasta 2016, regresando en 2024. Además, la FIFA la distingue como la selección que más competiciones oficiales ha disputado en la historia con diez.
Como miembro fundador de la Concacaf en 1961, ha participado en la mayoría de los torneos de la confederación, incluidas todas las versiones del actual formato llamado Copa de Oro. En suma cuenta en su palmarés con trece Campeonatos de la Concacaf, una Copa Concacaf, una Copa FIFA Confederaciones y una Liga de Naciones de la Concacaf. Además, posee dos títulos regionales de la Copa NAFC (predecesora de la Concacaf) y la Copa de Naciones Norteamericana 1991, siendo el equipo más exitoso en esos certámenes.
Contando los logros conseguidos por las selecciones absoluta y juveniles, México posee 40 títulos internacionales oficiales para la FIFA (4 globales y 36 continentales), lo que la convierte en la única selección de su confederación en obtener torneos organizados de manera directa por FIFA y la tercera más laureada del mundo detrás de Brasil y Argentina.
La selección olímpica conquistó la medalla de oro en los Juegos Olímpicos de Londres 2012 y la de bronce en Tokio 2020. En la categoría sub-17, se consagró campeón mundial en Perú 2005 y por segunda ocasión en México 2011. En la categoría sub-20, finalizó como subcampeón del mundo en Túnez 1977 y consiguió el Tercer lugar en Colombia 2011.
A lo largo de su historia, las diversas categorías participantes, han destacado como el mejor seleccionado de la zona de Concacaf en eventos multideportivos, haciéndose acreedor de 7 medallas de oro (1935, 1938, 1959, 1966, 1990, 2014 y 2023), 6 medallas de plata (1954, 1962, 1982, 1993, 1998 y 2002) y 1 de bronce (1986) en este ramo dentro de los Juegos Centroamericanos y del Caribe. Mientras que en los Juegos Panamericanos conquistó 4 medallas de oro (1967, 1975, 1999 y 2011), 4 medallas de plata (1955, 1991, 1995 y 2015) y 4 medallas de bronce (2003, 2007, 2019 y 2023).
La selección mexicana se identifica con los colores verde, blanco y rojo, procedentes de su bandera nacional, de la cual se origina la denominación el Tricolor; mientras que su uniforme alternativo ha variado, en ocasiones siendo completamente blanco, y en otras camiseta color vino y pantalón azul, recordando uniformes utilizados en décadas anteriores. Actualmente, utiliza el color blanco con detalles en guinda como segundo uniforme. Ejerce su localía oficial en el Estadio Azteca.

## Historia

### Inicios (1923-1938)

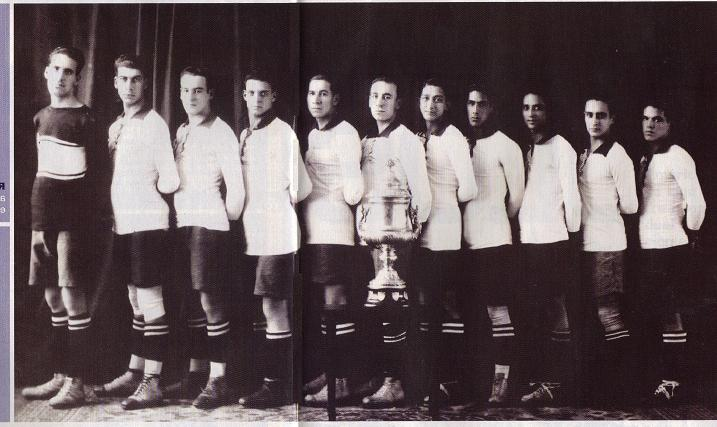
Fotografía del Club América en 1925, base de la primera selección mexicana.

En los años veinte, el fútbol era practicado en México mayoritariamente por extranjeros. Resulta evidente señalar que, durante las tres décadas posteriores a la llegada del fútbol al país (1892), se careció de representación nacional dada la dependencia de las escuelas inglesa y española, que ejercieron un patriarcado de varios lustros. Los primeros futbolistas mexicanos se integraron a los equipos de la Liga Mexicana (fundada en 1902) a mediados de la primera década del siglo XX. El 23 de agosto de 1922 se fundó la Federación Mexicana de Football Asociación (sic) y el 21 de octubre del mismo año dio inicio el Campeonato de Liga, marcando así el comienzo del fútbol nacional organizado, por lo que se estaba en posibilidad de formar un conjunto representativo.
Para finales de 1922, el embajador de México en Guatemala, Juan de Dios Bojórquez, invitó al único equipo del Campeonato de Primera Fuerza de la FMF compuesto en su mayoría por jugadores mexicanos, el América, para disputar una serie de encuentros amistosos realizados a principios de enero de 1923 contra el Comunicaciones en la capital de aquel país, siendo así el primer representante del fútbol mexicano en el extranjero. Si bien, el equipo Comunicaciones recibió el aval de su Federación para ser reconocido como selección de fútbol de Guatemala; esto no ocurrió con el Club América, por lo que dicha gira no fue oficializada, ni reconocida como los primeros partidos de una selección nacional mexicana. Sin embargo, sí representaron los primeros juegos internacionales de un club mexicano.
En reciprocidad a la serie jugada en enero, la selección de fútbol de Guatemala, realizaría una gira en la Ciudad de México a finales del mismo 1923. Ante ello, el 4 de diciembre de 1923 la Federación, a iniciativa del directivo Germán Stuth, decide integrar un representativo que lleve el nombre del país para enfrentar al cuadro centroamericano, ahora sí, oficializada y reconocida como selección mexicana de fútbol; la presentación de la convocatoria generó rechazo de miembros de la liga y la prensa, ya que se componía de siete jugadores extranjeros (seis españoles y el suizo Kurt Friederich) y cuatro mexicanos; debido a esto y a la intervención del Departamento de Educación Física (mayor autoridad deportiva de ese entonces en el país), los federativos corrigieron y se formó una escuadra integrada exclusivamente con mexicanos por nacimiento; la nueva convocatoria de trece jugadores tenía la base de nueve futbolistas del Club América, reforzada con tres elementos del Necaxa y uno del Club México.
En la misma convocatoria se determinó la vestimenta y distintivo a usar: camisa bicolor en verde y blanco, pantalón negro y calcetas rojas; el escudo formado por dos círculos concéntricos, en el primero, a manera de marco, contenía la palabra México en la parte inferior, y en la superior los tres colores de la bandera; en tanto en el segundo círculo aparecía la silueta de la versión porfirista del escudo nacional (el águila de frente con las alas recogidas).
La selección mexicana disputaría su primero de tres encuentros amistosos el 9 de diciembre en el Parque España. En este primer partido, Adolfo Frías Beltrán, primer entrenador nacional (nombrado directamente por el Departamento de Educación Física), alineó al guardameta Ignacio De la Garza; los defensas Pedro Legarreta y Rafael Garza Gutiérrez «Récord» (capitán); los centrocampistas Enrique Esquivel, Aurelio Yáñez y Roberto Jardón; y los delanteros Carlos Garcés, Horacio Ortiz, Adeodato López, Mauro Guadarrama y Cornelio Cuevas (los dos suplentes que pertenecían al equipo y no jugaron fueron Mario Ruiz y Alfredo García Besné). México ganó el encuentro por marcador de 2-1, el histórico primer gol cayó por conducto de Guadarrama al minuto 42, López marcó el segundo al 62 y por los chapines descontó Álvarez al minuto 89. Tres días después jugarían un nuevo partido que se saldaría con una nueva victoria para los mexicanos por 2-0 y el día 16 el último de los encuentros que terminaría con un empate a tres goles. Tras haber disputado tres partidos en su primer año de vida, y frente a una única selección, tardaría cinco años en volver a competir. El hecho sería además la primera aparición del combinado en un torneo oficial internacional, los Juegos Olímpicos de Ámsterdam 1928.
La internacionalización del fútbol mexicano comenzó con el debut de la selección en un certamen oficial, al participar en él Torneo Olímpico de Fútbol dentro de los Juegos de Ámsterdam 1928. El 30 de mayo en el estadio Olímpico, México disputó su primer partido en una competición oficial frente a España en la fase de cuartos de final, duelo que terminó con una derrota para los mexicanos por 7-1, el único gol mexicano, y primero en competencias oficiales, fue obra de Juan "Trompo" Carreño. Posteriormente, el equipo dirigido por Alfonso Rojo de la Vega, concluyó su participación en su primer evento internacional con un nuevo descalabro ante Chile por 3-1 en la ronda de consolación.

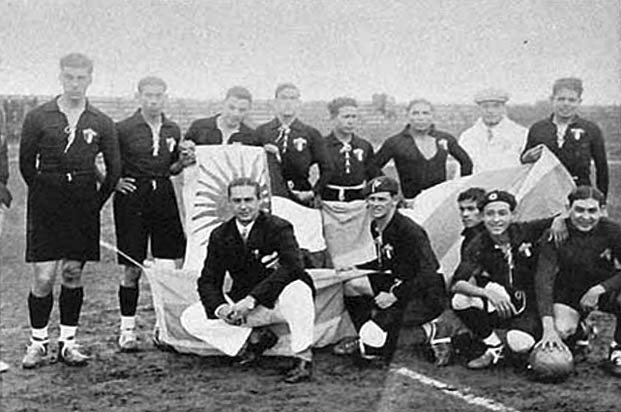
Partido México- en Uruguay 1930. El primero en la historia de las Copas del Mundo.

Ese mismo año, el congreso de la FIFA se reunió en Ámsterdam y decidió la realización de un torneo exclusivamente futbolístico, para el cual debería buscarse una sede. Uruguay fue elegida como país anfitrión de dicho torneo y México fue invitado a esta primera Copa Mundial de Fútbol. La selección formó parte del grupo A, junto con Argentina, Chile y Francia. El 13 de julio, disputó su primer partido, en el que cayeron por 4-1 ante los europeos, en el que sería además el partido inaugural de Uruguay 1930, y de la historia de los mundiales. El delantero Juan Carreño hizo el único gol y se convirtió en el primer futbolista mexicano en marcar en un campeonato del mundo. Los siguientes partidos del Mundial no significaron mejor fortuna a los mexicanos, quienes cayeron con Chile por 3-0 y Argentina por 6-3. No obstante, Manuel "el Chaquetas" Rosas se convirtió en el primer goleador de México en los Mundiales, con dos anotaciones, ambas dentro del duelo frente a la Albiceleste.
El equipo mexicano, tenía contemplado clasificarse sin problemas hacia la siguiente edición del certamen (el primero que contó con una fase de clasificación), la Copa del Mundo de Italia 1934; esto pareció así tras vencer de forma contundente en tres duelos a la selección cubana (partidos finalizados por 3-2, 5-0 y 4-1) entre el 4 y el 18 de marzo de 1934; todos los partidos se jugaron en la Ciudad de México. Sin embargo un federativo estadounidense, de apellido Campbell y que residía en La Habana, logró convencer al máximo organismo rector que se aceptara la inscripción tardía de la selección estadounidense al proceso eliminatorio, bajo el pretexto de que aún no se desarrollaba la fase preliminar en el área de Norteamérica (Canadá no se había inscrito) y los tres países participantes eran centroamericanos y caribeños, es decir se convenció a la FIFA de que México no pertenecía a Norteamérica y para conservar la representatividad regional, Estados Unidos debía participar en la eliminatoria.
Los federativos mexicanos no reaccionaron ante la polémica y dejaron la decisión en manos de la FIFA, que a través del propio presidente del organismo Jules Rimet, decidió que se jugara un partido extra de eliminación y como ronda preliminar de la fase final en la ciudad de Roma entre México y Estados Unidos. Sin otra alternativa, México se enfrentó al combinado estadounidense en Roma el 24 de mayo de 1934; Estados Unidos venció 4:2 a México con póker del ítalo-estadounidense, Aldo Donelli y se clasificó. Esta eliminación derivaría en una prolongada ausencia en la máxima competición futbolística.

#### Primeros éxitos internacionales
Después del frustrado intento de clasificación, entre el 27 de marzo y el 2 de abril de 1935 México participó en el Torneo de Fútbol de los III Juegos Centroamericanos y del Caribe San Salvador 1935. Todos los partidos se celebraron en el Estadio Nacional de El Salvador; el formato de competencia fue bajo el sistema de todos contra todos, coronándose quien obtuviera más puntos. Tras derrotar por un amplio marcador a la anfitriona selección salvadoreña por 8-1 en su debut el 27 de marzo, el cuadro mexicano vencería a los representantes guatemaltecos por 5-1, a la selección cubana por 6-1 y a la selección hondureña por 8-2. El 2 de abril, después de vencer a la selección costarricense por 2-0 (goles de Luis "Pichojos" Pérez y Tomás Lozano), México se consagró campeón y obtuvo la medalla de oro, su primer gran éxito internacional. La particularidad de dicho título fue que, salvo tres refuerzos del América, España y Atlante, la totalidad del plantel la conformaron jugadores del Necaxa, justo en medio de la denominada dinastía de los once hermanos.
En septiembre de 1937, la selección volvió a la actividad después de dos años, enfrentándose a la selección estadounidense en la Ciudad de México; se programaron tres encuentros amistosos que acabaron con abultadas victorias para los locales. Por cuestiones administrativas, México se negó a participar en la fase eliminatoria hacia la Copa del Mundo de Francia 1938. Esto le otorgó el pase directo a la selección cubana, y supondría la segunda ausencia de los tricolores en el torneo mundial.
Entre el 10 y el 22 de febrero de 1938 participó en el Torneo de Fútbol de los IV Juegos Centroamericanos y del Caribe celebrados en Ciudad de Panamá, todos los partidos se escenificaron en el Estadio Olímpico Nacional. Nuevamente con una base necaxista, pero esta vez con la aportación destacada de figuras como Luis "Pirata" Fuente del España. Jugado bajo el formato de liga, disputó cinco encuentros, en ellos superaron a la selección colombiana (3-1), la selección venezolana (0-1), la selección salvadoreña (6-0) y empataron con la selección panameña (2-2), el último partido enfrentó a los dos únicos equipos con opción de coronarse, por lo que en la práctica se trató de la final del torneo, en ella se enfrentaron a Costa Rica. El 22 de febrero dos goles del atacante Horacio Casarín, coronarían por segunda vez consecutiva a los mexicanos en la competición regional.

### Vuelta al panorama mundial (1947-1974)

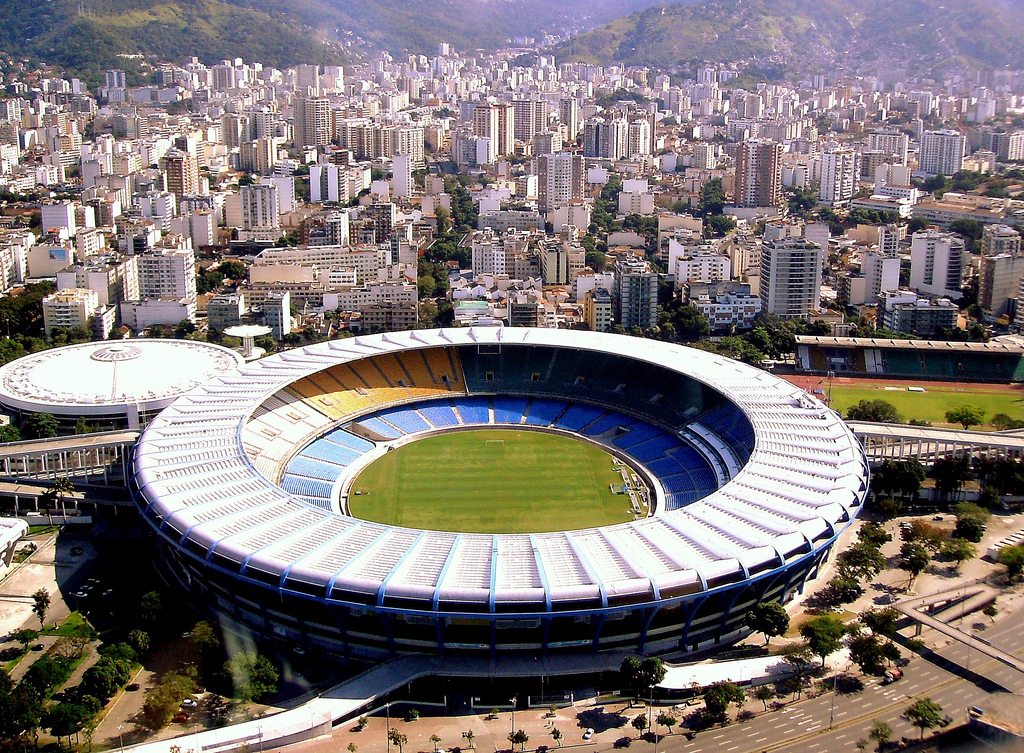
Estadio Maracaná, escenario del partido inaugural del Campeonato Mundial de Fútbol de 1950, celebrado el 24 de junio.

#### Primeros títulos regionales
Entre 1938 y 1947 no hubo actividad oficial. En 1946 participó en la fundación del primer organismo regional del que fue parte, la Confederación Norteamericana de Fútbol, con ella se presentó el retorno a la actividad internacional, esto dentro del I Campeonato Norteamericano y del Caribe celebrado en 1947 en el Estadio "La Tropical de La Habana, Cuba; disputado con un triangular en el que compitió también Estados Unidos. Triunfos de 5-0 sobre el conjunto estadounidense el 13 de julio, y de 3-1 ante la escuadra anfitriona el 17 de julio coronaron a México como campeón del área por primera vez; la figura del torneo fue Adalberto "Dumbo" López, anotador de cuatro goles. Al año siguiente participaría por segunda y última vez como selección mayor, en la competencia que vio su debut internacional, el Torneo Olímpico de los Juegos de Londres 1948. Cayó en su único duelo (el torneo era a eliminación directa) contra la selección de Corea, con marcador de 3-5 el 2 de agosto.
México clasificó para la Copa Mundial de Brasil 1950 con una actuación sobresaliente, derrotando en un triangular celebrado en el Estadio de la Ciudad de los Deportes de la Ciudad de México a Estados Unidos (quien clasificaría en segundo lugar) y Cuba. El certamen sirvió para él II Campeonato Norteamericano y del Caribe; en esta ocasión se disputaron dos encuentros contra cada rival, y con paso invicto (victorias 6-0 y 6-2 frente a EUA; y 2-0 y 3-1 contra Cuba) la selección local se coronaria campeón; destacaron como goleadores (4 anotaciones) las dos más grandes figuras de la primera mitad de siglo del balompié nacional, Luis "Pirata" Fuente y Horacio Casarín.
El triunfo regional significaría el retorno de México a las competiciones mundialistas, de las cuales se había ausentado desde 1930. En su segunda participación mundialista, la selección mexicana disputó el partido inaugural frente a la anfitriona selección brasileña, que dio cuenta del equipo y lo venció sin dificultad por marcador de 4-0 en el Estadio Maracaná. Los demás integrantes del grupo eran dos equipos europeos, la selección yugoslava con quien perdió 4 goles a 1 (gol de Héctor Ortiz), y la selección suiza, que venció a México por un resultado de 2-1 (gol de Horacio Casarín). En el duelo contra estos, los dos equipos vestían camisetas rojas, por lo que se realizó un sorteo para dilucidar el equipo que vestiría su uniforme local, mismo que ganaron los mexicanos, que amablemente cedieron su derecho a los helvéticos. El equipo decidió utilizar la camiseta del Gremio de Porto Alegre. Nuevamente la selección no sumó ningún punto y finalizó en el último lugar de su grupo.

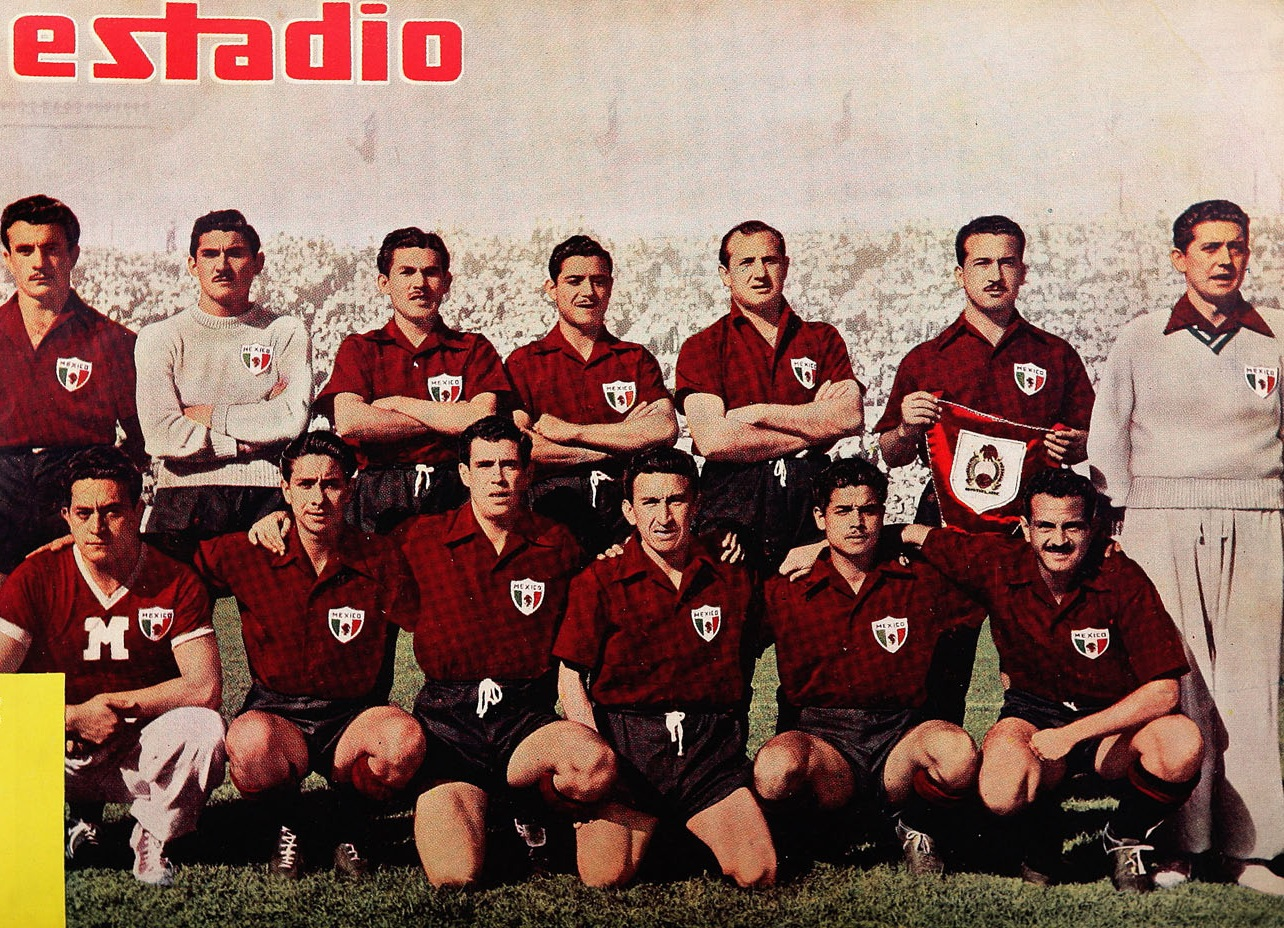
México en el Campeonato Panamericano de Fútbol 1952, en Santiago, Chile.

Fuera de sus actuaciones en Copas del Mundo, la posibilidad de roce internacional a gran nivel para la selección nacional era mínima. Sin embargo, en 1952, en un intento por unificar el fútbol de toda América fue creado el Campeonato Panamericano de Fútbol, cuya intención era celebrarse al estilo de la Copa del Mundo con cuadros de Sudamérica y la región Norte, Centro y del Caribe. La primera edición se celebró en Chile entre los meses de marzo y abril, con la participación de Panamá, Perú, los vigentes campeones y subcampeones del mundo, Uruguay y Brasil, así como México y el conjunto anfitrión en un sistema de liga, es decir, todos contra todos a un solo duelo. Al final, la selección concluyó en el 5.º puesto, producto de 4 derrotas (3-1 con Uruguay, 4-0 ante Chile, 2-0 contra Brasil y 3-0 con Perú) y 1 victoria (4-2 sobre Panamá). La seriedad con la que esta edición fue tomada por los sudamericanos permitió enfrentar por primera vez a selecciones de alto nivel, fuera de los mundiales.
En 1953, sin mayor complicación y luego de 4 victorias en doble duelo contra Estados Unidos (4-0 y 3-1) y Haití (8-0 y 4-0), consiguió la clasificación para la Copa del Mundo. Para el Mundial de Suiza 1954 el panorama no cambió y el combinado mexicano solo tuvo una participación testimonial. Quedó emparejada con Brasil, Yugoslavia y Francia, no obstante solo disputaría dos partidos, por lo dispuesto por el reglamento de ese torneo. En el primero de ellos, fue goleado 5-0 por Brasil, y en el último perdió apretadamente con Francia con un penalti en los instantes finales anotado por Raymond Kopa, uno de los mejores futbolistas de la época. México se despedía otra vez sin puntos a favor, pero con la satisfacción de que José Luis Lamadrid fue el autor del primer gol de México en una Copa del Mundo celebrada en Europa.

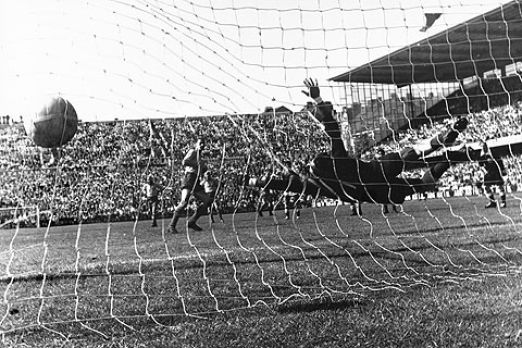
Fotografía del partido inaugural el 8 de junio en el Estadio Råsunda contra Suecia, el conjunto local de la Copa del Mundo de 1958.

México sería sede por primera vez de un torneo futbolístico de gran nivel, al albergar el II Campeonato Panamericano de Fútbol entre el 26 de febrero y el 17 de marzo de 1956 en el Estadio Olímpico Universitario. En él participaron al lado del cuadro local, Brasil, Argentina, Perú, Chile y Costa Rica. México concluyó en quinto lugar luego de un triunfo (2-1 sobre Chile), dos empates (1-1 con Costa Rica y 0-0 con Argentina) y dos derrotas (2-1 ante Brasil y 2-0 contra Perú).
Cinco victorias y un empate (como visitante ante Costa Rica), bastaron a la selección mexicana para clasificar de manera invicta para la Copa del Mundo. En una eliminatoria en la que enfrentó, además del conjunto costarricense, a Estados Unidos y Canadá, a lo largo de 1957.
Para la Copa Mundial de Suecia 1958, México volvió a enfrentarse al anfitrión en el partido inaugural en un grupo que compartía, además de los suecos, con la selección galesa y la selección húngara. Un difícil grupo que de nuevo acabaría por eliminar a los norteamericanos. Lo más significativo fue el primer punto logrado en un Mundial al empatar a un gol con Gales (anotado por Jaime Belmonte) el 11 de junio de 1958; sin embargo, las derrotas por 4-0 y 3-0 con Hungría y Suecia respectivamente, enviaron prematuramente a México de vuelta a casa.
En marzo de 1960 se llevó a cabo el III Campeonato Panamericano de Fútbol, teniendo como sede a Costa Rica y con la participación de cuatro únicas selecciones que fueron el anfitrión, México, Brasil y Argentina. Como efecto del escaso número de participantes, el torneo tuvo que disputarse a dos vueltas. México concluyó en tercer lugar producto de un triunfo (3-0 sobre Costa Rica), dos empates (2-2 ante Brasil y 1-1 con Costa Rica) y tres derrotas (3-2 y 2-0 contra Argentina, y 2-0 ante Brasil). Esta sería la última edición de dicho torneo debido a que los conflictos administrativos y las rivalidades entre dirigentes de las áreas, evitaron la fusión del balompié continental.
Después de disputar una serie de reclasificación contra Paraguay, el cuadro tricolor se clasificó para disputar el Mundial de Chile 1962; lo logró ganando con un marcador de 1-0 en México y empatando sin goles en Asunción. Después de cuatro copas mundiales jugadas consecutivamente, por fin obtuvo su primera victoria, aunque antes perdió con la selección brasileña de Pelé con un honroso 0-2, dado el potencial de los sudamericanos en la época, y con la selección española, por la mínima diferencia de 0-1, con un gol de Peiró en el minuto 90. El 7 de junio, en el Estadio Sausalito de Viña del Mar, por fin llegó el primer triunfo mundialista contra la selección checoslovaca, por tres tantos a uno, con goles anotados por Díaz, Del Águila y Héctor Hernández. El Tri logró reponerse después de que los checos marcasen antes del minuto uno de juego.
El 21 de septiembre de 1961, el presidente de la Femexfut Guillermo Cañedo de la Bárcena, junto con el directivo costarricense Ramón Coll Jaumet, concretaron la fusión de la NAFC y el CCCF, las dos asociaciones regionales del área de América del Norte, Centroamérica y el Caribe para crear la Confederación de Norteamérica, Centroamérica y el Caribe de Fútbol (Concacaf). El propósito de ella era cohesionar a las pequeñas y medianas federaciones en un ente que impulsara el desarrollo del deporte en la región, y sirviera de plataforma para que la zona fuera contemplada por FIFA para los torneos y competencias internacionales; La formación del organismo dio como resultado la organización del Campeonato de Naciones de la Concacaf. El I Torneo de Selecciones de la Concacaf se celebró en el mes de marzo de 1963 en El Salvador. México integró el grupo B al lado de Costa Rica, Jamaica y Antillas Neerlandesas. La renuncia del entrenador Javier De la Torre, días antes del torneo (sustituido por Arpad Fekete) se convirtió en un factor que propicio la eliminación en la primera ronda, luego de caer 1-2 ante las Antillas y empatar a cero con Costa Rica, esto a pesar del triunfo 8-0 sobre Jamaica.

#### Primer campeonato confederativo
En 1965 disputó con éxito la eliminatoria mundialista para Inglaterra 1966 y el II Torneo de Selecciones de Concacaf. En la eliminatoria, clasificó de forma invicta, luego de enfrentar a Honduras, Costa Rica, Jamaica y los Estados Unidos. En el torneo del área obtuvo su primer título de la recién creada confederación; este fue disputado entre el 28 de marzo y el 11 de abril de 1965 en el estadio Mateo Flores de la Ciudad de Guatemala, Guatemala. Este se disputó en grupo único con formato de liga, la escuadra mexicana venció 2-0 a El Salvador, 5-0 a Antillas Neerlandesas, 3-0 a Haití, empató 1-1 con Costa Rica y se concretó el cetro ganando 2-1 a Guatemala.
En la Copa del Mundo de Inglaterra 1966, el guardameta Antonio Carbajal tendría la distinción de ser el primer jugador en aparecer en cinco copas mundiales consecutivas (motivo por el que ganó el sobrenombre del Cinco Copas), honor que en la actualidad es compartido con cinco futbolistas. Por lo demás, México tendría una decorosa primera fase. El debut fue otra vez contra Francia y el resultado final fue de empate a un gol, siendo Enrique Borja el autor del primer tanto del cotejo, al que sucedería el empate francés. Nuevamente se enfrentó a la anfitriona, la selección inglesa, y llegó otra derrota, de 0-2, mientras que se concluyó empatando sin goles contra Uruguay.

#### Sede de la Copa del Mundo
En octubre de 1964 se designó a México para organizar la Copa del Mundo de 1970, teniendo al Estadio Azteca como símbolo y solo una victoria en los certámenes anteriores, tenían el objetivo de hacer un buen papel en casa con el apoyo de su afición.
En el proceso de cuatro años entre la Copa del Mundo de 1966 y la justa a realizarse en casa, la Femexfut organizó una serie de giras por Sudamérica y Europa, y enfrentamientos amistosos en distintas canchas del país con clubes, combinados y selecciones nacionales con el fin de preparar lo mejor posible al cuadro local. Esta serie de giras internacionales permitieron a la selección enfrentar en buenas condiciones a conjuntos titulares del extranjero. La victoria más importante ocurrió durante la gira sudamericana de 1968, cuando el 31 de octubre derrotó dos goles a uno a Brasil en el Maracaná con goles de Isidoro Díaz en el minuto 44 y el definitivo por cuenta de Javier Fragoso al 65; el equipo mexicano había comenzado perdiendo en el minuto 18. El triunfo destacó históricamente, primero por ser apenas la tercera derrota que sufría el Scratch du Oro en ese estadio, y después, porque se había vencido a la selección titular de Brasil, alineando a Pelé y varios de los jugadores que dos años más tarde conquistarían la Copa del Mundo. La preparación incluyó también la realización de un campeonato de liga íntegramente sin seleccionados, el denominado México 1970, que permitió la concentración anticipada del seleccionado nacional.
En 1967, teniendo como sede a Honduras, el III Torneo de Selecciones de Concacaf tuvo como participantes a las escuadras de Honduras, México, Guatemala, Trinidad y Tobago, Haití y Nicaragua. A pesar de ganar sus primeros cuatro partidos, una sorpresiva derrota ante Honduras el 19 de marzo, permitió la coronación invicta de Guatemala.
La conocida supremacía del área, volvió a quedar en duda durante el IV Campeonato de Naciones de la Concacaf, celebrado en Costa Rica en 1969. Esto debido a que un cuadro alternativo acudió a dicha justa (incluso dirigido por un entrenador alternativo: Diego Mercado), para dar prioridad a que la base titular del plantel se concentrara en las giras internacionales, que evidentemente significaban mayor y mejor nivel de preparación. Ante tal situación, México quedó ubicado en la tercera posición producto de solo una victoria, dos empates y dos derrotas, en un torneo que incluyó al campeón Costa Rica, Guatemala, Honduras, Curazao y Trinidad y Tobago.
La expectación por el inicio del primer campeonato mundial de fútbol organizado por México era muy grande, sin embargo a cuatro días de la apertura, se presentó la noticia de la lesión del entonces jugador figura del medio local, Alberto Onofre, lo que produjo un ambiente dentro y fuera del plantel, de desconfianza. La inauguración de la Copa del Mundo se llevó a cabo el 31 de mayo de 1970, México recibió a la Unión Soviética con un lleno absoluto en el Estadio Azteca, pero el equipo local no pudo corresponder a las expectativas del público y empató sin goles en un encuentro caracterizado por el cuestionado sistema defensivo del entrenador Raúl Cárdenas, quien había sustituido a Ignacio Trelles meses antes de la justa. El segundo partido fue contra un rival cercano: El Salvador, frente al que obtuvo un resultado de 4-0. Por primera vez en la historia, México conseguía una goleada, los anotadores fueron Javier Valdivia (2), Javier Fragoso e Ignacio Basaguren. El 11 de junio los locales vencieron por la mínima diferencia a Bélgica con un gol, por la vía penal, de Gustavo Peña, en ese entonces, defensa del Cruz Azul. Con este resultado por primera vez en la historia, el Tri avanzaba a la siguiente fase de la competición. El 14 de junio en el estadio La Bombonera de Toluca, se terminó el anhelo del cuadro local al perder 1-4 ante Italia, el equipo anfitrión empezó ganando con tanto de José Luis «la Calaca» González en el minuto 13, pero en el minuto 25 se produjo un autogol de Gustavo Peña y después Luigi Riva (por dos veces) y Gianni Rivera, sepultarían las esperanzas del cuadro mexicano.

### Disparidad mundial-regional (1974-1990)

#### Segundo título confederativo
La expectativa generada por la buena actuación en la Copa del Mundo celebrada en casa, fue correspondida al lograr su segundo título de la zona, ganando en Trinidad y Tobago el V Campeonato de Naciones de la Concacaf, disputado entre el 21 de noviembre y el 4 de diciembre de 1971. Esto luego de liderar con cuatro victorias y un empate el grupo de seis en que se desarrolló dicha fase final. El equipo mexicano comenzó su actuación empatando a cero con Haití, para luego hilvanar triunfos 2-0 contra Trinidad y Tobago, 1-0 a Cuba, 1-0 con Costa Rica y 2-1 ante Honduras, en el duelo definitivo en el Queen's Park Oval de Puerto España.

#### La década perdida
El denominado «Gigante de la Concacaf» comenzó con una debacle en 1973 al perder su clasificación para la Copa del Mundo de Alemania 1974 en Haití, donde se desarrolló el hexagonal definitivo entre 30 de noviembre y el 18 de diciembre. A partir de esa edición, la Concacaf había determinado, no solo jugar la fase final de la eliminatoria en una sola sede, sino que convirtió dicha ronda a la vez, en el torneo de selecciones del área. Primero, se empató sin goles con Guatemala, otro empate por 1-1 con Honduras, una goleada de 8-0 sobre Curazao y una escandalosa derrota de 4-0 en el penúltimo encuentro frente a Trinidad y Tobago decretaron la eliminación que no fue salvada ni con la victoria por 1-0 sobre el equipo local de Haití en el último encuentro.
Para el torneo de Argentina 1978, las expectativas sobre el combinado nacional eran muy altas por el subcampeonato obtenido un año antes en la Copa del Mundo Juvenil en Túnez y por la buena fase eliminatoria —efectuada en México— donde arrasó a los rivales clásicos de la zona. En esta edición del premundial y el campeonato confederativo, jugado en los estadios Azteca y Universitario de Nuevo León entre 9 y el 22 de octubre de 1977; México obtuvo su tercer campeonato confederativo y el pase a la Copa del Mundo luego del pleno de victorias con el que encabezó el grupo final, venciendo sucesivamente 4-1 a Haití, 3-1 a El Salvador, 8-1 a Surinam, 2-1 a Guatemala y 3-1 a Canadá.
Ya definidos los rivales de grupo (Túnez, Alemania y Polonia), entre la opinión pública se pensaba que a los africanos se les ganaría y con los polacos se empataría para seguir adelante, pero la historia sería distinta. El choque con la realidad fue contundente: Túnez ganó 3-1 en el primer partido celebrado el 2 de junio, después vino la debacle total al perder por goleada de 0-6 ante Alemania Occidental y finalmente Polonia ganó 3-1 en el último cotejo para consumar la peor actuación del Tri en un Mundial, pues había grandes expectativas.
Otra vez México quedó al margen de un Mundial en 1981, luego de no poder obtener uno de los boletos disponibles en la eliminatoria, debido a un desempeño mediocre. Los directivos permitieron que nuevamente se jugara un hexagonal definitivo en un solo país para clasificar a España 1982, y Honduras fue la sede. El comienzo, prometedor al golear 4-0 a Cuba, fue la única victoria que se obtuvo, ya que después se empató 1-1 con Haití, derrota ante El Salvador por la mínima diferencia y otro par de igualadas, 1-1 con Canadá y 0-0 con Honduras. Al final, Honduras y El Salvador asistirían a España 1982.

#### Anfitriones de la Copa Mundial

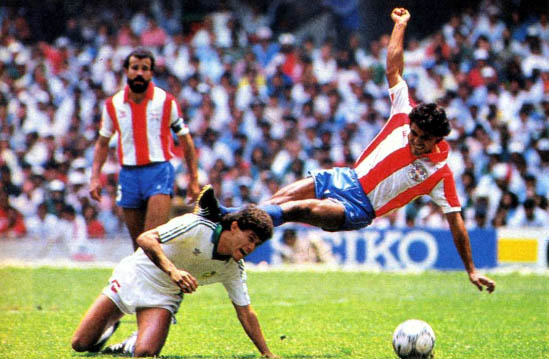
Partido entre México y Paraguay de la fase de grupos del mundial México 1986.

México hospedó el Campeonato Mundial de 1986 siendo el primer país en organizar dos Copas del Mundo. Esto ocurrió después de que Colombia, que era la sede designada, renunció a finales de 1982 por no cubrir el cuaderno de cargos que le exigía la FIFA; entonces la federación pujó por organizar nuevamente una cita mundialista y el 20 de mayo de 1983, la FIFA dio su aprobación. Nuevamente la Federación Mexicana de Fútbol realizó un ambicioso plan de preparación de cara a la Copa del Mundo, incluyendo giras en los cinco continentes, torneos amistosos en suelo nacional y la división de la temporada 1985-86 de la Primera División en dos torneos cortos (PRODE 1985 y México 1986) jugados sin seleccionados. Bajo este esquema de planificación, la selección fue dividida en dos cuadros, el A y el B, que de manera simultánea ejecutaron la serie de partidos internacionales planeados por la Federación entre 1983 y 1984. Finalmente en 1985, el ya llamado popularmente Tri, se convirtió en un solo cuadro que continuo con duelos de alto nivel, como el torneo amistoso celebrado en el Azteca contra Italia, Inglaterra y Alemania.
México retomaría su competitividad después de años de estancamiento, pues causó un buen impacto al mando de Bora Milutinović. Su primera fase muy destacada: el debut fue el 3 de junio frente a Bélgica, con victoria de 2-1 con goles de Fernando Quirarte y Hugo Sánchez, ante 115 000 espectadores. Se empató a un tanto contra la selección de Paraguay el 7 de junio, partido en el cual Hugo Sánchez, delantero del Real Madrid y único jugador que actuaba en el extranjero, falló un penal en el último minuto del juego. En el último partido vencieron a Irak por la mínima diferencia y lograron el pase a los octavos de final, etapa que se había instituido por el incremento a veinticuatro plazas en el Mundial.
El 15 de junio, frente a 115 000 espectadores en el Estadio Azteca, dieron cuenta de Bulgaria por 2 goles a 0, el primero de ellos memorable por el remate de «tijera» de Manuel Negrete, recordado con una placa conmemorativa afuera del estadio, considerado el gol más bello de México en los mundiales, y el segundo por conducto de Raúl Servín. Desafortunadamente, la ilusión terminó en el duelo de cuartos de final, celebrado en el estadio Universitario de Monterrey, ante Alemania, ya que después de prevalecer el empate sin anotaciones en tiempo regular y extra, cayeron ante el cuadro teutón en penales por marcador de 1-4 gracias a las dos atajadas del veterano arquero alemán Harald Schumacher. En este partido fue mal anulado un gol de Francisco Javier «el Abuelo» Cruz, por un supuesto fuera de lugar que decretó el silbante colombiano Jesús Díaz Palacio.

#### Descalificación internacional: el episodio de los cachirules (1988-1990)
México fue descalificado de la eliminatoria para la Copa Mundial de Fútbol de 1990, y de toda competencia internacional por un período de dos años, por alinear jugadores que sobrepasaban el límite de edad permitido por FIFA en la ronda de clasificación para la Copa Mundial Juvenil de Arabia Saudita 1989, desarrollada en Guatemala durante el mes de abril de 1988. El castigo originalmente solo se iba a aplicar por parte de la Concacaf a la selección juvenil implicada en este escándalo, pero la intransigencia y desacatos de los directivos mexicanos contra FIFA influyeron para que la sanción se hiciera extensiva a todos los representativos nacionales.

### Trascendencia internacional (1990-1999)
La parálisis y el desprestigio en que cayó el balompié mexicano, causó una reestructuración que incluyó el cambio de mandos federativos en todos los niveles, con miras a clasificar para un Mundial fuera de casa por primera vez desde 1978. En octubre de 1990, la Concacaf decide reeditar su torneo de selecciones convirtiéndolo de hexagonal a octagonal, separándolo del proceso eliminatorio para la Copa del Mundo, y celebrarlo cada dos años en los Estados Unidos. El nuevo torneo se denominó Copa de Oro de la Concacaf. La I edición se efectuó entre el 28 de junio y el 7 de julio de 1991, teniendo como sede al Memorial Coliseum de Los Ángeles. México integró el grupo A, junto con Canadá, Honduras y Jamaica; victorias 4-1 y 3-1 sobre Jamaica y Canadá respectivamente, así como un empate a uno contra Honduras permitió al equipo clasificar para semifinales, donde cayó 0-2 sorpresivamente ante Estados Unidos el 5 de julio. Ante ello Manuel Lapuente renunció como entrenador y el juego por el tercer lugar (que ganaría) fue dirigido por su auxiliar Luis Fernando Tena.
Ante el fracaso en la Copa Oro, la Federación dio un vuelco a la tradicional elección de entrenadores forjados en el medio nacional y contrató al técnico argentino César Luis Menotti, campeón mundial en Argentina 1978. Quien más allá de un estilo futbolístico innovador para el cuadro mexicano, impuso una nueva mentalidad positiva y ganadora en el jugador mexicano, esto a través de las giras realizadas a Europa durante 1992.
La selección comenzó su camino rumbo a la Copa del Mundo ese mismo año dentro de la segunda fase eliminatoria, encabezando el grupo que integró al lado de Honduras, Costa Rica y San Vicente; consiguió en la primera fecha un 4-0 sobre San Vicente en Kingstown, venció en el Azulgrana 2-0 y 4-0 a Honduras y Costa Rica respectivamente, perdió en San José 2-0 frente a Costa Rica, goleó 11-0 a San Vicente siendo esta la mayor goleada en la historia del Tri, y empató con Honduras 1-1 en Tegucigalpa, clasificando así como líder para el cuadrangular final. El proyecto de Menotti se cortó de tajo tras su renuncia en noviembre de 1992, luego de que una serie de conflictos administrativos le costaran el puesto a los dirigentes que lo habían contratado, y por lealtad decidió apartarse de su cargo. Los nuevos dirigentes nombraron a Miguel Mejía Barón como director técnico, quien no realizó grandes cambios al esquema de mentalidad impuesto por Menotti, pero si amalgamó de mejor manera el estilo táctico. Con ello y fortalecido por una nutrida generación de futbolistas, la selección no solo viviría el año más activo de su historia (31 juegos), sino uno de los de mayor relevancia.
En el cuadrangular final se enfrentaría en un lapso de tres meses, entre marzo y mayo de 1993 a Canadá, El Salvador y Honduras. En la primera fecha, cayó ante El Salvador en San Salvador, sin embargo se recompuso en el camino a la clasificación, ya que consiguió tres victorias contundentes en el Azteca frente a Honduras (3-0), El Salvador (3-1) y Canadá (4-0). En la penúltima fecha, venció a los hondureños por 4-1 en Tegucigalpa. Gracias al formato tan corto, la selección mexicana fue la primera en obtener la clasificación a la Copa del Mundo de Estados Unidos 1994 cuando venció en un duelo definitivo a Canadá 2-1 en Toronto el 9 de mayo.

#### El subcampeonato de la Copa América
En 1991 se había oficializado la invitación formal de México para participar en la Copa América, el torneo más antiguo de selecciones nacionales en el mundo y el de mayor nivel en el continente. El debut se produciría en la edición de Ecuador 1993. Su primer juego fue el 16 de junio de 1993 en el Estadio 9 de Mayo de Machala, enfrentando al representativo de Colombia, partido que perdió luego de un polémico gol con marcador 2-1; el único tanto mexicano, y el primero histórico en esa competencia fue de Luis Roberto Alves. El siguiente juego concluyó con empate (1-1; gol de David Patiño) ante uno de los favoritos Argentina y cerraría la primera fase empatando a cero con Bolivia, clasificó a cuartos de final como uno de los mejores terceros lugares. Venció a Perú 4-2 el 27 de junio (goles de García Aspe —2—, Zague y Patiño); y en semifinales al país sede Ecuador 2-0 (tantos de Sánchez y Ramírez) el 30 de junio, avanzando con ello a la gran final en su debut. El 4 de julio en el Estadio Monumental de Guayaquil disputaría el partido definitivo ante Argentina, cayendo en un cerrado juego 2-1 (gol de Galindo), en lo que hasta ese momento era la mejor actuación de una selección mexicana en competencias internacionales fuera del país.

#### El tricampeonato de Concacaf
La selección mexicana fue moldeando su camino hacia el campeonato de la Copa Oro de 1993 con goleadas de 9-0 sobre Martinica y 8-0 frente a Canadá, dentro del grupo B; Ante Costa Rica si encontró resistencia, para empatar finalmente a un gol. De hecho, siete de los nueve goles ante Martinica fueron obra de Luis Roberto Alves, quien de esta forma imponía un récord en la Copa Oro, de más goles anotados por un jugador en un solo partido. En las semifinales, el Tricolor continuó con su ofensiva al enfrentar a Jamaica, a quien derrotó con un marcador 6-1, para acceder a la gran final. Por su parte, Estados Unidos había ganado sus tres encuentros dentro del grupo A, y eliminando a Costa Rica en las semifinales, por 1-0, para ser el rival de los mexicanos en el juego decisivo. El 25 de julio de 1993, con un Estadio Azteca lleno, México llegó a 28 goles a favor en el torneo y conquistó el campeonato con un 4-0 sobre los estadounidenses. Los autores de los goles mexicanos fueron Ignacio Ambríz, Guillermo Cantú y Luis Roberto Alves, la cuenta se completó con un autogol de Armstrong.
La segunda participación en el máximo torneo continental llega en Uruguay 1995, donde ahora compartiría grupo con el local Uruguay, Paraguay y Venezuela. Como en la edición anterior, México avanzó a cuartos de final como uno de los mejores terceros lugares, luego de empatar a un tanto con el local, perder 2-1 con Paraguay y vencer 3-1 a Venezuela. Enfrentó a Estados Unidos; tras quedar el marcador empatado a cero goles, el Tricolor dejó el torneo al ser derrotados en la tanda de penales 4-1.
Del 6 al 13 de enero de 1995, participó por primera vez en la denominada Copa Intercontinental Rey Fahd, torneo al que asistían por invitación los campeones de cada una de las zonas futbolísticas del planeta. La selección mexicana tuvo una decorosa presentación, ganando 2-0 al local Arabia Saudita. Posteriormente, empató a uno Dinamarca, quien también había vencido por el mismo marcador a los árabes, por lo que se ejecutó una tanda de penales para determinar al líder de grupo y finalista del torneo. La selección cayó 2-4 en la tanda y disputó el duelo por el tercer lugar con Nigeria, con quien empataría a uno y se quedaría con la tercera plaza venciendo 5-4 en penales.
La selección mexicana, tal y como lo había hecho tres años atrás, en la edición de Copa Oro 1996 empezó a ejercer un dominio total en este certamen, para revalidar su título. Primero venció a San Vicente 5-0, y a Guatemala por 1-0, para acceder a las semifinales, ronda en la que enfrentó de nuevo al cuadro chapín. Fue el momento en que apareció la figura de Cuauhtémoc Blanco, quien le dio el pase a México a la final con un gol en el minuto 64, en la victoria de 1-0 ante Guatemala. El 21 de enero de 1996 en el Memorial Coliseum de Los Ángeles, en una tarde lluviosa y con una cancha en difíciles condiciones para la práctica del fútbol, México aprovechó las dos opciones más claras que tuvo para derrotar a Brasil, por 2-0 y de esta forma proclamarse campeón del torneo. Luis García en el minuto 54, y Cuauhtémoc Blanco en el minuto 75, en jugadas de buena manufactura, definieron la victoria tricolor.
En la Copa Confederaciones Arabia Saudita 1997, la otrora Copa Rey Fahd fue asumida por el máximo organismo futbolístico y comenzó a llamarse oficialmente «Copa FIFA Confederaciones». México quedó eliminado en la primera ronda, con derrotas ante Australia (1-3) y Brasil (2-3), aunque goleó 5-0 al local Arabia Saudita.
La Copa América Bolivia 1997 sería la tercera participación de la selección mexicana. En esta ocasión compartió el grupo C con Brasil, Colombia y Costa Rica. Pasó a la siguiente ronda como el segundo lugar del grupo, solo por debajo de Brasil, producto de un triunfo (2-1 a Colombia), un empate (1-1 con Costa Rica) y la derrota 3-2 ante los brasileños; esta en medio de una destacada actuación tricolor, luego de ir ganando 2-0 al medio tiempo. Enfrentaría a Ecuador en cuartos de final y lo vence 4-3 en penales (empate 1-1 en tiempo regular) con una gran actuación del arquero Adolfo Ríos que atajó tres tiros penales; pero es truncado su camino hacia la final al ser derrotado en semifinales por Bolivia 3-1; no obstante se quedó con el honroso tercer lugar al vencer 1-0 a Perú, con gol de Luis Hernández, quien fue la figura de la selección y goleador del certamen con seis tantos.
En la edición de Copa de Oro 1998, que volvió a jugarse en territorio estadounidense, México obtuvo el tricampeonato con un equipo muy afinado. Derrotó 4-2 a Trinidad y Tobago y 2-0 a Honduras en primera fase y 1-0 a Jamaica en semifinales. Mexicanos y estadounidenses protagonizaron una edición más del Clásico de la Concacaf, ahora en la Final de la Copa de Oro, en partido celebrado el 14 de febrero de 1998, y con el Memorial Coliseum de Los Ángeles de nuevo como sede; Luis Hernández llegó a cuatro goles en su cuenta personal, tras marcar en el minuto 43, para darle el tricampeonato a la selección mexicana con marcador de 1-0.

#### Mundial de Estados Unidos 1994
La clasificación para el Mundial de Estados Unidos 1994 se dio de manera sufrida, pero con un fútbol brillante. México refrendaría este buen momento en el Mundial ganando su grupo, el denominado «grupo de la muerte», acompañado por Italia (1-1), Irlanda (2-1) y Noruega (0-1), siendo esta la primera ocasión que pasaba de la primera fase, en un mundial fuera de casa. No obstante, México finalmente caería en octavos de final ante Bulgaria en la tanda penales después de empatar en tiempo regular a un gol (gol de García Aspe), cobrando revancha de lo acontecido en 1986.

#### Mundial de Francia 1998
A diferencia de otras eliminatorias, México no mostró la superioridad tan manifiesta como en otros años y si bien ganó la zona de forma invicta, lo hizo con 4 victorias y 6 empates, y a pesar de ello se produjo la destitución de Bora Milutinović como entrenador nacional. El proceso de Manuel Lapuente como técnico nacional inicio con muchas dudas al caer con rivales en el papel inferiores y siendo goleado por los rivales fuertes en los partidos amistosos.
Pero al momento de jugar el campeonato de Francia 1998, el cuadro tricolor retoma su nivel de los últimos años y clasifica en segundo lugar del grupo D. Derrota a Corea del Sur por 3 a 1, para después empatar con Bélgica y los Países Bajos (ambos por 2-2); cabe señalar que los tres partidos los comenzó perdiendo y al final remontó. En octavos de final, nuevamente se encuentra con Alemania y cae por 2 a 1; curiosamente, México comenzaría teniendo la ventaja en el marcador por primera vez el torneo. Luis Hernández anotaría cuatro goles en la justa y se convertiría en el máximo anotador mexicano en Copas del Mundo.
En la Copa América Paraguay 1999 fue la cuarta participación de la selección mexicana, donde compartió el grupo B con Brasil, Chile y Venezuela. Venció 1-0 a los andinos, cayó 2-1 frente al Scratch du Oro y derrotó 3-1 a la Vino tinto. Con seis puntos (segundo lugar del grupo), pasó a la siguiente ronda enfrentando en cuartos de final a Perú, venciéndolo 4-2 en penales (empate 3-3). En semifinales enfrenta al equipo favorito para el título, el campeón mundial y continental, Brasil, quien lo derrota por marcador de 2-0. Nuevamente la actuación se cierra con la obtención del tercer lugar al vencer 2-1 a Chile (goles de Palencia y Zepeda).

#### Campeón de la Copa Confederaciones 1999
La Copa Confederaciones 1999 llegó a territorio mexicano; era el tercer torneo de relevancia para Manuel Lapuente, y el experimentado timonel no desentonó, como tampoco lo hizo el plantel que encaró la competencia. En la plantilla mexicana sobresalieron elementos como Cuauhtémoc Blanco, José Manuel Abundis, Rafael Márquez, Claudio Suárez y Miguel Zepeda. La selección mexicana inició su participación con un 5-1 sobre Arabia Saudita, en una tarde relevante para Cuauhtémoc Blanco, quien se despachó con cuatro goles. Posteriormente se cedió un poco de terreno al empatar 2-2 con Egipto, pero la victoria regresó ante Bolivia, por 1-0, para avanzar a las semifinales. Su adversario en dicha instancia fue Estados Unidos, con el que había una deuda pendiente, pues la selección de «las barras y las estrellas» había eliminado en penales a México en cuartos de final de la Copa América de Uruguay 1995. El Tri saldó la deuda luego de vencer 1-0 a los estadounidenses en la prórroga.
El momento cumbre llegaría cuando, el 4 de agosto de 1999, se enfrentó a Brasil en la final. La magnitud del evento y el prestigio del rival se prestaban para hacer un gran partido, ante un pletórico Estadio Azteca, la selección mexicana en un apretado encuentro ante Brasil que tenía en sus filas a jugadores de la talla de Ronaldinho, Dida, Emerson y Vampeta. La confrontación estuvo a la altura de las expectativas, y para las aficiones de ambos equipos valió el boleto presenciar el gran nivel de fútbol ofensivo que brindaron mexicanos y cariocas. Miguel Zepeda inauguró el marcador a los 13 minutos, una ventaja que se amplió en el minuto 28, por medio de José Manuel Abundis. Pero Brasil tuvo una reacción bravía y desbarató el 2-0 adverso, con goles de Serginho, en el minuto 43, y Roni, en el minuto 47. México recuperaría pronto la ventaja de dos goles, de nuevo con Zepeda, en el minuto 51, y mediante un gol de Cuauhtémoc Blanco, en el minuto 62. El Scratch de Oro se acercó en el minuto 63, con un gol de Zé Roberto, pero la defensa tricolor aguantó el tiempo restante, para que México lograra el título más importante de su historia a nivel de selecciones mayores.

### 2000-2009

#### Crisis y reacción
La época de dominio mexicano en la Concacaf terminó en la Copa de Oro de la Concacaf 2000, cuando sorpresivamente fue derrotada en la ronda de cuartos de final, en el Estadio Qualcomm de San Diego 2-1, con gol de oro, por Canadá, que a la postre sería campeona del torneo.
Este antecedente y el irregular paso en la segunda ronda de la eliminatoria mundialista, ocasionaron el cese de Manuel Lapuente. Bajo la conducción técnica de Enrique Meza, la edición de Copa FIFA Confederaciones 2001 fue la peor actuación del combinado tricolor, perdiendo sus tres encuentros ante Australia (0-2), Corea del Sur (1-2) y Francia (0-4).
México sufriría una crisis futbolística en las eliminatorias mundialistas que estuvo a punto de dejarlo fuera de la competición, incluso perdiendo por primera vez en un partido oficial en el Estadio Azteca, contra Costa Rica el 16 de junio de 2001 (evento conocido como el «Aztecazo»). Por tanto, fue necesario el relevo de técnico de Enrique Meza por Javier Aguirre; este funcionó y logró clasificar en segundo lugar de la zona cuando todo parecía perdido con cuatro victorias y un empate en la segunda vuelta. En gran medida contribuyó al resurgimiento del equipo, el regreso de Cuauhtémoc Blanco, lesionado durante 10 meses, y el relevo generacional gestado por el nuevo entrenador.

#### Subcampeón de la Copa América 2001
En la Copa América Colombia 2001, por tercera vez consecutiva y en su quinta participación en el torneo continental, el Tri comparte grupo con Brasil, además de Perú y Paraguay. Llega a cuartos de final al quedar en el segundo lugar del grupo, luego de vencer 1-0 a la Canarinha, empatar sin goles con los guaraníes y caer 1-0 con los peruanos. Sin repetir el gran nivel de su histórico debut en 1993, nuevamente llega a la final dejando en el camino a Chile (2-0) en cuartos de final y en semifinales a Uruguay 2-1. Se queda con el subcampeonato al perder por la mínima diferencia ante la selección local de Colombia.
En la Copa de Oro de la Concacaf 2002, con un equipo alternativo que se preparaba para la Copa Mundial de Fútbol de Corea-Japón 2002, la selección fue eliminada en cuartos de final por la selección de Corea del Sur en tanda de penales.

#### Mundial de Corea del Sur y Japón 2002
Ya en el mundial asiático, México ganaría su grupo contundentemente. Abrió su participación en el Mundial de 2002 con una victoria por 1-0 sobre Croacia marcando Cuauhtémoc Blanco por medio de un penalti. En el segundo partido, México consiguió su segundo triunfo ante Ecuador con goles de Jared Borgetti y Gerardo Torrado. Finalmente contra Italia, México empató a un gol gracias a un gol de Borgetti a pase de Blanco, siendo considerado uno de los mejores tantos del torneo. En la segunda fase, se creía que México tenía el pase asegurado a cuartos desde antes de jugar, ya que el rival era Estados Unidos, viejo conocido de la zona de Concacaf. Pero sorpresivamente el cuadro estadounidense derrota al tricolor por 2 a 0, causando un duro golpe a las ilusiones mexicanas. Rafael Márquez fue expulsado del juego por un cabezazo propinado a Cobi Jones.

#### 2003-2005: Luz y sombra
El 22 de octubre de 2002 el argentino Ricardo Lavolpe, entonces técnico del Deportivo Toluca, es nombrado técnico de la selección, por delante de su compatriota Carlos Bianchi y el brasileño Luiz Felipe Scolari. Su primer cotejo al frente del Tri fue el 4 de febrero de 2003, perdió 0-1 ante Argentina en el Coliseo de Los Ángeles. Su primera victoria llegó hasta el tercer partido, luego de empatar sin tantos con Colombia, el 19 de marzo la selección derrotó 2-0 a Bolivia con goles de Pável Pardo y Jesús Olalde.
Tuvieron que pasar cinco años para que México volviera a coronarse como campeón del área. La espera rindió sus frutos, ya que el Tricolor obtuvo el gallardete en la edición de la Copa de Oro de la Concacaf 2003, que se organizó simultáneamente en la Ciudad de México, Foxboro y Miami (Estados Unidos). La selección mexicana le empezó a tomar la medida a los pentacampeones mundiales, que participaron con su equipo B y dirigidos no por Parreira, sino por Ricardo Gomes, desde la primera fase, ya que ambos compitieron dentro del grupo A. El Tri venció 1-0 a los cariocas, con gol de Jared Borgetti, para después acceder a los cuartos de final como primero de grupo, tras empatar 0-0 con Honduras. Su marca perfecta, sin derrota y sin recibir gol, se prolongaría hasta la gran final, como había sucedido en 1996. Un contundente 5-0 ante Jamaica y un categórico 2-0 frente a Costa Rica moldearon el camino a la confrontación por el gallardete.
México recibió a Brasil en el Estadio Azteca, el 27 de julio de 2003, y aunque llegaba en buen momento, no cayó en exceso en confianza, pues en el cuadro amazónico empezaban a despuntar algunos jugadores que después serían figuras internacionales, como Kaká, Adriano y Robinho. Los locales hicieron un partido muy inteligente, para cubrirse de gloria con un gol de oro de Daniel Osorno, en el minuto 7 del primer tiempo extra.
La edición de Copa América Perú 2004 fue la sexta participación de la selección mexicana en la máxima justa continental. Compartió el grupo B con las selecciones de Argentina, Uruguay y Ecuador. Por primera vez, México pasa a la siguiente ronda como el líder del grupo, al vencer por primera vez en duelo oficial a Argentina 1-0, a Ecuador 2-1 y empatar a dos tantos con Uruguay. Pero es derrotado en cuartos de final por Brasil 4-0.
De la mano de Ricardo Lavolpe y con el título de la zona en 2003, México volvió al certamen entre campeones continentales, la Copa FIFA Confederaciones Alemania 2005, donde realizó una buena actuación, en la que el equipo equilibró el orden defensivo con propuesta ofensiva. Venció a Japón (2-1) y Brasil (1-0), empató con Grecia (0-0) y clasificó para la semifinal donde fue eliminada en un destacado partido ante Argentina, por penales. Disputó en el juego por el tercer lugar con el local Alemania y perdió 4-3 en tiempo extra.
Para la Copa de Oro de la Concacaf 2005, el técnico Ricardo Lavolpe convocó un equipo alterno, para dar descanso a los participantes de la Copa Confederaciones 2005. La selección sufrió dos derrotas en el mismo torneo por primera vez en la historia, ante Sudáfrica en primera fase (1-2) y en los cuartos de final contra Colombia (1-2).

#### Mundial de Alemania 2006
Esta vez México clasificó sin muchos contratiempos en la eliminatoria de Concacaf, ya que en su primera y segunda fase ganó todos sus partidos; y en la ronda final ganó 7, empató uno y perdió 2. Terminó abajo de los Estados Unidos por resultados directos entre ellos, como criterio de desempate. En el camino de preparación México disputa dos partidos contra rivales de nivel considerable y serios candidatos al título mundial. En el primer partido disputado en Francia contra esta misma selección, cae por 1-0. El siguiente partido se jugó contra la selección de los Países Bajos, en el cual cayeron por 2-1. Lo cual generó gran incertidumbre por parte de los medios nacionales. El último partido antes del Mundial, se llevó a cabo contra el equipo de la Universidad de Göttingen al cual derrotó 3-0.
La selección de México debutó en la Copa Mundial de Fútbol de 2006, ante Irán, el 11 de junio, en el estadio de Núremberg, derrotando a los iraníes, por marcador de 3-1, con dos goles de Omar Bravo y uno de Sinha. El gol de los iraníes fue anotado por Yahya Golmohammadi. El segundo encuentro se disputó contra la selección de fútbol de Angola, el 16 de junio, en el estadio de Hannover, empatando con un marcador de 0-0. México dominó durante todo el partido, pero no tuvo contundencia en las jugadas. El arquero angoleño João Ricardo fue el héroe de este partido al atajar por lo menos tres opciones claras de gol. En el tercer encuentro, celebrado el 21 de junio, en el estadio de Gelsenkirchen, se perdió 2-1 ante la escuadra de Portugal. Por los portugueses anotó Maniche y Simão Sabrosa de penalti, y; por los mexicanos Francisco Fonseca. El Tricolor tuvo el empate en los pies de Omar Bravo, quien fallaría un penalti.
En octavos de final el 24 de junio, en el estadio de Leipzig, se perdió 2-1 ante Argentina, a pesar de que este fue el partido donde el Tri se vio mejor. Fue un encuentro muy equilibrado y cerrado, donde solo una individualidad pudo romper la paridad de fuerzas. En los 90 minutos reglamentarios, el marcador fue de 1-1. El primer gol fue anotado por la selección mexicana, en una jugada a balón parado, que Rafael Márquez logra conectar, venciendo al arquero argentino, casi inmediatamente después se produjo el empate en un tiro de esquina argentino, el gol lo convierte Hernán Crespo al anticipar a su marcador Jared Borgetti, algunos especialistas creen que fue autogol de Borgetti, pero la FIFA oficialmente convalidó el tanto a favor de Crespo. ya que esta solo determinará como "autogol" los tantos en propia meta que sean "claros y flagrantes". Luego en la prórroga, la fortuna estuvo del lado de Argentina donde un gol con muy alto grado de dificultad de Maxi Rodríguez terminó por colocarlos en cuartos de final eliminando a México.

#### 2006-2009
Copa Oro 2007
El debut en torneo oficial de Hugo Sánchez como director técnico de la selección, se dio en la Copa de Oro de la Concacaf 2007, con un equipo plagado de figuras de Ligas europeas y de la mexicana, encabezados por el regreso de Cuauhtémoc Blanco y Jared Borgetti. La selección desarrolló un estilo de juego flojo y sin propuesta clara, sin embargo llegó por primera vez a la final en territorio estadounidense desde 1998, en su mejor juego, la gran final ante Estados Unidos cayó 2-1, Andrés Guardado sin embargo rompió con su gol una racha de 8 años sin anotarle a Estados Unidos en su casa.
Copa América 2007
La séptima participación de México en la cita continental sería fue en la Copa América Venezuela 2007. Compartió el grupo B con las selecciones de Brasil, Chile y Ecuador. El primer partido lo enfrentó con Brasil y sorprende con buen fútbol al vencerlo 2 goles a 0; posteriormente venció 2-1 a los ecuatorianos y empató a cero con los andinos. Con resultados de 2 victorias y 1 empate, logró clasificar para la siguiente ronda en primer lugar de su grupo con 7 puntos, por debajo queda Brasil con 6 unidades. En cuartos de final, derrota 6 goles a 0 a Paraguay (la mayor goleada de México en todas sus participaciones). Posteriormente, enfrenta en semifinales en la ciudad de Puerto Ordaz a Argentina, en donde fue derrotado 3 goles a 0. En el partido por el tercer lugar, derrota 3 a 1 a Uruguay, en el único encuentro disputado en Caracas.
El 3 de junio de 2008, el sueco Sven-Göran Eriksson, exseleccionador de Inglaterra y extécnico del Manchester City, fue designado nuevo entrenador de México, sucediendo a Hugo Sánchez cuya etapa acabó abruptamente al ser eliminada la selección sub-23 del Preolímpico de la Concacaf rumbo a Pekín 2008.
La prensa mostró preocupación por el desconocimiento del sueco sobre el idioma español y del fútbol mexicano, aunque Eriksson le restó importancia al tema. Su primer partido oficial fue una victoria ante Honduras en el Estadio Azteca, en el inicio de la etapa semifinal de las eliminatorias mundialistas de Concacaf rumbo a Sudáfrica 2010. Resultado que se repitió cuando recibieron a Jamaica y Canadá en las dos siguientes jornadas. Sin embargo el desempeño del cuadro mexicano disminuyó en la segunda mitad del torneo, cuando fueron visitantes, y acumularon una derrota en Jamaica y un empate en Canadá, situación que puso en problemas su clasificación. Pese a caer en su último cotejo ante Honduras, clasificaron para el hexagonal final en segundo lugar del grupo B por su mejor diferencia de goles con respecto a Jamaica.
La derrota en San Pedro Sula generó reacciones adversas por parte de los medios periodísticos, que mostraron su amplia desaprobación a la continuidad de Eriksson como director técnico por el irregular desempeño del conjunto. El cuadro mexicano continuó con su desconcertante paso al acumular dos derrotas, en sus visitas a Estados Unidos y Honduras, y una victoria, frente a Costa Rica en el Azteca, en sus tres primeros cotejos del hexagonal final. El mal papel mostrado nuevamente en campo hondureño generó mofas por parte de la prensa hondureña y aumentó el descontento de la prensa nacional, que criticaron duramente a jugadores como Nery Castillo, Rafael Márquez y Carlos Salcido. El 2 de abril de 2009 la Federación Mexicana de Fútbol removió a Eriksson; En sus nueve meses que duró en el cargo, México registró seis victorias, seis derrotas y un empate.
Copa Oro 2009
La Copa de Oro 2009 representó el resurgimiento de la supremacía de México en el área, ya que antes del torneo había pasado por un proceso tortuoso y desempeñó mediocre en la eliminatoria mundialista. Aunque sin convencer, fue de menos a más en el torneo: primero derrotó a la debutante selección de Nicaragua por 2-0, empató con Panamá a uno en un encuentro ríspido, y aseguró el primer lugar de grupo venciendo a Guadalupe por 2-0. En ronda de cuartos de final goleó con facilidad a Haití por 4-0, pero el partido semifinal contra Costa Rica fue muy sufrido porque la selección tica dominó durante una buena parte del encuentro; Guillermo Franco parecía brindar el triunfo al Tri, pero en una desatención de Juan Carlos Valenzuela es aprovechada por Froylán Ledezma para igualar el marcador, ya en tiempo de compensación. Se forzó la ronda de penales, donde México convirtió todos, y por Costa Rica erró el mismo Ledezma dando el pase a la final a los mexicanos.
La final contra Estados Unidos, el 26 de julio de 2009, efectuada en el Giants Stadium de Nueva York, representaba una revancha obligada para sacudirse el dominio ejercido por los norteamericanos en los últimos tiempos, ya que estos habían ganado las dos últimas ediciones de la copa (2005 y 2007). Con el público volcado en su favor mayoritariamente y después de un primer tiempo parejo, México terminó por vapulear a los estadounidenses por 5-0, con tantos de Gerardo Torrado (penalti), Giovani dos Santos, Carlos Vela, José Antonio Castro y Guillermo Franco. Con ello, el Tri volvió a ser el máximo ganador de torneos de la Concacaf y se libró de una racha de diez años sin poderle ganar a los Estados Unidos en territorio estadounidense.

### 2010-2019

#### Mundial de Sudáfrica 2010

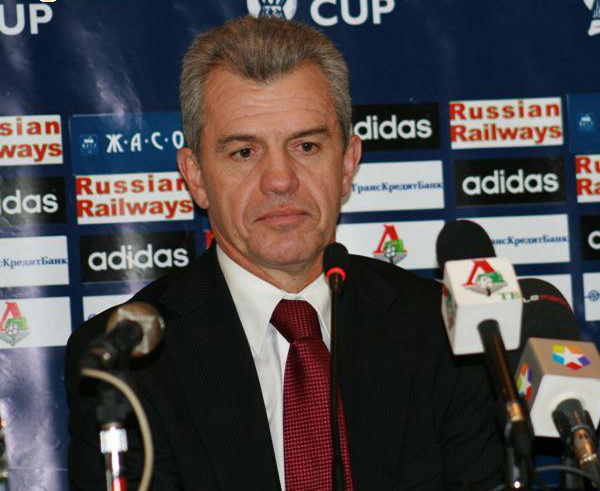
Javier Aguirre fue nombrado entrenador en abril de 2009.

El 16 de abril de 2009 Javier Aguirre fue presentado como nuevo entrenador de la selección mexicana. En su primer partido, la cuarta jornada del hexagonal, fue derrotado por El Salvador y México cayó al penúltimo lugar de la clasificación, sin embargo se recuperaron al vencer angustiosamente a Trinidad y Tobago como locales. Con Giovani dos Santos, nombrado mejor jugador de la Copa de Oro, y Cuauhtémoc Blanco, recientemente reincorporado a la selección, como referentes repuntaron en el clasificatorio al enlazar tres victorias de manera consecutiva. Derrotaron a los Estados Unidos y Honduras en el Azteca, y a Costa Rica en San José, esta última era su primera victoria como visitante en el hexagonal. El 10 de octubre de 2009 México venció por 4-1 a El Salvador en el Azteca y aseguró su participación en la Copa del Mundo de Sudáfrica 2010.
Los medios mexicanos señalaron a Blanco y Aguirre como los responsables de la calificación mundialista, y del repunte del equipo. Con el empate con Trinidad y Tobago en la última fecha del hexagonal, México se quedó en la segunda plaza con 19 puntos, a uno del primer puesto, que ocupó Estados Unidos. En los partidos de preparación del Tri, México enfrentaba a selecciones de gran jerarquía como Inglaterra, Países Bajos e Italia, también se enfrentaron a las selecciones de Bolivia, Nueva Zelanda, Corea del Norte, Islandia, Ecuador, Senegal, Angola y Chile, teniendo así la preparación más larga de los participantes de la justa mundialista.

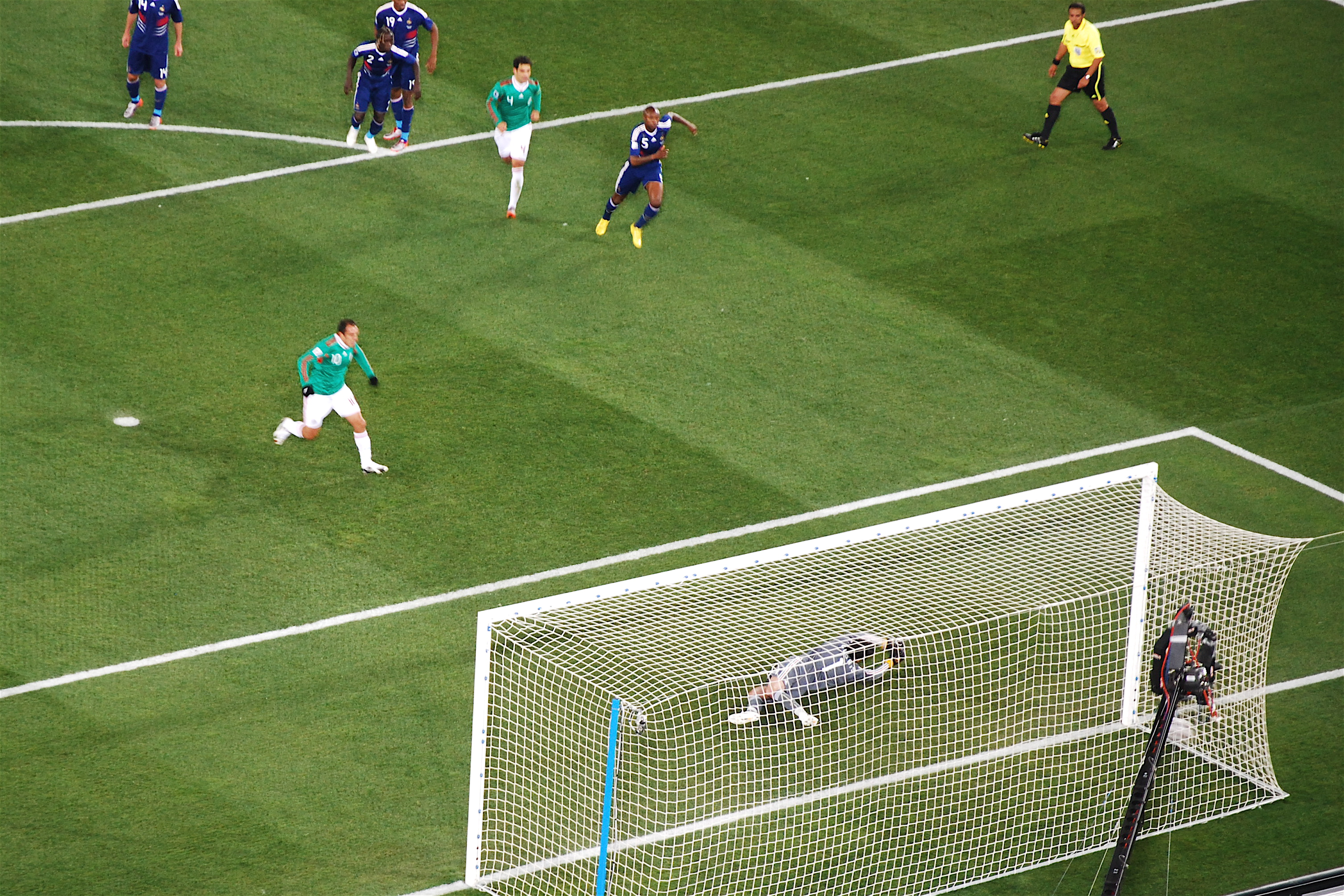
Segundo gol del partido México-Francia en Sudáfrica 2010. anotado de penal por Cuauhtémoc Blanco.

El 11 de junio de 2010, México inauguró la Copa Mundial contra los anfitriones, en un partido donde México dominó todo el primer tiempo, aunque no pudo encontrarse con el gol; en el segundo tiempo Sudáfrica empezó a dominar y en el minuto 55, Siphiwe Tshabalala adelantó al conjunto africano, el empate llegó por cuenta de Rafael Márquez. Comenzaba así la contienda del grupo A. El 17 de junio de 2010 México derrota por marcador de 2-0 a su similar de Francia con anotaciones de Javier Chicharito Hernández en el minuto 64 y de Cuauhtémoc Blanco por la vía del penalti en el minuto 79 para así posicionarse en segundo lugar del grupo A con el mismo número de puntos a su similar de Uruguay. El 22 de junio perdió contra la selección de Uruguay por el marcador de 1-0; el gol fue marcado em el minuto 43 por Luis Suárez. Mientras tanto Sudáfrica derrotaba a Francia terminando con un marcador de 2-1; Pero con este resultado México y Uruguay avanzaron a los octavos de final. El 27 de junio, fue eliminado por la selección argentina por segunda ocasión consecutiva, tras dos goles polémicos, el primero por un error del árbitro al no marcar un fuera de lugar. El segundo debido a que el defensa Ricardo Osorio regaló el balón, terminando el partido con un marcador final de 3-1 a favor de Argentina. Finalizó en el puesto número 14 de la tabla general.

#### De la estabilidad a la crisis deportiva (2011-2013)
El 18 de octubre de 2010, José Manuel de la Torre fue nombrado seleccionador nacional por la Femexfut aunque recién se estrenó en el banquillo nacional el 9 de febrero de 2011 con una victoria (2-0) ante Bosnia Herzegovina. Clasificado directamente a la tercera ronda de las eliminatorias al Mundial 2014, México tuvo un paso perfecto al ganar seis encuentros de seis ante sus pares de Costa Rica, El Salvador y Guyana.
La Copa de Oro 2011 ha sido la mejor actuación de México en este torneo ya que ganó el campeonato con una puntuación perfecta y una gran diferencia de goles. México se mostró muy ofensivo durante el torneo y presentando un buen fútbol, el primer partido contra El Salvador tuvo un primer tiempo dudoso y parejo pero el segundo tiempo el conjunto mexicano arregló sus errores y terminaron goleando 5-0 al rival con goles de Efraín Juárez, Aldo de Nigris y 3 tantos de Javier Hernández. Contra Cuba dominaron todo el partido y terminaron goleando también 5-0; posteriormente contra Costa Rica el Tricolor ganó 4 por 1. En cuartos de final bajó su ofensiva porque se enfrentó a una muy organizada Guatemala que los sorprendió a los 5 minutos adelantándose en el marcador, pero con el ingresó de Aldo de Nigris al segundo tiempo consiguió el empate con gol de este último y de Javier «Chicharito» Hernández daría la vuelta al marcador pasando a la semifinal. El rival sería Honduras en un partido donde el tricolor le faltó un poco de definición, pero en la prórroga México anotó dos tantos y avanzaría a la final contra su mayor rival de la Concacaf, Estados Unidos.
La final disputada el 25 de junio en el Rose Bowl, a pesar de ser en territorio estadounidense, casi toda la afición era mexicana. Estados Unidos comenzó ganando 2-0 cuando México jugaba mucho mejor pero, a pesar de ir perdiendo, empataron el partido antes del descanso con goles de Andrés Guardado y Pablo Barrera. En el segundo tiempo, el Tri no tardó en adelantarse con otro gol de Barrera y un gol de difícil ejecución de Giovani Dos Santos que sepultaría definitivamente las esperanzas del «equipo de las barras y las estrellas». México lograba así remontar imponiéndose al final 4-2, victoria que le otorgaba el pase a la Confederaciones 2013 en Brasil.
En su octava participación continental en la (Copa América Argentina 2011), la selección mexicana se vio representada por una selección sub-22 dirigida por Luis Fernando Tena (reforzada con cinco elementos mayores a esta edad: Paul Aguilar, Rafael Márquez Lugo, Luis Michel, Oribe Peralta y Héctor Reynoso), ya que el seleccionado mayor estaba participando en la Copa de Oro 2011 por disposición de la Concacaf. Previo al torneo, este combinado se vio envuelto en un escándalo en un hotel de Ecuador, donde algunos jugadores ingresaron con prostitutas a las habitaciones; ocho jugadores (entre ellos, Marco Fabián y Jonathan dos Santos) fueron sancionados con su separación del plantel y por tanto, del torneo. Con un cuadro disminuido por estas ausencias, México encaró el grupo C con las selecciones de Uruguay, Chile y Perú, quienes llevaban a sus representativos mayores. Los resultados no fueron favorables y perdió los tres encuentros: 1-2 ante Chile (el tanto mexicano lo convirtió Néstor Araujo, a la postre el único del torneo), 0-1 con Perú y 0-1 con Uruguay (quien terminaría como campeón de la Copa). Por primera vez, México se quedaba en la primera fase de la justa continental y sin puntos obtenidos.
Dirigidos por José Manuel de la Torre, México asistió a la Copa FIFA Confederaciones 2013 en Brasil como campeón de la Copa de Oro 2011. Encuadrados en el grupo A del evento, junto con las selecciones de Italia, Japón y el anfitrión Brasil; los mexicanos comenzaron el torneo con una derrota a manos de los italianos (1-2). Tras caer ante Brasil por 0-2 en su segundo cotejo, conjugado con la derrota japonesa ante Italia, México se despidió de la justa. El tercer y último cotejo ante Japón, duelo de selecciones ya eliminadas, los mexicanos se impusieron 2-1 con doblete de Javier «Chicharito» Hernández.
En un ambiente de crisis, tras malos resultados cosechados tanto en el hexagonal final rumbo al Mundial como en la Copa Confederaciones, México optó por jugar la Copa de Oro 2013 con una selección alterna, aunque debutó el torneo con una nueva derrota (1-2), esta vez ante su similar de Panamá, selección que logró por primera vez vencer al cuadro «tricolor». Sin embargo los mexicanos reaccionaron en sus siguientes compromisos derrotando a Canadá por 2-0 y a Martinica por 3-1, clasificando de esa manera para los cuartos de final como segundos del grupo A. En esa instancia derrotaron apretadamente a Trinidad y Tobago 1-0 con gol de Raúl Jiménez en las postrimerías del partido. No obstante, en semifinales, México volvió a caer ante Panamá, por el mismo marcador de 2-1, privándole de una cuarta final consecutiva en el certamen continental.
En el hexagonal final, el Tri mostró un desempeño preocupante al conceder cinco empates ante Jamaica (0-0), Honduras (2-2), Estados Unidos (0-0), Panamá (0-0) y Costa Rica (0-0), por una sola victoria, en Kingston, ante Jamaica (0-1). El panorama se ensombreció aún más tras la derrota del 6 de septiembre de 2013 en el Azteca ante Honduras (1-2), la segunda en la historia por eliminatorias después del recordado Aztecazo de 2001. Al día siguiente, Chepo de la Torre es cesado del cargo como técnico de la selección, siendo sustituido interinamente por su asistente Luis Fernando Tena quien dirigió al Tri solo durante la derrota de 2-0 contra Estados Unidos.
El 12 de septiembre de 2013 Víctor Manuel Vucetich asumió oficialmente las riendas de la selección, consiguiendo una importante victoria ante Panamá (2-1) con un gol de antología de Raúl Jiménez el 11 de octubre de 2013. Cuatro días después, aun cuando México fuera derrotado por Costa Rica (2-1) en San José, la derrota simultánea de Panamá ante Estados Unidos (2-3) mantuvo al Tri en el cuarto lugar, sinónimo de repesca intercontinental ante Nueva Zelanda en noviembre. No obstante, el 18 de octubre de 2013, la FMF volvería a cambiar de técnico, apartando a Vucetich y optando por el entonces timonel del América, Miguel Herrera, a manera de préstamo, para el citado repechaje contra la Nueva Zelanda. En el cotejo de ida, disputado en el Estadio Azteca el 13 de noviembre de 2013, México se impuso con un contundente 5-1 dejando prácticamente definida la serie. Una semana después, el Tri confirmó su presencia al Mundial de Brasil 2014 goleando en Wellington a Nueva Zelanda por 2-4, con hat trick de Oribe Peralta quien fue el protagonista de esta repesca intercontinental (había anotado dos goles en la ida).

#### Mundial de Brasil 2014
La selección mexicana debutó en su decimoquinta participación mundialista el 13 de junio venciendo 1-0 a Camerún, en un duelo dominado por el cuadro «tricolor», donde trascendieron dos goles anulados en el primer tiempo. Posteriormente, enfrentaría el 17 de junio a la escuadra local y favorita Brasil, terminando con un empate 0-0, sobresaliendo la actuación del portero mexicano Guillermo Ochoa. Siendo esta la primera ocasión que el equipo mexicano no terminó con derrota frente a Brasil en duelos de Copa del Mundo, y también la primera donde no recibió anotación de parte del equipo verde amarela. Finalmente, cerró la fase de grupos venciendo a Croacia 3-1 el 23 de junio, clasificando por sexta ocasión consecutiva para la ronda de octavos de final. Terminó su participación mundialista el 29 de junio frente a los Países Bajos en la ronda de octavos de final. Luego de abrir el marcador en el minuto 48 por conducto de Giovani dos Santos, el equipo mexicano fue superado por la selección neerlandesa, quien remontó en los últimos minutos del encuentro, incluyendo un polémico penal cometido sobre Arjen Robben, para finalizar con marcador 1-2 a favor de los europeos.
Copa América 2015
Luego de su actuación en Brasil 2014, Miguel Herrera permaneció al frente del equipo con el objetivo de cumplir todo el denominado proceso mundialista, lo que incluiría en el año 2015 dirigir la Copa América Chile 2015 y la Copa Oro 2015. Tal como ocurrió cuatro años atrás, la selección se vio imposibilitada para acudir al torneo sudamericano con un plantel más competitivo. Entre otras razones por la petición expresa de Concacaf para acudir al torneo de la zona con los elementos de mayor nivel; la negación de clubes europeos, en algunos casos, para que sus jugadores participaran en dos torneos, especialmente si no era el del área (único de obligatoriedad por los reglamentos de FIFA) y el interés económico de la propia federación, no solo en el evento de Concacaf, sino en la obtención del título que permitiera el pase al play-off eliminatorio contra Estados Unidos para clasificar a la Copa Confederaciones 2017; evento que permite un mayor ingreso económico por concepto de comercialización.
Ante todo ello, el equipo dirigido por Miguel Herrera se formó de jugadores mayoritariamente del torneo local y las incorporaciones de Raúl Jiménez y Jesús Manuel Corona (el único elemento que participaría en las dos competencias), jugadores que militaban en el extranjero. El juego de debut ante Bolivia concluyó con empate a cero. Posteriormente, en una buena exhibición, el equipo pudo empatar contra el local Chile a tres tantos, con anotaciones de Raúl Jiménez y el argentino naturalizado mexicano Matías Vuoso. Finalmente, el equipo quedó eliminado en la primera ronda al caer con Ecuador 2-1, terminando con ello en el penúltimo lugar del certamen.
Copa Oro 2015
Con la incorporación de la mayoría de los jugadores militantes en ligas europeas, la selección mexicana afrontó su participación en Copa Oro con la obligación de obtener el título; pero con la presión dirigida hacia entrenador y jugadores luego de la mala racha de juegos sin ganar (incluida la Copa América), distintos incidentes de tipo mediático antes del torneo y la aparente igualdad de niveles con las otras selecciones consideradas favoritas (Estados Unidos y Costa Rica).
En la fase de grupos, grupo C, se impuso por 6-0 a Cuba en el primer partido, incluido un triplete de Oribe Peralta. En el segundo encuentro, empató 0-0 con Guatemala y en el último partido, empató 4-4 con Trinidad y Tobago. Terminó como segundo de su grupo con 5 puntos. En cuartos de final, derrotó por 1-0 en la prórroga con un gol polémico de penal de Andrés Guardado a Costa Rica en el último minuto. En semifinal derrotó por 2-1, también en la prórroga nuevamente con dos penales cuestionados anotados por Andrés Guardado a Panamá.
En la final del torneo, disputada el 26 de julio de 2015 en el Lincoln Financial Field de Filadelfia, México se coronó campeón luego de vencer a Jamaica 3-1 con anotaciones de Andrés Guardado, Jesús Corona y Oribe Peralta, así consiguió su décimo trofeo continental.
Tras el despido de Miguel Herrera, el brasileño Ricardo Ferretti como entrenador interino el 10 de octubre dirigió la denominada Copa Concacaf 2015 y clasificó a la selección para la Copa Confederaciones Rusia 2017 tras vencer 3-2 a Estados Unidos en la prórroga en el Rose Bowl de Pasadena con goles de Javier Hernández, Oribe Peralta y Paúl Aguilar; mientras que Geoff Cameron y Bobby Wood marcaron por los locales. Enseguida el colombiano Juan Carlos Osorio fue anunciado como el nuevo entrenador.
Copa América Centenario
Ya bajo la dirección técnica del colombiano, el equipo inició de manera exitosa su participación en la eliminatoria mundialista al clasificarse para el hexagonal final en la jornada cuatro de la ronda semifinal, luego de cuatro triunfos. Al tiempo que con una serie de partidos amistosos (y contemplando los últimos duelos de Herrera y los de Ferretti) hilvanaba una destacada racha de partidos sin derrota, sumando únicamente victorias y sin recibir gol; lo que independientemente de los estilos o niveles de juego, generó una alta expectativa de cara a la Copa América Centenario, la primera que el representativo mexicano encararía con su cuadro estelar desde 2007 (recordando las restricciones que hubo en 2011 y 2015).
Las expectativas se realzaron al continuar las rachas positivas, que se volvieron históricas, durante la primera fase, al vencer a Uruguay (3-1) y Jamaica (2-0), y empatar con Venezuela (1-1). Sin embargo, una abrupta caída se escenificó en el partido de cuartos de final ante el campeón vigente, Chile, en el Levi's Stadium de Santa Clara, California, al caer derrotado 7-0, en la que fue la peor goleada en torneos oficiales en la historia de la selección, y solo superada en general por la derrota 8-0 frente a Inglaterra en un amistoso disputado en el mítico Estadio Wembley en 1961.
Copa Confederaciones 2017
Con la conducción de Juan Carlos Osorio, México asistió a la Copa FIFA Confederaciones 2017 en Rusia como ganador del playoff de Concacaf al derrotar al equipo de los Estados Unidos por 3-2. Fueron emparejados en el grupo A, junto con las selecciones de Portugal, Nueva Zelanda y el anfitrión Rusia, donde en la primera jornada pudieron empatar con la escuadra lusitana (2-2). En la segunda y tercera jornada derrotaron a los neozelandeses y a los anfitriones por el marcador de 2-1, clasificándose para la semifinal donde fue eliminada por Alemania por un abultado marcador de 4-1. Finalmente, tendría que volver a enfrentarse a Portugal por el bronce del evento donde fue derrotado por 2-1 en tiempo extra.
Copa Oro 2017
Nuevamente, debido al empalme de fechas entre dos torneos oficiales, el equipo mexicano tuvo que acudir con un cuadro alternativo a la disputa de la Copa Oro 2017. Ubicada en el grupo C junto con El Salvador, Jamaica y Curazao, calificó a cuartos de final luego de vencer a los salvadoreños (3-1), empatar sin goles con jamaiquinos y derrotar a curazaleños (2-0). En la siguiente fase, venció por la mínima a Honduras y finalmente cayó en semifinales, también por la mínima, contra Jamaica.

#### Mundial de Rusia 2018
La selección mexicana debutó en su decimosexta participación mundialista el 17 de junio de 2018 frente a Alemania, un emotivo encuentro que ganó por 1-0 (gol de Hirving Lozano en el minuto 35) en lo que fue la primera sorpresa del evento. Alemania nunca había perdido su primer encuentro como campeón del torneo anterior. Más tarde, el 23 de junio le ganó a Corea el Sur por 2-1 (goles de Carlos Vela en el minuto 26, Chicharito Hernández en el minuto 66 y descuento de Son con tiempo agregado) Con ese tanto Chicharito igualó la marca de Cuauhtémoc Blanco y Rafael Márquez de marcar en tres copas mundiales distintas, y la de Luis Hernández como máximo anotador mexicano en Copas del Mundo. En el último partido de la ronda grupal del 27 de junio, cayeron 0-3 ante Suecia, aunque clasificando para la ronda de octavos de final al combinarse su resultado con la derrota de Alemania. Finalmente concluiría su participación por séptimo mundial consecutivo en la ronda de octavos de final al caer 2-0 frente a Brasil el 2 de julio.
Copa Oro 2019
Con el inicio de un nuevo ciclo mundialista, se renovó la dirección técnica del seleccionado con la llegada del argentino Gerardo Martino. El primer compromiso oficial a enfrentar sería la Copa de Oro 2019, la cual se presentó ante un enfoque distinto de relevancia, tras la desaparición de la Copa FIFA Confederaciones y la disposición de no participar en la Copa América 2019. Además, una serie de ausencias por lesión, retiro o negativas de distinta índole, ocasionaron que el nuevo entrenador enfrentara el torneo con un cuadro disminuido, esto respecto al conjunto que había participado en la anterior Copa del Mundo. Inició su participación el 15 de junio goleando 7-0 a Cuba, posteriormente vencería a Canadá y Martinica para clasificar para la segunda ronda como líder de grupo. Al final derrotaría en cuartos de final y semifinales a Costa Rica y Haití respectivamente. En la final enfrentó a Estados Unidos (por sexta vez en esta instancia) el 7 de julio en el Soldier Field de Chicago, logrando el triunfo, y en consecuencia el título, por marcador 1-0 con gol de Jonathan Dos Santos. En la ceremonia de premiación fueron galardonados por su papel destacado en el torneo Guillermo Ochoa y Raúl Jiménez.
Liga de Naciones de Concacaf 2019-20
Después de alzarse con el trofeo de la Copa Oro, la selección de México afrontó el nuevo torneo de naciones organizado por Concacaf donde quedó encuadrada en el grupo B junto con Panamá y Bermudas. Comenzó el torneo en la fecha FIFA de octubre goleando de visita por 5-1 a Bermudas, después viajarían a la Ciudad de México para jugar contra Panamá en el Estadio Azteca, derrotándolos por 3-1. En la fecha FIFA de noviembre, visitaron Ciudad de Panamá para jugar contra los locales, donde vencieron contundentemente por 3-0. En el partido de vuelta contra Bermudas en el Estadio Nemesio Diez de Toluca, a pesar de que el partido fue dominado por la escuadra azteca, el partido terminó en una apretada victoria por 2-1 con gol de último minuto por Uriel Antuna; los bermudeños habían abierto el marcador en el minuto 10 por conducto de Dante Leverock. Con esta última victoria, terminaron en el grupo como primer lugar, clasificándose para la Copa Oro 2021 y a la fase final de la Liga de Naciones que se jugaría en una sede centralizada en los Estados Unidos en junio de 2020, sin embargo, debido a la pandemia de COVID-19, la fase final del torneo fue reprogramada para junio de 2021.

### 2020-presente
Finales de la Liga de Naciones
Después de haber disputado algunos amistosos a finales de 2020 y principios de 2021, el equipo afrontó las semifinales del torneo el 3 de junio contra Costa Rica, el partido terminó 0-0 en los 90 minutos reglamentarios y después de los 30 minutos suplementarios, por lo que se tuvo que definir mediante tiros desde el punto penal ganando México por 5-4. En la final enfrentó a los Estados Unidos el 6 de junio en el Empower Field at Mile High de Denver. La selección de México comenzó ganando el encuentro en el minuto 1 con el gol de Tecatito Corona, sin embargo, llegaría Gio Reyna para empatar en el minuto 27. Faltando once minutos para el final, Diego Lainez le devolvería la ventaja a México, ventaja que duraría solo cuatro minutos después de que Weston McKennie volviera a igualar el marcador. En el tiempo suplementario, Christian Pulisic puso en ventaja a los estadounidenses por primera vez en el partido desde el punto penal en el minuto 114, México tuvo la oportunidad de empatar en el minuto 120 después de pitarse un penal a favor, sin embargo, el arquero Ethan Horvath atajó el tiro de Andrés Guardado, por lo que los estadounidenses se alzaron con el primer trofeo de la Liga de Naciones de Concacaf.
Copa Oro 2021
Un mes después de la fase final de la Liga de Naciones se jugaría la Copa Oro 2021, donde la selección quedó encuadrada en el grupo A junto con El Salvador, Curazao y Trinidad y Tobago. Iniciarían el torneo con un empate por 0-0 contra Trinidad y Tobago. Después vencerían a Guatemala (que vendría como sustituto después de la baja de Curazao por contagios de COVID-19) por 3-0 y finalmente vencerían a El Salvador por la mínima. Siendo primeros del sector A, disputarían la ronda de cuartos de final contra Honduras que había quedado segundo del grupo D, venciéndolos por un contundente 3-0. En semifinales se enfrentó a Canadá, donde salieron vencedores después de una apretada victoria por 2-1 con gol de último minuto de Héctor Herrera.
En la final que se disputaría el 1 de agosto en el Allegiant Stadium de Las Vegas, México tendría oportunidad de revancha contra los Estados Unidos, sin embargo, a pesar de que el encuentro era mayormente dominado por los mexicanos, estos no supieron marcar la diferencia con goles y llevaron el partido al suplementario, donde Estados Unidos supo capitalizar una desconcentracion en táctica fija y terminaron por marcar el único gol del partido en el minuto 117 por conducto de Miles Robinson, y con esto siendo la segunda final perdida en el mismo año contra sus mayores rivales de la región, siendo remarcable también el hecho de que Estados Unidos no llevaba a su mejor equipo, destacando la ausencia de jugadores como Christian Pulisic, Weston McKennie o Gio Reyna, jugadores que estuvieron presentes en la final de la Liga de Naciones.

#### Mundial de Catar 2022
México clasificó a la Copa del Mundo dentro de un acotado proceso eliminatorio que, debido a la pandemia, se disputó en un octagonal final, al que el Tri entró de manera directa; a pesar de las dudas generadas por el estilo de juego, concluyó en segundo lugar, empatado en puntos con el líder Canadá, que lo superaba por marcador global en duelos directos.
La selección mexicana debutó en su decimoséptima participación mundialista el 22 de noviembre de 2022 frente a Polonia, el cual terminó en un empate sin goles, en gran medida gracias a la actuación del portero Guillermo Ochoa quien atajó un penal. Posteriormente el 26 de noviembre se enfrentó a Argentina, que venía de perder sorpresivamente contra Arabia Saudita, no obstante cayeron por 2-0 con goles de Lionel Messi y Enzo Fernández. El último partido de la ronda grupal disputada el 30 de noviembre, México estaba obligada a ganar a Arabia Saudita con marcador de tres goles y esperar lo que suceda entre Polonia y Argentina; el partido concluyó en 1-2, mientras que el partido que jugaba la albiceleste derrotó a Polonia por 0-2, combinaciones que dejaron sin posibilidades de acceder a los octavos de final; fue la primera vez desde 1978 que México quedó eliminado en fase de grupos, con este fracaso se terminó la era de Gerardo Martino.

#### El ciclo mundialista como sede nuevamente
La peor participación mundialista en 44 años sería el antecedente para el inició de un proceso que tenía como objetivo la tercera localía mexicana en una Copa del Mundo. La sede de la Copa Mundial de Fútbol de 2026, había sido obtenida en conjunto con Estados Unidos y Canadá desde el 13 de junio de 2018, aunque fue hasta el 14 de febrero de 2023 que se confirmó la clasificación automática de los tres anfitriones. En este contexto, muy distinto a las ediciones anteriores, la preparación estaría prácticamente condicionada a lo que se hiciera en el marco de la zona.
El entrenador argentino Diego Cocca fue elegido como director técnico de la selección el 10 de febrero de 2023 y dirigiría al plantel en los dos compromisos oficiales del año: Fase final de la Liga de Naciones 2022-23 y la Copa de Oro 2023. Además, previo el 27 de enero se había oficializado que la Liga de Naciones de la Concacaf 2023-24, específicamente su fase final, serviría como clasificatoria para seis selecciones del área a la Copa América 2024, lo que planteaba un objetivo prioritario en virtud del escaso roce internacional que se veía al inicio (aparte de la ausencia en Copa América, la Copa Confederaciones había desaparecido).
Sin embargo el recién iniciado proceso entró en crisis rápidamente, los resultados adversos en compromisos amistosos y el bajo nivel en los partidos de la primera ronda de la Liga de Naciones, antecedieron al punto de quiebre, el 15 de junio de 2023 México cayó derrotado 0-3 ante Estados Unidos en la semifinal de la Liga de Naciones. Con esto se produjo la inmediata destitución del entrenador y su sustitución, en ese momento como interino, de Jaime Lozano, entrenador mexicano cuyo antecedente más notable era la medalla de bronce en el torneo olímpico de Tokio 2020 (jugado en 2021).
Copa Oro 2023
De esta manera el conjunto mexicano afrontó la Copa de Oro 2023. Debutó el 25 de junio con goleada 4-0 sobre Honduras, luego vencería 3-1 a Haití y caería frente al invitado Catar por la mínima. Clasificó como líder de grupo y dio cuenta 2-0 de la selección de Costa Rica y 3-0 en semifinales a Jamaica. La final se jugó el 16 de julio de 2023 en el SoFi Stadium en la zona metropolitana de Los Ángeles. El cerrado partido se definió con un gol al minuto 88 de Santiago Giménez, consiguiendo su 12.º título confederativo en la historia.
Posteriormente disputó la ronda de cuartos de final de la Liga de Naciones de la Concacaf 2023-24, como se mencionó, clasificatoria para la Copa América 2024 ante Honduras. El partido de ida en Tegucigalpa el 17 de noviembre de 2023, terminó con derrota de 0-2. El partido de vuelta el 21 de septiembre en el Estadio Azteca concluyó con victoria 2-0, por lo que se definió la eliminatoria en la tanda penales, saliendo victoriosos los tricolores 4-2.
La fase final de la Liga de Naciones 2023-24 se disputó en el AT&T Stadium de Arlington, Estados Unidos. En la semifinal, venció de manera holgada 3-0 a Panamá el 21 de marzo, clasificando a la final, para un nuevo enfrentamiento ante el rival antagónico del área, Estados Unidos. Sin embargo, la inercia de resultados adversos ante la selección estadounidense se mantuvo; en la final el 24 de marzo de 2024 cayó 2-0 frente al conjunto local.
Copa América 2024
Una serie de acontecimientos marcaron el tenso ambiente en el entorno de la selección, esto previo al torneo de mayor nivel contemplado en la preparación para la Copa del Mundo, la Copa América Estados Unidos 2024 a celebrarse en el verano. Primero los resultados adversos o con funcionamiento irregular en amistosos contra Bolivia, Uruguay y Brasil; y segundo, la pretendida "renovación generacional" que excluyó a jugadores con trayectoria, para un nuevo grupo de base juvenil que fuera el que se encaminará al Mundial de 2026.
México se encontraba encuadrado en el sector "B" con Jamaica, Venezuela, Ecuador; debutó el 22 de junio contra el conjunto caribeño, ganando 1-0; cayó ante Venezuela el 26 de junio, también por la mínima; y finalmente cayó eliminado con el empate a cero contra Ecuador, concretando la tercera eliminación en fase de grupos de Copa América, con la salvedad de tratarse ahora de una selección no alternativa, contrario a lo sucedido en 2011 y 2015.
Liga de Naciones 2024-25
El mal desempeño en el certamen continental derivó en la destitución de Jaime Lozano; la FMF nombró como sucesor, por tercera vez en la historia de manera emergente, a Javier Aguirre, y como auxiliar a Rafael Márquez. Sin mucho margen de tiempo y solo tres amistosos previos, en el mes de noviembre de 2024, inició la participación de México en la Liga de Naciones de la Concacaf 2024-25 en la ronda de cuartos de final, donde cayó en el juego de ida 0-2 como visitante ante Honduras; aun sin la ventaja de jugar en el Estadio Azteca (en remodelación) superó la eliminatoria venciendo al conjunto «catracho» 4-0 en Toluca. La fase final se disputó en el SoFi Stadium de Los Ángeles en marzo de 2025. En la semifinal el día 20 derrotó a Canadá 2-0 con doblete de Raúl Jiménez. El día 23 enfrentó a Panamá, en la tercera final del único torneo masculino de la confederación que nunca había ganado; nuevamente un doblete de Jiménez, definieron el marcador final 2-1 con el que México se coronó campeón.
Copa Oro 2025
México debutó en la XXVIII edición del máximo certamen confederativo, en el duelo inaugural el 14 de junio de 2025 ante la debutante República Dominicana, contrario a las expectativas, el duelo fue competido, no obstante concluyó con victoria mexicana 3-2; en la segunda jornada venció 2-0 a Surinam, y en la tercera no pasó del empate a cero contra Costa Rica. En los cuartos de final derrotó por primera vez a una selección invitada de otra confederación (distinta a Brasil a quien sí venció en 1996 y 2003), en este caso Arabia Saudita con marcador de 2-0; y en la semifinal dio cuenta por la minima (1-0) a Honduras.
La final se disputó el 6 de julio en el estadio NRG de Houston ante el siempre local del evento Estados Unidos, a quien no derrotaba como visitante desde la final de la Copa Oro 2019. A pesar de que el conjunto de «las barras y las estrellas», se adelantó en el marcador con un gol tempranero, el conjunto mexicano remontó con tantos de Raúl Jiménez al minuto 27 y Edson Álvarez al 77. México obtuvo su décimo tercer título histórico del área, concretando su tercer bicampeonato del torneo y el doblete con los títulos absolutos varoniles de Concacaf en el mismo año.

## Instalaciones

### Estadio Azteca

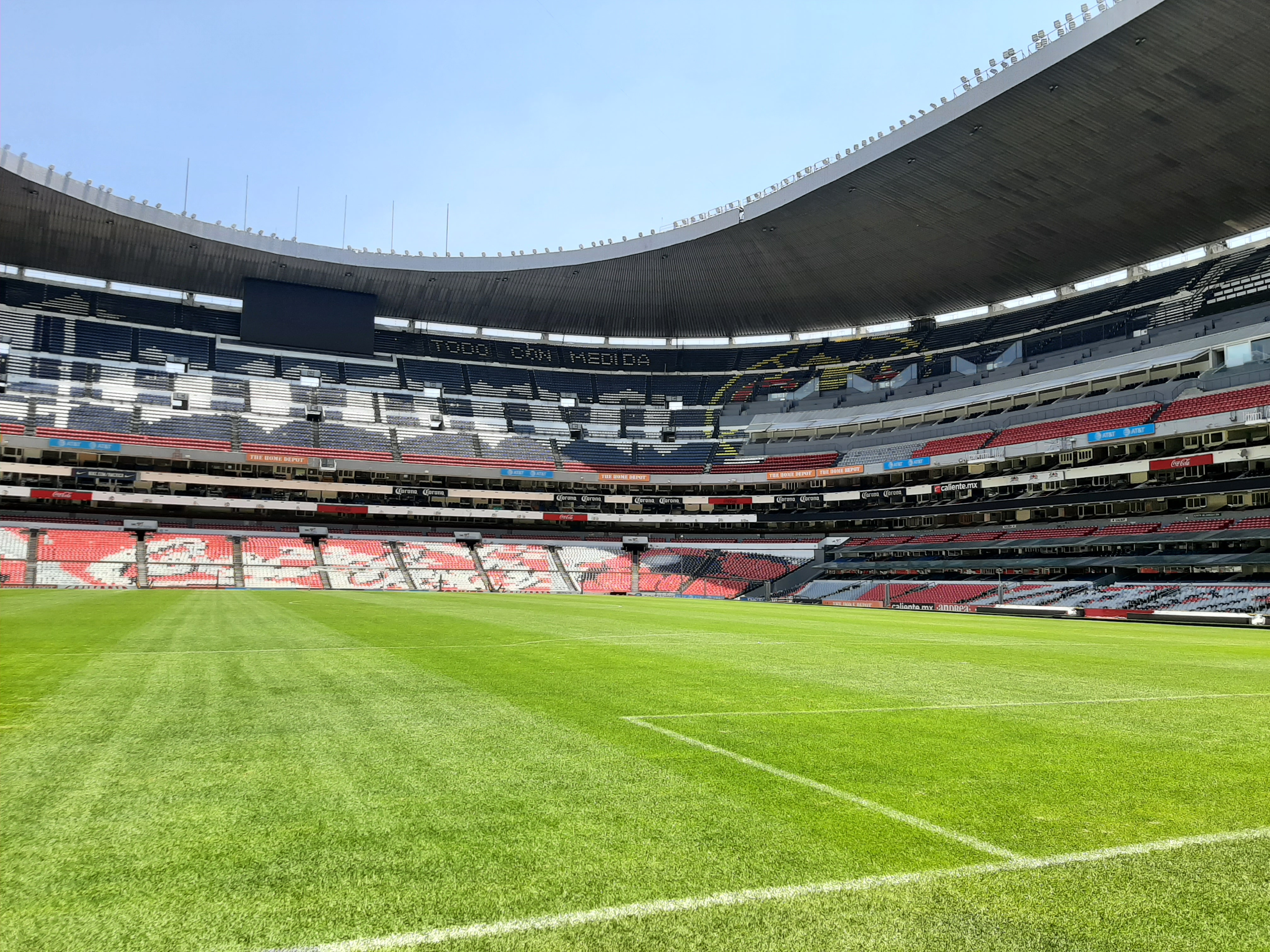
El Estadio Azteca es el escenario en el que más partidos ha jugado la selección.

Ubicado al sur de la Ciudad de México, en la demarcación Coyoacán; con capacidad para 83 264 espectadores, es el segundo estadio de fútbol más grande de América y séptimo del mundo. Fue diseñado por los arquitectos Pedro Ramírez Vázquez y Rafael Mijares Alcérreca e inició su construcción en 1962 como parte de los planes para albergar la Copa Mundial de Fútbol de 1970. Es también conocido con el sobrenombre de "El Coloso de Santa Úrsula". Inaugurado el 29 de mayo de 1966 con el partido entre América y Torino de Italia.
El primer partido de la selección nacional en este escenario fue un duelo amistoso el 12 de junio de 1966 ante el club inglés Tottenham Hotspur, el marcador fue a favor de los visitantes por 1-0 con gol de Weller. Ese partido supuso la despedida de suelo mexicano del combinado nacional, previo a Inglaterra 1966. El primer partido internacional, es decir, contra una selección nacional, fue el 5 de enero de 1967 contra Suiza, terminando con resultado favorable para el local de 3-0; El primer gol de un seleccionado fue de Vicente Pereda. En competición oficial de selecciones absolutas, el primer partido de México sería el 21 de octubre de 1969, en la victoria 3-0 sobre Bermuda, correspondiente al duelo de ida de la clasificación para el Campeonato de Naciones de la Concacaf Costa Rica 1969.
Dentro de este inmueble el Tri consiguió su mayor éxito internacional, al ganar la Copa FIFA Confederaciones 1999 la noche del 4 de agosto al vencer 4-3 a su similar de Brasil. Por otra parte, también obtuvo los títulos de la Copa de Oro de la Concacaf de 1993 y 2003.
Disputó aquí siete de los nueve juegos de Copa del Mundo que jugó como local en 1970 y 1986, sin perder ningún encuentro ahí. Entre esos partidos se encuentra su única victoria en fase de eliminación directa en Copas del Mundo, al vencer 2-0 a Bulgaria en la ronda de octavos de final de 1986.
Ha ejercido como local en 58 juegos de eliminatorias mundialistas; el primero fue el 3 de septiembre de 1972 en la primera ronda de la clasificación para Alemania 1974, se trató de una victoria 3-1 ante Estados Unidos. Únicamente ha sufrido dos derrotas: el 16 de junio de 2001 ante Costa Rica 1-2, en un evento conocido como el Aztecazo y contra Honduras el 6 de septiembre de 2013 también 1-2 (cabe destacar que en este estadio, esas son las únicas derrotas en competición oficial para la selección mayor). Estos enfrentamientos incluyen la conquista del Campeonato de Naciones de la Concacaf 1977, recordando que dicho torneo fue a la vez, la fase final de la eliminatoria para Argentina 1978.
En total, la selección absoluta ha disputado 176 partidos en el Estadio Azteca: 85 de competencias oficiales (7 de la Copa del Mundo, 58 de eliminatoria mundialista, dos de clasificación para la Copa de Naciones de Concacaf, 10 de la Copa de Oro de la Concacaf, 5 de la Copa FIFA Confederaciones y tres de la Liga de Naciones de la Concacaf) y 91 amistosos (57 de categoría A — es decir contra otras selecciones absolutas —, 4 de la denominada selección preolímpica como preparación antes del Torneo Olímpico de México 1968, uno contra un combinado de jugadores extranjeros de la primera división en 1973, dos de la llamada selección B en 1976 y 1993, y 27 contra clubes tanto mexicanos como extranjeros).
La categoría sub-17 ganó su segundo título mundial en este inmueble el 10 de julio de 2011 al vencer en la final a Uruguay, esto dentro de la Copa del Mundo de ese año. La categoría Sub-20 sin embargo no logró superar la fase de grupos de la Copa Mundial de Fútbol Juvenil de 1983 y la Olímpica perdió el duelo por la medalla de bronce en el Torneo Olímpico de 1968. En cambio la selección panamericana ganó la presea áurea en los Juegos Panamericanos de 1975.
Tres selecciones nacionales ejercieron como locales en torneos clasificatorios; la propia selección mayor en dos duelos en 1969 y 1971 para clasificar a las ediciones de Costa Rica 1969 y Trinidad y Tobago 1971 del Campeonato de Naciones de la Concacaf, ambos ante Bermuda; la selección amateur jugó aquí tres partidos del Preolímpico de Concacaf de 1972 (para clasificar a Múnich 1972); finalmente, uno de los 26 partidos del Campeonato Sub-16 de la Concacaf de 1985 realizado en la Ciudad de México (para clasificar a China 1985), se desarrolló en este inmueble, la entonces selección mexicana sub-16 venció 9-0 a su similar de Antillas Neerlandesas el 12 de mayo de 1985.

### Centro de Alto Rendimiento (CAR)
Originalmente llamado «Centro Pegaso de Alto Rendimiento», su propietario Alejandro Burillo Azcarraga lo vendió en 2001 a la FMF. Ubicado a diez minutos al sur del Estadio Azteca, en una superficie de aproximadamente 12 ha, cuenta con tres canchas profesionales, de las cuales dos de ellas son de pasto natural y una de superficie sintética, con las medidas profesionales que la FIFA establece para este tipo de canchas.
Cuenta también con dos campos de 66 × 68 m, que sirven para prácticas en espacios reducidos y de estrategia, así como una amplia área de calentamiento. Tiene un gimnasio con una gran variedad de aparatos, para realizar los ejercicios físicos; Una pista de arrastre de 120 m lineales. También tiene salón de usos múltiples con capacidad para 100 personas, con un sistema de sonido, proyector, pantalla blanca, vestidor y oficina. Este salón es donde frecuentemente los integrantes del seleccionado nacional ofrecen conferencias de prensa, y también es utilizado para foros, simposios y congresos. Como parte de sus instalaciones, el Centro de Alto Rendimiento tiene dos hoteles de categoría cinco estrellas; El primero con 21 cómodas habitaciones, 19 suites dobles y dos sencillas. Además del área de recreación con sala de descanso, sala de juegos con mesa de billar, ping pong, ajedrez y futbolito, dos áreas de vestidores, regaderas, vapor, sauna y todos los servicios sanitarios, así como de lavandería y un espacio destinado especialmente para la utilería. Comedor de alta cocina, terraza con asador y oficinas. Tiene una clínica de diagnóstico y rehabilitación médico-deportivo, que cuenta con equipos de hidromasaje, aparatos cardiovasculares, así como equipos de evaluación y zonas de recuperación.

### Otros estadios

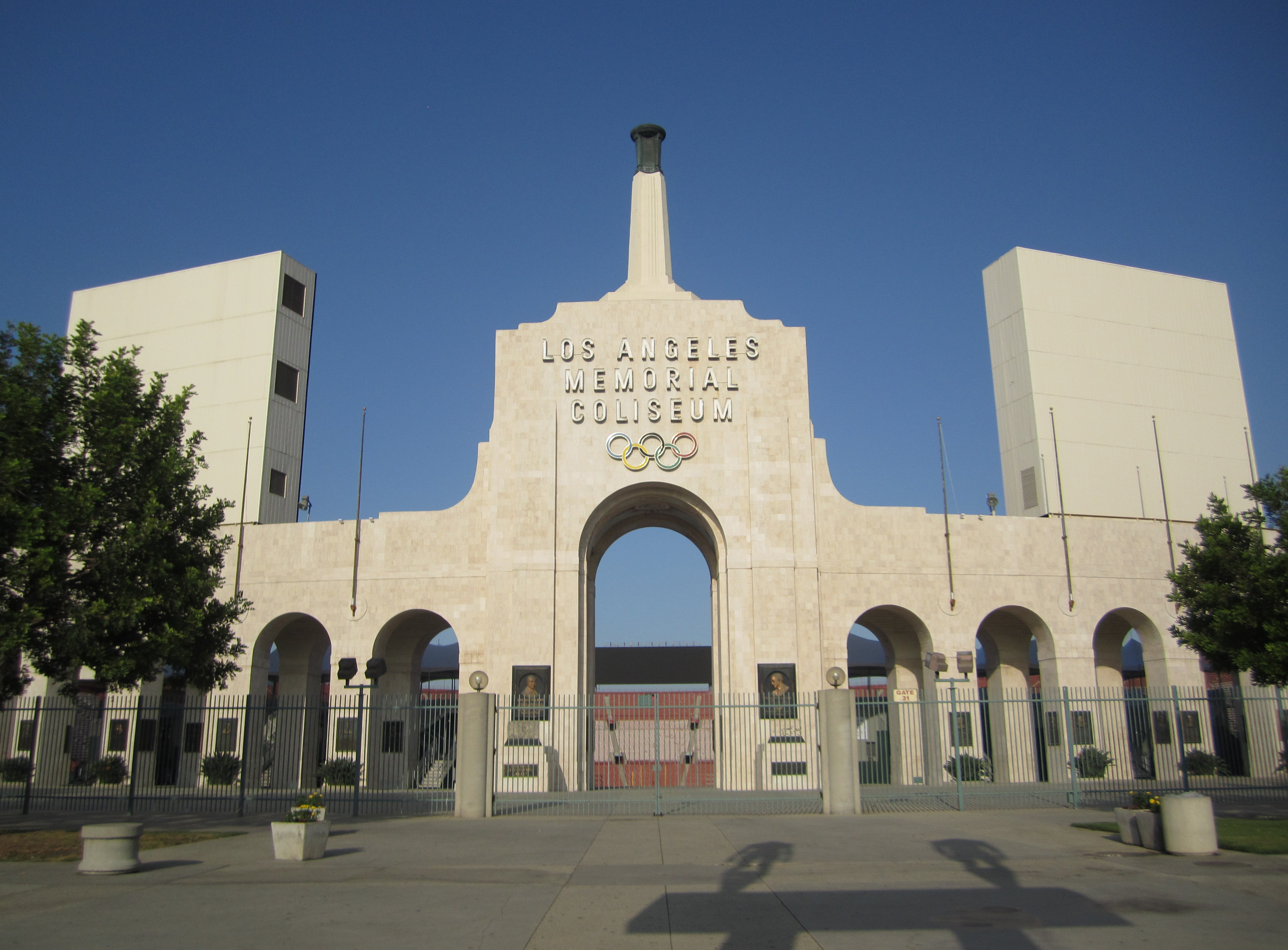
Memorial Coliseum de Los Ángeles; el segundo estadio con mayor actividad de la selección.

El primer partido en la historia de la selección, acontecido el 9 de diciembre de 1923, se escenificó en el Parque España, estadio propiedad del Real Club España (equipo que solía rentar sus instalaciones para partidos de la liga mexicana). Durante sus primeros años no contó con un estadio fijo para realizar sus encuentros como local, por lo que alternaba, además del mencionado inmueble, con el Parque Asturias y el Parque Necaxa. A partir de 1947 empleó el Estadio Olímpico de la Ciudad de los Deportes, ahí conquistó la Copa NAFC 1949. Posteriormente de 1955 a 1966 su sede oficial fue el Estadio Olímpico Universitario. Todos los anteriores, escenarios ubicados en la Ciudad de México.
Solo dos de sus nueve partidos como local en la Copa Mundial de Fútbol fueron fuera del Azteca, ambos de la fase de cuartos de final, y los jugó en el Luis Gutiérrez Dosal de Toluca (1970) y el Universitario de Monterrey (1986). En cuanto a las eliminatorias para la Copa del Mundo, fuera de la Ciudad de México, la selección solo ha disputado 14 de 90 juegos como local, siendo estos, en los estadios: Universitario (4) y Tecnológico de Monterrey, Cuauhtémoc de Puebla (2), Alfonso Lastras de San Luis Potosí (2), la Bombonera de Toluca, Victoria de Aguascalientes, Hidalgo de Pachuca, Víctor Manuel Reyna de Tuxtla Gutiérrez y Nuevo Corona de Torreón.
A principio de los años noventa, el fenómeno de comercialización de la selección en áreas densamente pobladas por mexicanos en Estados Unidos, incrementó notablemente el número de juegos disputados ahí, ya fuera en constantes giras amistosas o por la participación en la Copa de Oro de la Concacaf que, salvo dos excepciones en territorio nacional, la disputa cada dos años en el vecino país del norte. Debido a lo anterior, son varios los inmuebles estadounidenses que superan en cantidad de encuentros a escenarios mexicanos, en una aparente localía respaldada por la gran cantidad de aficionados de origen o ascendencia mexicana.
Por ello destaca el siguiente caso; la selección nacional con mayor actividad en el Memorial Coliseum de Los Ángeles es México, que ha disputado 87 partidos en el inmueble: 14 de competencia oficial (3 de eliminatoria mundialista, 9 de la Copa Oro y dos de la Copa Norteamericana de Naciones), incluidas las finales de la Copa Oro de 1996 y 1998, en las que se coronó venciendo 2-0 a Brasil y 1-0 a Estados Unidos respectivamente; y 73 amistosos (51 de categoría A —contra otras selecciones absolutas—, 6 de la denominada selección B y 16 contra clubes tanto mexicanos como extranjeros). Incluso el escenario angelino es el segundo estadio donde más partidos ha disputado el representativo mexicano, solo después de su sede oficial el Estadio Azteca, superando a cualquier otro recinto tanto en su país como en Estados Unidos. Fue a mediados de la década de 1980, que la selección mexicana comenzó a adoptarlo como sede habitual de sus juegos amistosos en el país vecino, en gran medida por la singularidad poblacional de Los Ángeles, que la ubica como la segunda ciudad con más mexicanos en el mundo (solo después de la Ciudad de México).
Finalmente, y considerando solo partidos definitorios o de final, los estadios en los que ha conquistado algún título internacional fuera de México son: La Tropical de La Habana, el Mateo Flores de Guatemala, el Queen's Park Oval de Puerto España, el Memorial Coliseum de Los Ángeles, el Giants Stadium de Nueva York, el Rose Bowl de Pasadena, Lincoln Financial Field de Filadelfia, el Soldier Field de Chicago, el SoFi Stadium de Inglewood y el NRG de Houston.
La categoría sub-17 ganó su primer título mundial en el Nacional de Lima en Perú 2005. La selección olímpica conquistó la medalla de oro en Londres 2012 dentro del legendario Wembley.

## Uniforme y escudo
Al momento de disputarte los primeros duelos de una selección nacional, es decir hacia finales de 1923, no era habitual el uso de los colores de la bandera para fines de vestimenta. En un principio y en homenaje a la selección española, el representativo mexicano adoptó el tono rojo que luego cambió a guinda (con un bies blanco en la camiseta), los pantaloncillos y las calcetas negros. Para el Torneo olímpico de Ámsterdam 1928 se cambió el pantaloncillo por uno blanco. El único cambio en esta vestimenta para Uruguay 1930 fue el retorno del short negro.
Los colores del uniforme actual provienen de la bandera nacional (por lo que al equipo se le conoce como el Tri, debido a sus tres colores), camiseta verde, shorts blancos y calcetas rojas (en algunos partidos las calcetas han sido blancas e incluso los pantaloncillos han sido verdes). Sin embargo, tan tradicional vestimenta, no comenzó a ser utilizada sino hasta el Campeonato Panamericano 1956, esto como un intento de alentar la identidad nacional a jugadores y afición, ligándolos con el uniforme del equipo mexicano. Por necesidad en competencias internacionales, se tuvo que buscar un segundo uniforme; por ello, se rescató el guinda en la década de los ochenta y se sustituyó con el blanco. Fue hasta 1984 en que cambió el tono de las calcetas, de verde a rojo, naciendo con ello el equipo Tricolor, un mote aceptado rápidamente por la afición.
Ciertamente, los tonos verdes y los modelos variaron durante sesenta años, pero nunca se abandonó el color que identifica a la selección mexicana de fútbol e incluso a todas sus análogas con límite de edad y en la categoría femenil, así como a las delegaciones de otras disciplinas deportivas.
En un intento de recordar la original vestimenta, en el año 2001 la marca que vestía a la selección en ese momento, Atlética, decidió crear un tercer uniforme con los mismos colores que el de antaño. Desde 2002 la marca estadounidense Nike vistió al plantel de la selección mexicana hasta 2006, y desde 2007 la marca alemana Adidas se encarga de la vestimenta de la selección mexicana, proponiendo, a partir de 2010 un uniforme alternativo completamente negro.
El primer logotipo en el uniforme de la selección fue un escudo formado por dos círculos concéntricos, en el primero, a manera de marco, contenía la palabra México en la parte inferior, y en la superior los tres colores de la bandera; en tanto en el segundo círculo aparecía la silueta de la versión porfirista del escudo nacional (el águila de frente con las alas recogidas), este símbolo se usó en los primeros cotejos internacionales en 1923 y en el Torneo olímpico de Ámsterdam 1928. En la Copa del Mundo de Uruguay 1930 se presentó con un escudo heráldico tipo francés medieval, dividido en tres partes iguales con los colores verde, blanco y rojo, mientras en la parte superior tenía un rectángulo negro con la palabra México en letras blancas; dicho distintivo llegó a tener en ocasiones el escudo nacional entre 1958 y 1978.
En 1984 durante la preparación para la Copa del Mundo México 1986 apareció por primera vez el tradicional escudo de la Federación Mexicana de Fútbol, que usaba desde su fundación en 1922, este, salvo algunos cambios en tonalidades y adaptaciones (como la del balón), siempre había sido el mismo. Consistía en un águila de perfil que se encuentra parada en una pata sobre la «Piedra del Sol» (conocida erróneamente como «calendario azteca»), el cual tiene delante de si un balón y esta flanqueada por dos semicírculos, uno verde y otro rojo. Estas tres figuras estaban rodeadas por un cintillo dorado a manera de semicírculo, con una inscripción que reproducía la razón social de la Federación.
El 30 de noviembre de 2021 fue presentado el nuevo diseño del logotipo de la selección, desligándola del escudo federativo. Este consistiría en una figura minimalista que incluye un águila con las alas plegadas, erguida en una pata sobre el balón y dentro de un círculo, detrás de ella la silueta de uno de los anillos de la Piedra del sol y debajo la palabra México, integrados en todos los componentes los colores patrios.
| Primera equipación | (ver evolución) | Actual |  |

## Rivalidades

### Clásico deConcacaf
Durante muchos años el partido México-Estados Unidos, no era tomado como un clásico debido a que el fútbol, o soccer como es conocido en Estados Unidos, no era un deporte popular en el mencionado país y su selección era regularmente goleada por la selección mexicana. La situación cambió después de la Copa del Mundo de Estados Unidos 1994, cuando supuso un fuerte impulso en el desarrollo del fútbol. Con tal motivo, el partido entre México y Costa Rica, que hasta entonces era considerado el «Clásico de Concacaf», fue cambiando debido al crecimiento futbolístico del fútbol estadounidense y sus participaciones en distintos torneos hasta pasar a ser el mayor rival mexicano.
La selección mexicana mantiene una gran rivalidad futbolística con Estados Unidos, siendo al día de hoy, el más destacado de la Confederación de Fútbol de Norte, Centroamérica y el Caribe. El primer encuentro entre estas dos selecciones se realizó el 23 de mayo de 1934 en el Estadio Nacional de Roma en un partido eliminatorio a la Copa del Mundo del mismo año celebrado en Italia, los estadounidenses vencieron 4-2.
México y los Estados Unidos cuentan con la mayor cantidad de títulos continentales en la confederación con 14 y 10 respectivamente (incluyendo los dos formatos del torneo de selecciones — Campeonato de Naciones y Copa Oro — y la Liga de Naciones). Ambos combinados se han presentado en 79 enfrentamientos oficiales para la FIFA, México aventaja la cuenta con 38 victorias y 149 goles a favor, 24 victorias y 94 anotaciones para Estados Unidos; además de 17 empates.

### Otras rivalidades
Fuera del llamado clásico norteamericano, la selección de México ha tenido rivalidades con otras naciones, ya sean de su misma confederación o ajena a ésta. Con Costa Rica mantuvo, y mantiene actualmente, una rivalidad histórica proveniente de múltiples factores; una ellas es debido a la supremacía deportiva mexicana hacia sus rivales de área. Durante los primeros compromisos ambos países ejercieron una hegemonía en la Concacaf, ya que conquistaron tres Campeonatos de Naciones de Concacaf. Inclusive, como se mencionó antes, llegaron a disputar el anterior «clásico de Concacaf» ya que ambas selecciones contaban con nivel muy equilibrado.
Además, fuera de su confederación, México ha estado inmerso en una rivalidad con la selección de Brasil, enfrentándose en 41 partidos con un saldo favorable para los brasileños (24 victorias), mientras que ellos ganaron en 10 ocasiones y se han registrado 7 empates. Ambas selecciones se han enfrentado en finales de distintas competiciones tanto a nivel absoluta como en juveniles, destacando la Copa FIFA Confederaciones.

## Jugadores
A lo largo de la historia de la selección de fútbol de México han sido alrededor de un millar de futbolistas los que vistieron la camiseta tricolor. Entre esa cifra de futbolistas dieciocho pertenecen al Club de los Cien de la FIFA, que reconoce a los futbolistas que hayan disputado cien o más encuentros internacionales con su respectiva selección. Andrés Guardado encabeza la lista del rubro de participaciones con 180, mientras que Javier «Chicharito» Hernández se ubica como el máximo goleador con 52 anotaciones. Cuauhtémoc Blanco sobresale como el máximo goleador en competencias oficiales al totalizar veintiún tantos entre Copa del Mundo, Confederaciones, Copa América y Copa Oro; además claro de sus doce anotaciones en eliminatorias mundialistas.
Destaca en cantidad de títulos con siete, el portero Guillermo Ochoa, que es el único que ha integrado el plantel de seis títulos de la Copa Oro (2009, 2011, 2015, 2019, 2023 y 2025), a los que se añade la Liga de Naciones 2024-25. Sobresalen también Claudio Suárez y Ramón Ramírez con cuatro campeonatos. Ellos dos son los únicos integrantes que completaron el tricampeonato de la Copa Oro (1993, 1996 y 1998) y también participaron en la consecución de la Copa Confederaciones 1999; Además de formar parte del plantel que alcanzó el subcampeonato de la Copa América de Ecuador 1993.
Mención especial para Antonio Carbajal quien se convirtiera en el primer jugador de la historia en alinear en cinco Copas del Mundo (de Brasil 1950 a Inglaterra 1966). Cuatro jugadores constituyen las trayectorias más largas como seleccionados nacionales: Horacio Casarín (1937-1956), Hugo Sánchez (1977-1998), Cuauhtémoc Blanco (1995-2014) y Rafael Márquez (1997-2018). Rafael Márquez tiene la marca de más duelos disputados en Copas del Mundo con 19.
Adeodato López, Dionisio Mejía, Hilario López, Horacio Casarín, Javier Fragoso, Enrique Borja, Carlos Hermosillo, Luis Hernández y Jared Borgetti ocuparon antes que Hernández la primera posición entre los goleadores; sobresaliendo el caso de Casarín que se mantuvo como líder entre 1938 y 1969. Todo ello considerando únicamente duelos reconocidos por FIFA; ya que Horacio Casarín habría marcado poco más de 50 goles ante selecciones, clubes y combinados extranjeros, en tiempos en los que no había la organización debida para oficializar juegos.
De la misma forma, en el rubro de los juegos disputados, antes de Guardado, lideraron el historial Rafael «Récord» Garza, Felipe Rosas, Antonio Azpiri, Horacio Casarín, Antonio Carbajal, Salvador Reyes, Isidoro Díaz, Gustavo Peña, Jorge Campos y Claudio Suárez.

### Última convocatoria
Lista de 26 jugadores convocados para los partidos amistosos contra Suiza y Turquía del 7 y 10 de junio respectivamente, y la disputa de la Copa de Oro de la Concacaf 2025.
- Notas:
  - Datos de goles y partidos actualizados al último encuentro disputado el 6 de julio de 2025.
  - Los clubes de los jugadores corresponden a los de su registro vigente al momento de presentarse la convocatoria.
  - Para los jugadores Edson Álvarez, Jesús Gallardo, Raúl Jiménez, Alexis Vega, Carlos Alberto Rodríguez, César Montes y Roberto Alvarado, se les omite en su registro de partidos, el disputado el 23 de junio de 2019 contra Martinica, al tratarse de una asociación no afiliada a la FIFA, por lo cual no es válido en partidos internacionales clase "A".
  - Para los jugadores Raúl Rangel, Jorge Sánchez, Jesús Orozco, César Montes, Edson Álvarez, Erik Lira, Carlos Rodríguez, Alexis Vega, César Huerta, Orbelin Pineda y Raúl Jiménez, se les omite en su registro de partidos, el disputado el 12 de octubre de 2024 contra Valencia, al tratarse de un club, por lo cual no es válido para partidos internacionales clase "A". Misma condicionante para Efraín Álvarez, Jesús Gallardo, Erik Lira, Gilberto Mora y Raúl Rangel por sus participaciones en los juegos contra Inter de Porto Alegre (16 de enero de 2025) y River Plate (21 de enero de 2025).

| N.º               | Nombre                 | Posición      | Edad    | PJ  | Goles | Club                   |
| ----------------- | ---------------------- | ------------- | ------- | --- | ----- | ---------------------- |
| 13                | Guillermo Ochoa        | Portero       | 40 años | 151 | 0     | AVS Futebol SAD        |
| 1                 | Luis Malagón           | Portero       | 28 años | 16  | 0     | C. América             |
| 12                | Raúl Rangel            | Portero       | 25 años | 3   | 0     | C. D. Guadalajara      |
| 2                 | Jorge Sánchez Ramos    | Defensa       | 27 años | 51  | 2     | Cruz Azul              |
| 22                | Julián Araujo          | Defensa       | 24 años | 16  | 0     | AFC Bournemouth        |
| 15                | Israel Reyes           | Defensa       | 25 años | 24  | 2     | C. América             |
| 3                 | César Montes           | Defensa       | 28 años | 59  | 4     | F. C. Lokomotiv Moscú  |
| 5                 | Johan Vásquez          | Defensa       | 26 años | 36  | 1     | Genoa C. F. C.         |
| 19                | Jesús Orozco Chiquete  | Defensa       | 23 años | 8   | 0     | Cruz Azul              |
| 26                | Mateo Chávez           | Defensa       | 21 años | 4   | 0     | AZ Alkmaar             |
| 23                | Jesús Gallardo         | Defensa       | 31 años | 108 | 2     | Deportivo Toluca F. C. |
| 4                 | Edson Álvarez          | Mediocampista | 27 años | 92  | 7     | West Ham United F. C.  |
| 24                | Luis Gerardo Chávez    | Mediocampista | 29 años | 42  | 4     | F. C. Dinamo Moscú     |
| 14                | Marcel Ruiz            | Mediocampista | 24 años | 7   | 0     | C. D. Toluca           |
| 6                 | Erik Lira              | Mediocampista | 25 años | 11  | 0     | Cruz Azul              |
| 7                 | Gilberto Mora          | Mediocampista | 16 años | 3   | 0     | C. Tijuana             |
| 17                | Orbelín Pineda         | Mediocampista | 29 años | 85  | 12    | A. E. K. Atenas        |
| 8                 | Carlos Rodríguez       | Mediocampista | 28 años | 60  | 0     | Cruz Azul              |
| 25                | Roberto Alvarado       | Delantero     | 26 años | 58  | 5     | C. D. Guadalajara      |
| 20                | Efraín Álvarez         | Delantero     | 23 años | 6   | 1     | C. Tijuana             |
| 9                 | Raúl Jiménez           | Delantero     | 34 años | 117 | 42    | Fulham F. C.           |
| 11                | Santiago Giménez       | Delantero     | 24 años | 42  | 5     | A. C. Milan            |
| 18                | Ángel Sepúlveda        | Delantero     | 34 años | 11  | 3     | Cruz Azul              |
| 10                | Alexis Vega            | Delantero     | 27 años | 44  | 7     | Deportivo Toluca F. C. |
| 16                | Julián Andrés Quiñones | Delantero     | 28 años | 16  | 2     | Al-Qadisiyah F. C.     |
| 21                | César Huerta           | Delantero     | 24 años | 24  | 3     | R. S. C. Anderlecht    |
| Bandera de México | Javier Aguirre         | Entrenador    | 66 años | 74  | 126   |                        |

### Más presencias
| #                                  | Jugador           | Período   | Partidos | Goles | Promedio |
| ---------------------------------- | ----------------- | --------- | -------- | ----- | -------- |
| 1                                  | Andrés Guardado   | 2005-2024 | 180      | 28    | 0.16     |
| 2                                  | Claudio Suárez    | 1992-2006 | 177      | 6     | 0.03     |
| 3                                  | Guillermo Ochoa   | 2005-     | 151      | 0     | 0        |
| 4                                  | Rafael Márquez    | 1997-2018 | 148      | 15    | 0.1      |
| 5                                  | Pável Pardo       | 1996-2009 | 146      | 10    | 0.07     |
| 6                                  | Gerardo Torrado   | 1999-2013 | 144      | 5     | 0.03     |
| 7                                  | Héctor Moreno     | 2007-2023 | 132      | 5     | 0.04     |
| 8                                  | Jorge Campos      | 1991-2003 | 129      | 0     | 0        |
| 9                                  | Carlos Salcido    | 2004-2014 | 123      | 10    | 0.08     |
| 10                                 | Cuauhtémoc Blanco | 1995-2014 | 119      | 38    | 0.32     |
| 10                                 | Ramón Ramírez     | 1991-2000 | 119      | 15    | 0.13     |
| Actualizado al 6 de julio de 2025. |                   |           |          |       |          |

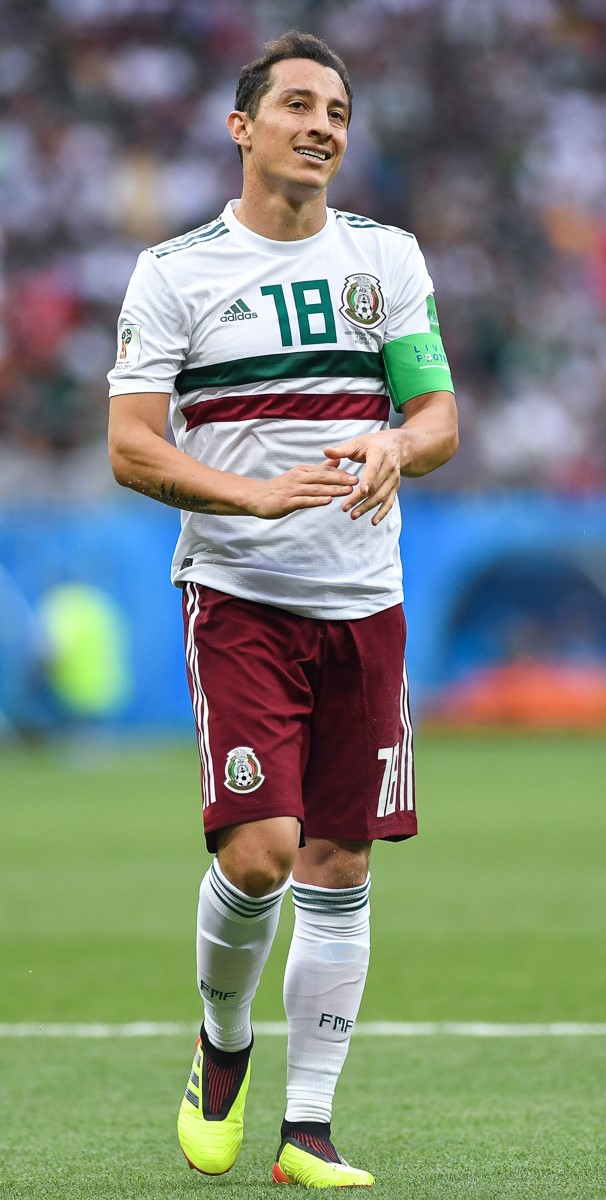
Andrés Guardado es el jugador con más presencias con 180.

Nota: Los goles y juegos contabilizados a los seleccionados mexicanos, solo incluyen aquellos ocurridos ante selecciones afiliadas a la FIFA.

### Máximos goleadores
| #                                  | Jugador            | Período   | Goles | Partidos | Promedio |
| ---------------------------------- | ------------------ | --------- | ----- | -------- | -------- |
| 1                                  | Javier Hernández   | 2009-     | 52    | 109      | 0.48     |
| 2                                  | Jared Borgetti     | 1997-2008 | 46    | 89       | 0.52     |
| 3                                  | Raúl Jiménez       | 2013-     | 42    | 117      | 0.36     |
| 4                                  | Cuauhtémoc Blanco  | 1995-2014 | 38    | 119      | 0.32     |
| 5                                  | Luis Hernández     | 1995-2002 | 35    | 85       | 0.41     |
| 6                                  | Carlos Hermosillo  | 1984-1997 | 34    | 90       | 0.38     |
| 7                                  | Enrique Borja      | 1966-1975 | 31    | 65       | 0.48     |
| 8                                  | Luis Roberto Alves | 1988-2001 | 30    | 84       | 0.36     |
| 9                                  | Hugo Sánchez       | 1977-1998 | 29    | 58       | 0.5      |
| 10                                 | Luis García        | 1991-1999 | 28    | 77       | 0.36     |
| 10                                 | Andrés Guardado    | 2005-2024 | 28    | 180      | 0.16     |
| Actualizado al 6 de julio de 2025. |                    |           |       |          |          |

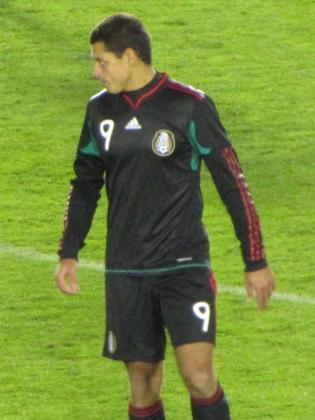
Hernández máximo goleador con 52 goles.

Nota: Los goles y juegos contabilizados a los seleccionados mexicanos, solo incluyen aquellos ocurridos ante selecciones afiliadas a la FIFA.

## Entrenadores
A lo largo de su historia, la selección de fútbol de México ha sido dirigida por 46 entrenadores distintos, de los cuales la gran mayoría han sido de nacionalidad mexicana, mientras que los seleccionadores extranjeros han sido de distintas nacionalidades, siendo la argentina, la más solicitada con cinco representantes (César Menotti, Cayetano Rodríguez, Ricardo La Volpe, Gerardo Martino y Diego Cocca), la húngara con dos elementos (György Orth, Árpád Fekete), dos de nacionalidad española (Juan Luque de Serrallonga, Antonio López Herranz), dos colombianos (Juan Carlos Osorio y Luis Pompilio Páez; este último como suplente en la Copa Oro 2017 por sanción de la FIFA a Osorio, del cual era su auxiliar), un inglés (Alfred Crowle), un serbio (Bora Milutinović), un brasileño (Ricardo Ferretti) y un sueco (Sven-Göran Eriksson).
Destaca entre ellos Manuel Lapuente, quien lograra el título más importante en categoría mayor del balompié mexicano, al conquistar la Copa FIFA Confederaciones 1999. Mención aparte también, para los entrenadores que alcanzaron el subcampeonato de la Copa América en Ecuador 1993 y Colombia 2001: Miguel Mejía Barón y Javier Aguirre respectivamente, siendo estas las mejores actuaciones de un representativo mexicano, fuera del país, en competencia oficial; en el caso de este último, es el único con tres títulos oficiales como entrenador nacional. Sobresalen de igual forma, aquellos técnicos que obtuvieron las más destacadas actuaciones en Copa del Mundo: Raúl Cárdenas en México 1970 y Bora Milutinović en México 1986 alcanzando los cuartos de final.
El primer entrenador que tomó la dirección técnica en la historia fue el mexicano Adolfo Frías Beltrán. El entrenador que más veces ha dirigido a la selección mexicana es el mexicano Ignacio Trelles con ciento seis partidos. Mientras, el técnico serbio Bora Milutinović ha sido el seleccionador que más victorias consiguió durante su estancia con cincuenta y cuatro, siendo al mismo tiempo el seleccionador extranjero que más encuentros dirigió a la selección de México.
| Entrenador:             | Javier Aguirre    |
| Entrenador ayudante:    | Rafael Márquez    |
| Entrenador ayudante:    | Toni Amor         |
| Preparador físico:      | Pol Lorente       |
| Preparador de arqueros: | Joseba Ituarte    |
| Fisioterapeuta:         | Carlos Peçanha    |
| Médico:                 | José Luis Serrano |

## Resultados
Al 6 de julio de 2025, México ha disputado 965 partidos internacionales de selección absoluta, o categoría "A" de acuerdo a la reglamentación de FIFA, con equipos de todo el orbe; además de 5 partidos de competición oficial (Copa de Oro) contras selecciones no afiliadas a la FIFA (Martinica y Guadalupe). El registro no incluye los 63 partidos amistosos ante selecciones no afiliadas a FIFA o de categoría "B", así como los 295 partidos frente a clubes o combinados.

### Últimos y próximos encuentros
| Fecha      | Ciudad         | Competición                             | Racha | Local          |                           | Resultado |                                    | Visitante            |
| ---------- | -------------- | --------------------------------------- | ----- | -------------- | ------------------------- | --------- | ---------------------------------- | -------------------- |
| 15/11/2024 | San Pedro Sula | Liga de Naciones de la Concacaf 2024-25 | No    | Honduras       | Bandera de Honduras       | 2:0 (0:0) | Bandera de México                  | México               |
| 19/11/2024 | Toluca         | Liga de Naciones de la Concacaf 2024-25 | Sí    | México         | Bandera de México         | 4:0 (1:0) | Bandera de Honduras                | Honduras             |
| 20/3/2025  | Inglewood      | Liga de Naciones de la Concacaf 2024-25 | Sí    | Canadá         | Bandera de Canadá         | 0:2 (0:1) | Bandera de México                  | México               |
| 23/3/2025  | Inglewood      | Liga de Naciones de la Concacaf 2024-25 | Sí    | México         | Bandera de México         | 2:1 (1:1) | Bandera de Panamá                  | Panamá               |
| 7/6/2025   | Salt Lake City | Partido amistoso                        | No    | México         | Bandera de México         | 2:4 (0:1) | Bandera de Suiza                   | Suiza                |
| 10/6/2025  | Chapel Hill    | Partido amistoso                        | Sí    | México         | Bandera de México         | 1:0 (0:0) | Bandera de Turquía                 | Turquía              |
| 14/6/2025  | Inglewood      | Copa Oro 2025                           | Sí    | México         | Bandera de México         | 3:2 (1:0) | Bandera de la República Dominicana | República Dominicana |
| 18/6/2025  | Arlington      | Copa Oro 2025                           | Sí    | Surinam        | Bandera de Surinam        | 0:2 (0:0) | Bandera de México                  | México               |
| 22/6/2025  | Las Vegas      | Copa Oro 2025                           |       | México         | Bandera de México         | 0:0       | Bandera de Costa Rica              | Costa Rica           |
| 28/6/2025  | Glendale       | Copa Oro 2025                           | Sí    | México         | Bandera de México         | 2:0 (0:0) | Bandera de Arabia Saudita          | Arabia Saudita       |
| 2/7/2025   | Santa Clara    | Copa Oro 2025                           | Sí    | México         | Bandera de México         | 1:0 (0:0) | Bandera de Honduras                | Honduras             |
| 6/7/2025   | Houston        | Copa Oro 2025                           | Sí    | Estados Unidos | Bandera de Estados Unidos | 1:2 (1:1) | Bandera de México                  | México               |
| 6/9/2025   | Oakland        | Partido amistoso                        |       | México         | Bandera de México         | -:-       | Bandera de Japón                   | Japón                |
| 9/9/2025   | Nashville      | Partido amistoso                        |       | México         | Bandera de México         | -:-       | Bandera de Corea del Sur           | Corea del Sur        |
| 11/10/2025 | Arlington      | Partido amistoso                        |       | México         | Bandera de México         | -:-       | Bandera de Colombia                | Colombia             |
| 14/10/2025 | Zapopan        | Partido amistoso                        |       | México         | Bandera de México         | -:-       | Bandera de Ecuador                 | Ecuador              |

## Estadísticas
Nota 1: Los Torneos Olímpicos de Fútbol de Ámsterdam 1928 y Londres 1948; así como las ediciones del torneo de fútbol en los Juegos Centroamericanos y del Caribe de San Salvador 1935 y Panamá 1938 son considerados por FIFA como de categoría "A" (selecciones absolutas).
Nota 2: Los 4 partidos de la Copa NAFC 1949 y 15 duelos correspondientes a los Campeonatos de Naciones de la CONCACAF de 1973, 1977 y 1981, pertenecen también a la eliminatoria mundialista.
Nota 3: La sumatoria de partidos amistosos corresponde únicamente a los enfrentados con selecciones afiliadas a la FIFA y de categoría absoluta o "A".
| Competición                                                                       | PJ  | PG  | PE  | PP  | GF   | GC  | Dif. |
| --------------------------------------------------------------------------------- | --- | --- | --- | --- | ---- | --- | ---- |
| Copa Mundial de Fútbol                                                            | 60  | 17  | 15  | 28  | 62   | 101 | -39  |
| Copa FIFA Confederaciones                                                         | 27  | 11  | 6   | 10  | 44   | 43  | 1    |
| Copa América                                                                      | 51  | 20  | 14  | 17  | 67   | 63  | 4    |
| Juegos Olímpicos                                                                  | 3   | 0   | 0   | 3   | 5    | 15  | -10  |
| Copa de Oro de la Concacaf                                                        | 91  | 67  | 13  | 11  | 203  | 52  | 151  |
| Campeonato de Naciones de la Concacaf                                             | 38  | 22  | 10  | 6   | 78   | 24  | 54   |
| Liga de Naciones de la Concacaf                                                   | 20  | 12  | 3   | 5   | 37   | 19  | 18   |
| Juegos Centroamericanos y del Caribe                                              | 10  | 9   | 1   | 0   | 43   | 9   | 34   |
| Copa de Naciones Norteamericana                                                   | 4   | 2   | 1   | 1   | 7    | 4   | 3    |
| Copa NAFC                                                                         | 6   | 6   | 0   | 0   | 25   | 3   | 22   |
| Campeonato Panamericano de Fútbol                                                 | 16  | 3   | 4   | 9   | 18   | 30  | -12  |
| Clasificación para la Copa Mundial                                                | 189 | 121 | 41  | 27  | 453  | 134 | 319  |
| Eliminatorias del Campeonato de Naciones de la Concacaf                           | 4   | 3   | 0   | 1   | 10   | 2   | 8    |
| Play-off eliminatorio para Copa Confederaciones                                   | 1   | 1   | 0   | 0   | 3    | 2   | 1    |
| Total oficiales La suma es inexacta, ya que se contempla lo descrito en la nota 2 | 501 | 282 | 103 | 116 | 1002 | 486 | +516 |
| Sub-total amistosos                                                               | 469 | 221 | 118 | 130 | 715  | 505 | +210 |
| Acumulado histórico                                                               | 970 | 503 | 221 | 246 | 1717 | 991 | +726 |

### Copa Mundial de Fútbol
| Edición                              | Resultado                            | Posición                             | PJ                                   | PG                                   | PE                                   | PP                                   | GF                                   | GC                                   | Dif.                                 | Pts.                                 | Rend.                                | Goleador                                              |
| ------------------------------------ | ------------------------------------ | ------------------------------------ | ------------------------------------ | ------------------------------------ | ------------------------------------ | ------------------------------------ | ------------------------------------ | ------------------------------------ | ------------------------------------ | ------------------------------------ | ------------------------------------ | ----------------------------------------------------- |
| Uruguay 1930                         | Fase de grupos                       | 13.º                                 | 3                                    | 0                                    | 0                                    | 3                                    | 4                                    | 13                                   | -9                                   | 0                                    | 0%                                   | Manuel Rosas: 2                                       |
| Italia 1934                          | No clasificó                         | No clasificó                         | No clasificó                         | No clasificó                         | No clasificó                         | No clasificó                         | No clasificó                         | No clasificó                         | No clasificó                         | No clasificó                         | No clasificó                         | No clasificó                                          |
| Francia 1938                         | No participó                         | No participó                         | No participó                         | No participó                         | No participó                         | No participó                         | No participó                         | No participó                         | No participó                         | No participó                         | No participó                         | No participó                                          |
| Brasil 1950                          | Primera fase                         | 12.º                                 | 3                                    | 0                                    | 0                                    | 3                                    | 2                                    | 10                                   | -8                                   | 0                                    | 0%                                   | Ortiz y Casarín: 1                                    |
| Suiza 1954                           | Fase de grupos                       | 13.º                                 | 2                                    | 0                                    | 0                                    | 2                                    | 2                                    | 8                                    | -6                                   | 0                                    | 0%                                   | Lamadrid y Balcázar: 1                                |
| Suecia 1958                          | Fase de grupos                       | 16.º                                 | 3                                    | 0                                    | 1                                    | 2                                    | 1                                    | 8                                    | -7                                   | 1                                    | 16.6%                                | Jaime Belmonte: 1                                     |
| Chile 1962                           | Fase de grupos                       | 11.º                                 | 3                                    | 1                                    | 0                                    | 2                                    | 3                                    | 4                                    | -1                                   | 2                                    | 33.3%                                | Díaz, Del Águila y Hernández: 1                       |
| Inglaterra 1966                      | Fase de grupos                       | 12.º                                 | 3                                    | 0                                    | 2                                    | 1                                    | 1                                    | 3                                    | -2                                   | 2                                    | 33.3%                                | Enrique Borja: 1                                      |
| México 1970                          | Cuartos de final                     | 6.º                                  | 4                                    | 2                                    | 1                                    | 1                                    | 6                                    | 4                                    | 2                                    | 5                                    | 62.5%                                | Javier Valdivia: 2                                    |
| Alemania 1974                        | No clasificó                         | No clasificó                         | No clasificó                         | No clasificó                         | No clasificó                         | No clasificó                         | No clasificó                         | No clasificó                         | No clasificó                         | No clasificó                         | No clasificó                         | No clasificó                                          |
| Argentina 1978                       | Primera fase                         | 16.º                                 | 3                                    | 0                                    | 0                                    | 3                                    | 2                                    | 12                                   | -10                                  | 0                                    | 0%                                   | Rangel y Vázquez: 1                                   |
| España 1982                          | No clasificó                         | No clasificó                         | No clasificó                         | No clasificó                         | No clasificó                         | No clasificó                         | No clasificó                         | No clasificó                         | No clasificó                         | No clasificó                         | No clasificó                         | No clasificó                                          |
| México 1986                          | Cuartos de final                     | 6.º                                  | 5                                    | 3                                    | 2                                    | 0                                    | 6                                    | 2                                    | 4                                    | 8                                    | 80%                                  | Fernando Quirarte: 2                                  |
| Italia 1990                          | Suspendido por la FIFA               | Suspendido por la FIFA               | Suspendido por la FIFA               | Suspendido por la FIFA               | Suspendido por la FIFA               | Suspendido por la FIFA               | Suspendido por la FIFA               | Suspendido por la FIFA               | Suspendido por la FIFA               | Suspendido por la FIFA               | Suspendido por la FIFA               | Suspendido por la FIFA                                |
| Estados Unidos 1994                  | Octavos de final                     | 13.º                                 | 4                                    | 1                                    | 2                                    | 1                                    | 4                                    | 4                                    | 0                                    | 5                                    | 41.6%                                | Luis García: 2                                        |
| Francia 1998                         | Octavos de final                     | 13.º                                 | 4                                    | 1                                    | 2                                    | 1                                    | 8                                    | 7                                    | 1                                    | 5                                    | 41.6%                                | Luis Hernández: 4                                     |
| Corea del Sur y Japón 2002           | Octavos de final                     | 11.º                                 | 4                                    | 2                                    | 1                                    | 1                                    | 4                                    | 4                                    | 0                                    | 7                                    | 58.3%                                | Jared Borgetti: 2                                     |
| Alemania 2006                        | Octavos de final                     | 15.º                                 | 4                                    | 1                                    | 1                                    | 2                                    | 5                                    | 5                                    | 0                                    | 4                                    | 33.3%                                | Omar Bravo: 2                                         |
| Sudáfrica 2010                       | Octavos de final                     | 14.º                                 | 4                                    | 1                                    | 1                                    | 2                                    | 4                                    | 5                                    | -1                                   | 4                                    | 33.3%                                | Javier Hernández: 2                                   |
| Brasil 2014                          | Octavos de final                     | 10.º                                 | 4                                    | 2                                    | 1                                    | 1                                    | 5                                    | 3                                    | 2                                    | 7                                    | 58.3%                                | Peralta, Guardado, Márquez, Hernández y Dos Santos: 1 |
| Rusia 2018                           | Octavos de final                     | 12.º                                 | 4                                    | 2                                    | 0                                    | 2                                    | 3                                    | 6                                    | -3                                   | 6                                    | 50%                                  | Lozano, Hernández y Vela: 1                           |
| Catar 2022                           | Fase de grupos                       | 22.º                                 | 3                                    | 1                                    | 1                                    | 1                                    | 2                                    | 3                                    | -1                                   | 4                                    | 44.4%                                | Martín y Chávez: 1                                    |
| Canadá, Estados Unidos y México 2026 | Clasificado por estatus de anfitrión | Clasificado por estatus de anfitrión | Clasificado por estatus de anfitrión | Clasificado por estatus de anfitrión | Clasificado por estatus de anfitrión | Clasificado por estatus de anfitrión | Clasificado por estatus de anfitrión | Clasificado por estatus de anfitrión | Clasificado por estatus de anfitrión | Clasificado por estatus de anfitrión | Clasificado por estatus de anfitrión | Clasificado por estatus de anfitrión                  |
| España, Marruecos y Portugal 2030    | Por definir                          | Por definir                          | Por definir                          | Por definir                          | Por definir                          | Por definir                          | Por definir                          | Por definir                          | Por definir                          | Por definir                          | Por definir                          | Por definir                                           |
| Arabia Saudita 2034                  | Por definir                          | Por definir                          | Por definir                          | Por definir                          | Por definir                          | Por definir                          | Por definir                          | Por definir                          | Por definir                          | Por definir                          | Por definir                          | Por definir                                           |
| Total                                | 18/23                                | 13.º                                 | 60                                   | 17                                   | 15                                   | 28                                   | 62                                   | 101                                  | -39                                  | 60                                   | 39.7%                                | Luis Hernández y Javier Hernández: 4                  |

### Copa FIFA Confederaciones
| Edición                    | Resultado    | Posición     | PJ           | PG           | PE           | PP           | GF           | GC           | Dif.         | Pts.         | Rend.        | Goleador                                                                   |
| -------------------------- | ------------ | ------------ | ------------ | ------------ | ------------ | ------------ | ------------ | ------------ | ------------ | ------------ | ------------ | -------------------------------------------------------------------------- |
| Arabia Saudita 1992        | No clasificó | No clasificó | No clasificó | No clasificó | No clasificó | No clasificó | No clasificó | No clasificó | No clasificó | No clasificó | No clasificó | No clasificó                                                               |
| Arabia Saudita 1995        | Tercer lugar | 3.º          | 3            | 1            | 2            | 0            | 4            | 2            | 2            | 5            | 55.5 %       | Luis García: 3                                                             |
| Arabia Saudita 1997        | Primera fase | 5.º          | 3            | 1            | 0            | 2            | 8            | 6            | 2            | 3            | 33.3 %       | Cuauhtémoc Blanco: 3                                                       |
| México 1999                | Campeón      | 1.º          | 5            | 4            | 1            | 0            | 13           | 6            | 7            | 13           | 86.6 %       | Cuauhtémoc Blanco: 6                                                       |
| Corea del Sur y Japón 2001 | Primera fase | 8.º          | 3            | 0            | 0            | 3            | 1            | 8            | –7           | 0            | 0 %          | Víctor Ruiz: 1                                                             |
| Francia 2003               | No clasificó | No clasificó | No clasificó | No clasificó | No clasificó | No clasificó | No clasificó | No clasificó | No clasificó | No clasificó | No clasificó | No clasificó                                                               |
| Alemania 2005              | Cuarto lugar | 4.º          | 5            | 2            | 2            | 1            | 7            | 6            | 1            | 8            | 53.3 %       | Jared Borgetti: 3                                                          |
| Sudáfrica 2009             | No clasificó | No clasificó | No clasificó | No clasificó | No clasificó | No clasificó | No clasificó | No clasificó | No clasificó | No clasificó | No clasificó | No clasificó                                                               |
| Brasil 2013                | Primera fase | 6.º          | 3            | 1            | 0            | 2            | 3            | 5            | –2           | 3            | 33.3 %       | Javier Hernández: 3                                                        |
| Rusia 2017                 | Cuarto lugar | 4.º          | 5            | 2            | 1            | 2            | 8            | 10           | –2           | 7            | 58.3 %       | 8 jugadoresHernández, Moreno, Jiménez, Peralta, Lozano, Araujo y Fabián: 1 |
| Total                      | 7/10         | 2.º          | 27           | 11           | 6            | 10           | 44           | 43           | 1            | 39           | 48 %         | Cuauhtémoc Blanco: 9                                                       |

### Copa América
| Edición             | Resultado        | Posición     | PJ           | PG           | PE           | PP           | GF           | GC           | Dif.         | Pts.         | Rend.        | Goleador                                                    |
| ------------------- | ---------------- | ------------ | ------------ | ------------ | ------------ | ------------ | ------------ | ------------ | ------------ | ------------ | ------------ | ----------------------------------------------------------- |
| 1916 - 1991         | No participó     | No participó | No participó | No participó | No participó | No participó | No participó | No participó | No participó | No participó | No participó | No participó                                                |
| Ecuador 1993        | Subcampeón       | 2.º          | 6            | 2            | 2            | 2            | 9            | 7            | 2            | 6            | 50 %         | Zague, Patiño y García Aspe: 2                              |
| Uruguay 1995        | Cuartos de final | 7.º          | 4            | 1            | 2            | 1            | 5            | 4            | 1            | 5            | 41.6 %       | Luis García: 4                                              |
| Bolivia 1997        | Tercer lugar     | 3.º          | 6            | 2            | 2            | 2            | 8            | 9            | –1           | 8            | 44.4 %       | Luis Hernández: 6                                           |
| Paraguay 1999       | Tercer lugar     | 3.º          | 6            | 3            | 1            | 2            | 10           | 9            | 1            | 10           | 55.5 %       | Luis Hernández: 3                                           |
| Colombia 2001       | Subcampeón       | 2.º          | 6            | 3            | 1            | 2            | 5            | 3            | 2            | 10           | 55.5 %       | Jared Borgetti: 2                                           |
| Perú 2004           | Cuartos de final | 6.º          | 4            | 2            | 1            | 1            | 5            | 7            | –2           | 7            | 58.3 %       | Osorio, Pardo, Altamirano, Bautista y Morales: 1            |
| Venezuela 2007      | Tercer lugar     | 3.º          | 6            | 4            | 1            | 1            | 13           | 5            | 8            | 13           | 72.2 %       | Nery Castillo: 4                                            |
| Argentina 2011      | Primera fase     | 12.º         | 3            | 0            | 0            | 3            | 1            | 4            | –3           | 0            | 0 %          | Néstor Araujo: 1                                            |
| Chile 2015          | Primera fase     | 11.º         | 3            | 0            | 2            | 1            | 4            | 5            | –1           | 2            | 22.2 %       | Vuoso y Jiménez: 2                                          |
| Estados Unidos 2016 | Cuartos de final | 7.º          | 4            | 2            | 1            | 1            | 6            | 9            | –3           | 7            | 58.3 %       | 6 jugadoresMárquez, Herrera, Hernández, Peralta y Corona: 1 |
| Brasil 2019         | No participó     | No participó | No participó | No participó | No participó | No participó | No participó | No participó | No participó | No participó | No participó | No participó                                                |
| Brasil 2021         | No participó     | No participó | No participó | No participó | No participó | No participó | No participó | No participó | No participó | No participó | No participó | No participó                                                |
| Estados Unidos 2024 | Primera fase     | 9.º          | 3            | 1            | 1            | 1            | 1            | 1            | 0            | 4            | 44.4 %       | Gerardo Arteaga: 1                                          |
| Total               | 11/48            | 10.º         | 51           | 20           | 14           | 17           | 67           | 63           | +4           | 72           | 47.8 %       | Luis Hernández: 9                                           |

### Campeonato Panamericano de Fútbol
Nota: No debe confundirse el Campeonato Panamericano de Fútbol, competencia de selecciones mayores organizado entre 1952 y 1960, con el Torneo de fútbol de los Juegos Panamericanos (1951-2023); cuya recopilación se muestra aparte.
| Edición         | Resultado    | Posición | PJ | PG | PE | PP | GF | GC | Dif. | Pts. | Rend.  | Goleador                       |
| --------------- | ------------ | -------- | -- | -- | -- | -- | -- | -- | ---- | ---- | ------ | ------------------------------ |
| Chile 1952      | Única fase   | 5.º      | 5  | 1  | 0  | 4  | 5  | 14 | –9   | 2    | 20 %   | Carlos Septién: 4              |
| México 1956     | Única fase   | 5.º      | 5  | 1  | 2  | 2  | 4  | 6  | –2   | 4    | 40 %   | Carlos Calderón de la Barca: 3 |
| Costa Rica 1960 | Tercer lugar | 3.º      | 6  | 1  | 2  | 3  | 9  | 10 | –1   | 4    | 33.3 % | Sigifredo Mercado: 3           |
| Total           | 3/3          | 3.º      | 16 | 3  | 4  | 9  | 18 | 30 | –12  | 10   | 31.2 % | Carlos Septién: 4              |

### Campeonato de Naciones de la Concacaf/Copa de Oro de la Concacaf
| Edición                                           | Resultado        | Posición     | PJ           | PG           | PE           | PP           | GF           | GC           | Dif.         | Pts.         | Rend.        | Goleador                                                  |
| ------------------------------------------------- | ---------------- | ------------ | ------------ | ------------ | ------------ | ------------ | ------------ | ------------ | ------------ | ------------ | ------------ | --------------------------------------------------------- |
| Campeonato de Naciones de la Concacaf (1963-1989) |                  |              |              |              |              |              |              |              |              |              |              |                                                           |
| El Salvador 1963                                  | Primera fase     | 5.º          | 3            | 1            | 1            | 1            | 9            | 2            | 7            | 3            | 50 %         | Guillermo Ortiz: 3                                        |
| Guatemala 1965                                    | Campeón          | 1.º          | 5            | 4            | 1            | 0            | 13           | 2            | 11           | 9            | 90 %         | Ernesto Cisneros: 5                                       |
| Honduras 1967                                     | Subcampeón       | 2.º          | 5            | 4            | 0            | 1            | 10           | 1            | 9            | 8            | 80 %         | Arellano y Estrada: 3                                     |
| Costa Rica 1969                                   | Cuarto lugar     | 4.º          | 5            | 1            | 2            | 2            | 4            | 5            | –1           | 4            | 40 %         | Mancilla, Sabater, Álvarez y Barba: 1                     |
| Trinidad y Tobago 1971                            | Campeón          | 1.º          | 5            | 4            | 1            | 0            | 6            | 1            | 5            | 9            | 90 %         | Roberto Rodríguez Pérez: 3                                |
| Haití 1973                                        | Tercer lugar     | 3.º          | 5            | 2            | 2            | 1            | 10           | 5            | 5            | 6            | 60 %         | Octavio Muciño: 4                                         |
| México 1977                                       | Campeón          | 1.º          | 5            | 5            | 0            | 0            | 20           | 5            | 15           | 10           | 100 %        | Víctor Rangel: 6                                          |
| Honduras 1981                                     | Tercer lugar     | 3.º          | 5            | 1            | 3            | 1            | 6            | 3            | 3            | 5            | 50 %         | Hugo Sánchez: 3                                           |
| 1985                                              | No participó     | No participó | No participó | No participó | No participó | No participó | No participó | No participó | No participó | No participó | No participó | No participó                                              |
| 1989                                              | No participó     | No participó | No participó | No participó | No participó | No participó | No participó | No participó | No participó | No participó | No participó | No participó                                              |
| Total                                             | 8/10             | 1.º          | 38           | 22           | 10           | 6            | 78           | 24           | 54           | 54           | 71 %         | Rangel: 6                                                 |
| Copa Oro (1991-)                                  |                  |              |              |              |              |              |              |              |              |              |              |                                                           |
| Estados Unidos 1991                               | Tercer lugar     | 3.º          | 5            | 3            | 1            | 1            | 10           | 5            | 5            | 7            | 70 %         | Benjamín Galindo: 4                                       |
| Estados Unidos-México 1993                        | Campeón          | 1.º          | 5            | 4            | 1            | 0            | 28           | 2            | 26           | 13           | 86.6 %       | Luis Roberto Alves: 11                                    |
| Estados Unidos 1996                               | Campeón          | 1.º          | 4            | 4            | 0            | 0            | 9            | 0            | 9            | 12           | 100 %        | Luis García: 3                                            |
| Estados Unidos 1998                               | Campeón          | 1.º          | 4            | 4            | 0            | 0            | 8            | 2            | 6            | 12           | 100 %        | Luis Hernández: 4                                         |
| Estados Unidos 2000                               | Cuartos de final | 7.º          | 3            | 1            | 1            | 1            | 6            | 3            | 3            | 4            | 44.4 %       | Ramírez, Márquez, Mora, Hernández y Palencia: 1           |
| Estados Unidos 2002                               | Cuartos de final | 5.º          | 3            | 2            | 1            | 0            | 4            | 1            | 3            | 7            | 77.7 %       | García, Bautista, Garcés y Ochoa: 1                       |
| Estados Unidos-México 2003                        | Campeón          | 1.º          | 5            | 4            | 1            | 0            | 9            | 0            | 9            | 13           | 86.6 %       | Jared Borgetti: 3                                         |
| Estados Unidos 2005                               | Cuartos de final | 6.º          | 4            | 2            | 0            | 2            | 7            | 4            | 3            | 6            | 50 %         | Jared Borgetti: 2                                         |
| Estados Unidos 2007                               | Subcampeón       | 2.º          | 6            | 4            | 0            | 2            | 7            | 5            | 2            | 12           | 66.6 %       | Jared Borgetti: 2                                         |
| Estados Unidos 2009                               | Campeón          | 1.º          | 6            | 4            | 2            | 0            | 15           | 2            | 13           | 14           | 77.7 %       | Miguel Sabah: 4                                           |
| Estados Unidos 2011                               | Campeón          | 1.º          | 6            | 6            | 0            | 0            | 22           | 4            | 18           | 18           | 100 %        | Javier Hernández: 7                                       |
| Estados Unidos 2013                               | Tercer lugar     | 3.º          | 5            | 3            | 0            | 2            | 8            | 5            | 3            | 9            | 60 %         | Marco Fabián: 3                                           |
| Estados Unidos-Canadá 2015                        | Campeón          | 1.º          | 6            | 4            | 2            | 0            | 16           | 6            | 10           | 14           | 77.7 %       | Andrés Guardado: 6                                        |
| Estados Unidos 2017                               | Tercer lugar     | 3.º          | 5            | 3            | 1            | 1            | 6            | 2            | 4            | 10           | 66.6 %       | Marín, Hernández, Pineda, Sepúlveda, Álvarez y Pizarro: 1 |
| Estados Unidos-Costa Rica-Jamaica 2019            | Campeón          | 1.º          | 6            | 5            | 1            | 0            | 16           | 4            | 12           | 16           | 88.8 %       | Raúl Jiménez: 5                                           |
| Estados Unidos 2021                               | Subcampeón       | 2.º          | 6            | 4            | 1            | 1            | 9            | 2            | 7            | 13           | 72.2 %       | Orbelín Pineda y Rogelio Funes Mori: 3                    |
| Estados Unidos-Canadá 2023                        | Campeón          | 1.º          | 6            | 5            | 0            | 1            | 13           | 2            | 11           | 15           | 83.3 %       | Martín, Chávez, Giménez, Pineda y Romo: 2                 |
| Estados Unidos-Canadá 2025                        | Campeón          | 1.º          | 6            | 5            | 1            | 0            | 10           | 3            | 7            | 16           | 88.8 %       | Montes y Jiménez: 3                                       |
| Total                                             | 18/18            | 1.º          | 91           | 67           | 13           | 11           | 203          | 52           | 151          | 211          | 79.5 %       | Luis Roberto Alves y Andrés Guardado: 12                  |
| Total global                                      | 26/28            | 1.º          | 129          | 89           | 23           | 17           | 281          | 76           | 205          | 265          | 77.5 %       | Luis Roberto Alves y Andrés Guardado: 12                  |

### Copa Concacaf (Clasificación a la Copa FIFA Confederaciones)
| Edición             | Resultado | Posición | PJ | PG | PE | PP | GF | GC | Dif. | Pts. | Rend. |
| ------------------- | --------- | -------- | -- | -- | -- | -- | -- | -- | ---- | ---- | ----- |
| Estados Unidos 2015 | Campeón   | 1.º      | 1  | 1  | 0  | 0  | 3  | 2  | 1    | 3    | 100 % |
| Total               | 1/1       | 1.º      | 1  | 1  | 0  | 0  | 3  | 2  | 1    | 3    | 100 % |

### Liga de Naciones de la Concacaf
| Edición | Resultado    | Posición | PJ | PG | PE | PP | GF | GC | Dif. | Pts. | Rend.  | Goleador                                                                       |
| ------- | ------------ | -------- | -- | -- | -- | -- | -- | -- | ---- | ---- | ------ | ------------------------------------------------------------------------------ |
| 2019-20 | Subcampeón   | 2.º      | 6  | 4  | 1  | 1  | 15 | 6  | 9    | 13   | 86.6 % | José Juan Macías: 3                                                            |
| 2022-23 | Tercer lugar | 3.º      | 6  | 3  | 2  | 1  | 9  | 6  | 3    | 11   | 61.1 % | 9 jugadoresLozano, Martín, Pineda, Reyes, Romo, Sánchez, Vásquez y Gallardo: 1 |
| 2023-24 | Subcampeón   | 2.º      | 4  | 2  | 0  | 2  | 5  | 4  | 1    | 6    | 50 %   | Álvarez: 2                                                                     |
| 2024-25 | Campeón      | 1.º      | 4  | 3  | 0  | 1  | 8  | 3  | 5    | 9    | 75 %   | Jiménez: 5                                                                     |
| Total   | 3/3          | -        | 20 | 12 | 3  | 5  | 37 | 19 | 18   | 39   | 65 %   | Raúl Jiménez: 7                                                                |

### Torneos regionales de la NAFC y NAFU
| Edición                         | Resultado  | Posición | PJ | PG | PE | PP | GF | GC | Dif. | Pts. | Rend.  | Goleador                  |
| ------------------------------- | ---------- | -------- | -- | -- | -- | -- | -- | -- | ---- | ---- | ------ | ------------------------- |
| Copa NAFC                       |            |          |    |    |    |    |    |    |      |      |        |                           |
| Cuba 1947                       | Campeón    | 1.º      | 2  | 2  | 0  | 0  | 8  | 1  | 7    | 4    | 100 %  | Adalberto López: 4        |
| México 1949                     | Campeón    | 1.º      | 4  | 4  | 0  | 0  | 17 | 2  | 15   | 8    | 100 %  | Casarín y De la Fuente: 4 |
| Total                           | 2/2        | 1.º      | 6  | 6  | 0  | 0  | 25 | 3  | 22   | 12   | 100 %  | Adalberto López: 4        |
| Copa de Naciones Norteamericana |            |          |    |    |    |    |    |    |      |      |        |                           |
| Canadá 1990                     | Subcampeón | 2.º      | 2  | 1  | 0  | 1  | 2  | 2  | 0    | 2    | 50 %   | Luis Flores: 2            |
| Estados Unidos 1991             | Campeón    | 1.º      | 2  | 1  | 1  | 0  | 5  | 2  | 3    | 3    | 75 %   | Luis Roberto Alves: 2     |
| Total                           | 2/2        | 1.º      | 4  | 2  | 1  | 1  | 7  | 4  | 3    | 5    | 62.5 % | L. Flores y Zague: 2      |
| Total global                    | 4/4        | 1.º      | 10 | 8  | 1  | 1  | 32 | 7  | 25   | 17   | 85 %   | Adalberto López: 4        |

### Clasificación para la Copa Mundial
- Actualizado al último partido disputado el 30 de marzo de 2022.
- La participación en la Copa del Mundo Uruguay 1930 fue por medio de invitación, por lo que no existió proceso clasificatorio.

| Edición | Resultado                          | Posición                           | PJ                                 | PG                                 | PE                                 | PP                                 | GF                                 | GC                                 | Dif.                               | Pts.                               | Rend.                              | Goleador                                    |
| ------- | ---------------------------------- | ---------------------------------- | ---------------------------------- | ---------------------------------- | ---------------------------------- | ---------------------------------- | ---------------------------------- | ---------------------------------- | ---------------------------------- | ---------------------------------- | ---------------------------------- | ------------------------------------------- |
| 1930    | Invitado                           | Invitado                           | Invitado                           | Invitado                           | Invitado                           | Invitado                           | Invitado                           | Invitado                           | Invitado                           | Invitado                           | Invitado                           | Invitado                                    |
| 1934    | No clasificó                       | 2.º                                | 4                                  | 3                                  | 0                                  | 1                                  | 14                                 | 7                                  | 7                                  | 6                                  | 75%                                | Dionisio Mejía: 7                           |
| 1938    | No participó                       | No participó                       | No participó                       | No participó                       | No participó                       | No participó                       | No participó                       | No participó                       | No participó                       | No participó                       | No participó                       | No participó                                |
| 1950    | Clasificó                          | 1.º                                | 4                                  | 4                                  | 0                                  | 0                                  | 17                                 | 2                                  | 15                                 | 8                                  | 100%                               | De la Fuente y Casarín: 4                   |
| 1954    | Clasificó                          | 1.º                                | 4                                  | 4                                  | 0                                  | 0                                  | 19                                 | 1                                  | 18                                 | 8                                  | 100%                               | Tomás Balcázar: 5                           |
| 1958    | Clasificó                          | 1.º                                | 6                                  | 5                                  | 1                                  | 0                                  | 21                                 | 3                                  | 18                                 | 11                                 | 91.6%                              | Crescencio Gutiérrez: 5                     |
| 1962    | Clasificó                          | 1.º                                | 8                                  | 4                                  | 3                                  | 1                                  | 18                                 | 5                                  | 13                                 | 11                                 | 68.7%                              | Salvador Reyes: 6                           |
| 1966    | Clasificó                          | 1.º                                | 8                                  | 6                                  | 2                                  | 0                                  | 20                                 | 4                                  | 16                                 | 14                                 | 87.5%                              | Isidoro Díaz: 5                             |
| 1970    | Anfitrión                          | Anfitrión                          | Anfitrión                          | Anfitrión                          | Anfitrión                          | Anfitrión                          | Anfitrión                          | Anfitrión                          | Anfitrión                          | Anfitrión                          | Anfitrión                          | Anfitrión                                   |
| 1974    | No clasificó                       | 3.º                                | 9                                  | 6                                  | 2                                  | 1                                  | 18                                 | 8                                  | 10                                 | 14                                 | 77.7%                              | Octavio Muciño: 4                           |
| 1978    | Clasificó                          | 1.º                                | 9                                  | 6                                  | 2                                  | 1                                  | 23                                 | 6                                  | 17                                 | 14                                 | 77.7%                              | Víctor Rangel: 6                            |
| 1982    | No clasificó                       | 3.º                                | 9                                  | 2                                  | 5                                  | 2                                  | 14                                 | 8                                  | 6                                  | 9                                  | 50%                                | Hugo Sánchez: 6                             |
| 1986    | Anfitrión                          | Anfitrión                          | Anfitrión                          | Anfitrión                          | Anfitrión                          | Anfitrión                          | Anfitrión                          | Anfitrión                          | Anfitrión                          | Anfitrión                          | Anfitrión                          | Anfitrión                                   |
| 1990    | Suspendido (véase Los cachirules). | Suspendido (véase Los cachirules). | Suspendido (véase Los cachirules). | Suspendido (véase Los cachirules). | Suspendido (véase Los cachirules). | Suspendido (véase Los cachirules). | Suspendido (véase Los cachirules). | Suspendido (véase Los cachirules). | Suspendido (véase Los cachirules). | Suspendido (véase Los cachirules). | Suspendido (véase Los cachirules). | Suspendido (véase Los cachirules).          |
| 1994    | Clasificó                          | 1.º                                | 12                                 | 9                                  | 1                                  | 2                                  | 39                                 | 8                                  | 31                                 | 19                                 | 79.1%                              | Francisco Uribe: 7                          |
| 1998    | Clasificó                          | 1.º                                | 16                                 | 8                                  | 6                                  | 2                                  | 37                                 | 13                                 | 24                                 | 30                                 | 62.5%                              | Carlos Hermosillo: 11                       |
| 2002    | Clasificó                          | 2.º                                | 16                                 | 9                                  | 3                                  | 4                                  | 33                                 | 11                                 | 22                                 | 30                                 | 62.5%                              | Cuauhtémoc Blanco: 9                        |
| 2006    | Clasificó                          | 2.º                                | 18                                 | 15                                 | 1                                  | 2                                  | 67                                 | 10                                 | 57                                 | 46                                 | 85.1%                              | Jared Borgetti: 14                          |
| 2010    | Clasificó                          | 2.º                                | 18                                 | 11                                 | 2                                  | 5                                  | 36                                 | 18                                 | 18                                 | 35                                 | 64.8%                              | Borgetti, Blanco, Vela, Pardo y Guardado: 3 |
| 2014    | Clasificó                          | 4.º                                | 18                                 | 10                                 | 5                                  | 3                                  | 31                                 | 14                                 | 17                                 | 35                                 | 64.8%                              | Oribe Peralta: 10                           |
| 2018    | Clasificó                          | 1.º                                | 16                                 | 11                                 | 4                                  | 1                                  | 29                                 | 8                                  | 21                                 | 37                                 | 77.0%                              | Hirving Lozano: 4                           |
| 2022    | Clasificó                          | 2.º                                | 14                                 | 8                                  | 4                                  | 2                                  | 17                                 | 8                                  | 9                                  | 28                                 | 62.5%                              | Raúl Jiménez: 3                             |
| 2026    | Anfitrión                          | Anfitrión                          | Anfitrión                          | Anfitrión                          | Anfitrión                          | Anfitrión                          | Anfitrión                          | Anfitrión                          | Anfitrión                          | Anfitrión                          | Anfitrión                          | Anfitrión                                   |
| Total   | 18/22                              | 1.º                                | 189                                | 121                                | 41                                 | 27                                 | 453                                | 134                                | 319                                | 354                                | 72.7%                              | Jared Borgetti: 23                          |

### Juegos Olímpicos
Nota: Esta tabla hace referencia únicamente a la participación de la selección absoluta (mayor).
| Edición                                                                                                  | Resultado                     | Posición                      | PJ                            | PG                            | PE                            | PP                            | GF                            | GC                            | Dif.                          | Pts.                          | Rend.                         | Goleador                                    |
| --- | ----------------------------- | ----------------------------- | ----------------------------- | ----------------------------- | ----------------------------- | ----------------------------- | ----------------------------- | ----------------------------- | ----------------------------- | ----------------------------- | ----------------------------- | ------------------------------------------- |
| Londres 1908                                                                                             | No existía la selección       | No existía la selección       | No existía la selección       | No existía la selección       | No existía la selección       | No existía la selección       | No existía la selección       | No existía la selección       | No existía la selección       | No existía la selección       | No existía la selección       | No existía la selección                     |
| Estocolmo 1912                                                                                           | No existía la selección       | No existía la selección       | No existía la selección       | No existía la selección       | No existía la selección       | No existía la selección       | No existía la selección       | No existía la selección       | No existía la selección       | No existía la selección       | No existía la selección       | No existía la selección                     |
| Amberes 1920                                                                                             | No existía la selección       | No existía la selección       | No existía la selección       | No existía la selección       | No existía la selección       | No existía la selección       | No existía la selección       | No existía la selección       | No existía la selección       | No existía la selección       | No existía la selección       | No existía la selección                     |
| París 1924                                                                                               | No participó                  | No participó                  | No participó                  | No participó                  | No participó                  | No participó                  | No participó                  | No participó                  | No participó                  | No participó                  | No participó                  | No participó                                |
| Ámsterdam 1928                                                                                           | Octavos de final              | 15.º                          | 2                             | 0                             | 0                             | 2                             | 2                             | 10                            | –8                            | 0                             | 0 %                           | Carreño y Sota: 1                           |
| Los Ángeles 1932                                                                                         | No hubo competición de fútbol | No hubo competición de fútbol | No hubo competición de fútbol | No hubo competición de fútbol | No hubo competición de fútbol | No hubo competición de fútbol | No hubo competición de fútbol | No hubo competición de fútbol | No hubo competición de fútbol | No hubo competición de fútbol | No hubo competición de fútbol | No hubo competición de fútbol               |
| Berlín 1936                                                                                              | No participó                  | No participó                  | No participó                  | No participó                  | No participó                  | No participó                  | No participó                  | No participó                  | No participó                  | No participó                  | No participó                  | No participó                                |
| Londres 1948                                                                                             | Octavos de final              | 13.º                          | 1                             | 0                             | 0                             | 1                             | 3                             | 5                             | –2                            | 0                             | 0 %                           | Cárdenas, Figueroa y Ruiz: 1                |
| Desde 1952 los Juegos Olímpicos los disputan selecciones amateurs, y a partir de 1992 selecciones sub-23 |                               |                               |                               |                               |                               |                               |                               |                               |                               |                               |                               |                                             |
| Total | 2/7                           | -                             | 3                             | 0                             | 0                             | 3                             | 5                             | 15                            | –10                           | 0                             | 0 %                           | Carreño, Sota, Cárdenas, Figueroa y Ruiz: 1 |

### Juegos Centroamericanos y del Caribe
Nota: Esta tabla hace referencia únicamente a la participación de la selección absoluta (mayor).
| Edición                              | Resultado      | Posición       | PJ             | PG             | PE             | PP             | GF             | GC             | Dif.           | Pts.           | Rend.          | Goleador           |
| ------------------------------------ | -------------- | -------------- | -------------- | -------------- | -------------- | -------------- | -------------- | -------------- | -------------- | -------------- | -------------- | ------------------ |
| Juegos Centroamericanos              |                |                |                |                |                |                |                |                |                |                |                |                    |
| Ciudad de México 1926                | No hubo fútbol | No hubo fútbol | No hubo fútbol | No hubo fútbol | No hubo fútbol | No hubo fútbol | No hubo fútbol | No hubo fútbol | No hubo fútbol | No hubo fútbol | No hubo fútbol | No hubo fútbol     |
| La Habana 1930                       | No participó   | No participó   | No participó   | No participó   | No participó   | No participó   | No participó   | No participó   | No participó   | No participó   | No participó   | No participó       |
| San Salvador 1935                    | Medalla de oro | 1.º            | 5              | 5              | 0              | 0              | 29             | 5              | 24             | 10             | 100 %          | Hilario López: 10  |
| Total                                |                | 3.º            | 5              | 5              | 0              | 0              | 29             | 5              | 24             | 10             | 100 %          |                    |
| Juegos Centroamericanos y del Caribe |                |                |                |                |                |                |                |                |                |                |                |                    |
| Ciudad de Panamá 1938                | Medalla de oro | 1.º            | 5              | 4              | 1              | 0              | 14             | 4              | 10             | 9              | 90 %           | Horacio Casarín: 6 |
| Total                                |                | 1.º            | 5              | 4              | 1              | 0              | 14             | 4              | 10             | 9              | 90 %           | Horacio Casarín: 6 |
| Total global                         |                | 1.º            | 10             | 9              | 1              | 0              | 43             | 9              | 34             | 19             | 95 %           | Hilario López: 10  |

### Finales disputadas
La presente lista incluye solo finales directas jugadas por torneos mundiales, intercontinentales, y continentales oficiales a nivel de Selecciones absolutas. Se excluyen los campeonatos con un sistema todos contra todos como la Copa NAFC 1947 y 1949; y los Campeonatos de Naciones de la Concacaf de 1965, 1967, 1971 y 1977.
| Año  | Torneo           | Resultado                   |
| ---- | ---------------- | --------------------------- |
| 1993 | Copa Oro         | México 4 - 0 Estados Unidos |
| 1993 | Copa América     | México 1 - 2 Argentina      |
| 1996 | Copa Oro         | Brasil 0 - 2 México         |
| 1998 | Copa Oro         | Estados Unidos 0 - 1 México |
| 1999 | Confederaciones  | México 4 - 3 Brasil         |
| 2001 | Copa América     | Colombia 1 - 0 México       |
| 2003 | Copa Oro         | Brasil 0 - 1 México         |
| 2007 | Copa Oro         | Estados Unidos 2 - 1 México |
| 2009 | Copa Oro         | Estados Unidos 0 - 5 México |
| 2011 | Copa Oro         | México 4 - 2 Estados Unidos |
| 2015 | Copa Concacaf    | México 3 - 2 Estados Unidos |
| 2015 | Copa Oro         | Jamaica 1 - 3 México        |
| 2019 | Copa Oro         | México 1 - 0 Estados Unidos |
| 2021 | Copa Oro         | Estados Unidos 1 - 0 México |
| 2021 | Liga de Naciones | México 2 - 3 Estados Unidos |
| 2023 | Copa Oro         | México 1 - 0 Panamá         |
| 2024 | Liga de Naciones | Estados Unidos 2 - 0 México |
| 2025 | Liga de Naciones | México 2-1 Panamá           |
| 2025 | Copa Oro         | Estados Unidos 1 -2 México  |

- México jugó 19 finales; ganó 13 y perdió 6.

## Palmarés
Dieciocho títulos en competencias oficiales constituyen el palmarés de la categoría absoluta de la selección mexicana; sus mayores logros son un campeonato de la Copa Confederaciones y trece campeonatos de la Concacaf, liderando en títulos absolutos a la confederación. El primer título obtenido fue la Copa NAFC 1947, mismo que refrendó en 1949. Posteriormente, ya con la fundación de la Concacaf, obtendría los campeonatos del área en 1965, 1971 y 1977. Además logró su primer título del nuevo certamen –conocido como Copa Oro de la Concacaf– en 1993, con las conquistas de 1996 y 1998 logró el tricampeonato de esta competición; nuevamente alzó el campeonato en 2003, 2009, 2011, 2015, 2019, 2023 y 2025 siendo el único seleccionado de su confederación en ligar tres campeonatos consecutivos. En 2015 con rango de título oficial disputó y ganó la Copa Concacaf. En 2025 ganó el único certamen de la confederación que no había ganado, la Liga de Naciones de la Concacaf.
Para la FIFA ostenta un título mundial (Copa FIFA Confederaciones) y quince continentales, (13 Copas Oro, 1 Copa Concacaf y 1 Liga de Naciones de la Concacaf), sumando un total de dieciséis, ocupando la primera posición dentro de su confederación y la cuarta de las selecciones absolutas más laureadas del mundo detrás de Argentina, Brasil y Uruguay.

### Títulos oficiales absolutos
| Copa FIFA Confederaciones       | 1 (1999)                                                                           | –                     | 1 (1995)                          | 2 (2005 y 2017)    |                    |
| Copa Oro                        | 13 (1965, 1971, 1977, 1993, 1996, 1998, 2003, 2009, 2011, 2015, 2019, 2023 y 2025) | 3 (1967, 2007 y 2021) | 5 (1973, 1981, 1991, 2013 y 2017) | 1 (1969)           |                    |
| Copa América                    | –                                                                                  | 2 (1993 y 2001)       | 3 (1997, 1999 y 2007)             | –                  |                    |
| Campeonato Panamericano         | –                                                                                  | –                     | 1 (1960)                          | –                  |                    |
| Copa Concacaf                   | 1 (2015)                                                                           | –                     | –                                 | –                  |                    |
| Liga de Naciones de la Concacaf | 1 (2025)                                                                           | 2 (2021 y 2024)       | 1 (2023)                          | –                  |                    |
| Copa NAFC                       | 2 (1947, 1949)                                                                     | –                     | –                                 | –                  |                    |
| Total                           | 18 títulos                                                                         | Selección absoluta    | Selección absoluta                | Selección absoluta | Selección absoluta |

### Títulos de torneos regionales NAFU
| Copa Norteamericana de Naciones | 1 (1991) | 1 (1990)           | –                  | –                  |                    |
| Total                           | 1 título | Selección absoluta | Selección absoluta | Selección absoluta | Selección absoluta |

### Títulos del torneo de fútbol de los Juegos Centroamericanos y del Caribe organizados por la ODECABE
| Juegos Centroamericanos y del Caribe | 2 (1935 y 1938) | –                  | –                  | –                  |                    |
| Total                                | 2 títulos       | Selección absoluta | Selección absoluta | Selección absoluta | Selección absoluta |

#### Mejores resultados
- Copa Mundial de Fútbol: cuartos de final (1970 y 1986).
- Juegos Olímpicos: primera fase (1928 y 1948).
- Copa FIFA Confederaciones:  (1999).
- Copa Oro de la Concacaf:  (1965, 1971, 1977, 1993, 1996, 1998, 2003, 2009, 2011, 2015, 2019, 2023 y 2025).
- Liga de Naciones de la Concacaf:  (2025).
- Copa América:  (1993 y 2001).
- Campeonato Panamericano de Fútbol:  (1960).
- Copa Concacaf:  (2015).
- Copa NAFC:  (1947, 1949 y 1991).
- Juegos Centroamericanos y del Caribe:  (1935 y 1938).

## Palmarés categorías inferiores
- Juegos Olímpicos
  -  Medalla de oro (1): 2012.
  -  Medalla de bronce (1): 2021.
- Preolímpico de Concacaf  (8): 1964, 1972, 1976, 1996, 2004, 2012, 2015 y 2021.
- Copa Mundial de Fútbol Sub-17  (2): 2005 y 2011.
- Campeonato Sub-17 de la Concacaf  (9): 1985, 1987, 1991, 1996, 2013, 2015, 2017, 2019 y 2023.
- Copa Mundial de Fútbol Sub-20:
  -  1977.
  -  2011.
- Campeonato Sub-20 de la Concacaf  (14): 1962, 1970, 1973, 1974, 1976, 1978, 1980, 1984, 1990, 1992, 2011, 2013, 2015 y 2024.
- Campeonato Sub-15 de la Concacaf  (2): 2017, 2025.
- Juegos Panamericanos 
  -  Medalla de oro (4): 1967, 1975, 1999 y 2011.
  -  Medalla de plata (4): 1955, 1991, 1995 y 2015.
  -  Medalla de bronce (4): 2003, 2007, 2019 y 2023.
- Juegos Centroamericanos 
  -  Medalla de oro (7): 1935, 1938, 1959, 1966, 1990, 2014 y 2023.
  -  Medalla de plata (6): 1954, 1962, 1982, 1993, 1998 y 2002.
  -  Medalla de bronce (1): 1986.
- Universiadas
  -  Medalla de oro (1): 1979.
  -  Medalla de bronce (1): 2017.
- Copa Mundial de Fútbol Playa  (1): 2007.

## Clasificación FIFA
| Año                     | enero                  | febrero                | marzo                  | abril                  | mayo                   | junio                  | julio                  | agosto         | septiembre     | octubre        | noviembre      | diciembre      |
| ----------------------- | ---------------------- | ---------------------- | ---------------------- | ---------------------- | ---------------------- | ---------------------- | ---------------------- | -------------- | -------------- | -------------- | -------------- | -------------- |
| 1993                    | Sin clasificación FIFA | Sin clasificación FIFA | Sin clasificación FIFA | Sin clasificación FIFA | Sin clasificación FIFA | Sin clasificación FIFA | Sin clasificación FIFA | 14.º (50)      | 16.º (51)      | 18.º (51)      | 17.º (51)      | 16.º (51)      |
| 1994                    | —                      | 17.º (51)              | 14.º (52)              | 13.º (52)              | 13.º (51)              | 16.º (51)              | 15.º (53)              | —              | 16.º (52)      | 18.º (52)      | 19.º (51)      | 15.º (53)      |
| 1995                    | —                      | 9.º (58)               | —                      | 9.º (57)               | 9.º (57)               | 7.º (57)               | 8° (55)                | 10.º (54)      | 16.º (52)      | 10.º (55)      | 13.º (55)      | 12.º (54)      |
| 1996                    | 8.º (55)               | 10.º (54)              | —                      | 12.º (56)              | 12.º (53)              | —                      | 14.º (53)              | 14.º (53)      | 13.º (54)      | 15.º (55)      | 11.º (56)      | 11.º (56)      |
| 1997                    | —                      | 11.º (56)              | —                      | 12.º (57)              | 12.º (57)              | 12.º (58)              | 10.º (59)              | 9.º (59)       | 11.º (59)      | 10.º (59)      | 11.º (59)      | 5.º (60)       |
| 1998                    | —                      | 4.º (61)               | 4.º (61)               | 4.º (60)               | 4° (61)                | —                      | 12.º (62)              | 12.º (61)      | 10.º (61)      | 11° (61)       | 10.º (62)      | 10° (61)       |
| 1999                    | 12.º (690)             | 12.º (688)             | 12.º (687)             | 13.º (684)             | 13.º (679)             | 14.º (672)             | 11.º (688)             | 9.º (709)      | 10.º (709)     | 11.º (709)     | 10.º (704)     | 10.º (706)     |
| 2000                    | 10.º (706)             | 10.º (704)             | 10.º (706)             | 8.º (704)              | 8.º (704)              | 8.º (702)              | 13.º (698)             | 14.º (688)     | 13.º (693)     | 11.º (700)     | 11.º (696)     | 12.º (693)     |
| 2001                    | 12.º (691)             | 12.º (688)             | 12.º (684)             | 13.º (681)             | 13.º (680)             | 15.º (670)             | 13.º (687)             | 12.º (702)     | 10.º (711)     | 11.º (709)     | 9.º (713)      | 9.º (714)      |
| 2002                    | 9.º (714)              | 9.º (720)              | 8.º (719)              | 7.º (715)              | 7.º (716)              | —                      | 6.º (739)              | 6.º (733)      | 6.º (730)      | 7.º (731)      | 7.º (731)      | 8.º (732)      |
| 2003                    | 9.º (732)              | 9.º (729)              | 8.º (729)              | 9.º (724)              | 9.º (720)              | 11.º (711)             | 5.º (749)              | 4.º (746)      | 5.º (746)      | 8.º (742)      | 5.º (742)      | 7.º (740)      |
| 2004                    | 7.º (740)              | 5.º (742)              | 5.º (740)              | 4.º (742)              | 6.º (738)              | 4.º (735)              | 6.º (743)              | 8.º (731)      | 8.º (728)      | 10 º (734)     | 8.º (743)      | 7.º (753)      |
| 2005                    | 7.º (753)              | 6.º (755)              | 6.º (752)              | 8.º (754)              | 7.º (753)              | 6.º (759)              | 5.º (768)              | 5.º (770)      | 5.º (771)      | 6.º (769)      | 7.º (768)      | 5.º (768)      |
| 2006                    | 7.º (767)              | 6.º (765)              | 7.º (762)              | 6.º (758)              | 4.º (758)              | —                      | 18.º (924)             | 16.º (928)     | 17.º (891)     | 19.º (882)     | 20.º (887)     | 20.º (883)     |
| 2007                    | 21.º (883)             | 19.º (857)             | 21.º (873)             | 18.º (888)             | 20.º (891)             | 26.º (866)             | 10.º (1036)            | 11.º (1099)    | 13.º (1026)    | 15.º (978)     | 15.º (985)     | 15.º (982)     |
| 2008                    | 15.º (982)             | 16.º (970)             | 16.º (990)             | 16.º (997)             | 17.º (988)             | 14.º (1020)            | 19.º (906)             | 32.º (750)     | 24.º (807)     | 24.º (841)     | 25.º (827)     | 26.º (811)     |
| 2009                    | 26.º (811)             | 24.º (791)             | 23.º (784)             | 25.º (808)             | 25.º (803)             | 26.º (822)             | 33.º (777)             | 30.º (799)     | 24.º (835)     | 18.º (904)     | 15.º (931)     | 17.º (931)     |
| 2010                    | 17.º (947)             | 15.º (968)             | 17.º (921)             | 17.º (936)             | 17.º (895)             | —                      | 24.º (872)             | 25.º (853)     | 28.º (795)     | 28.º (786)     | 28.º (790)     | 27.º (795)     |
| 2011                    | 27.º (795)             | 27.º (803)             | 27.º (811)             | 26.º (818)             | 28.º (802)             | 9.º (1007)             | 20.º (868)             | 20.º (864)     | 20.º (866)     | 22.º (860)     | 20.º (866)     | 21.º (866)     |
| 2012                    | 21.º (866)             | 21.º (882)             | 22.º (849)             | 20.º (868)             | 20.º (867)             | 19.º (889)             | 19.º (832)             | 18.º (862)     | 21.º (845)     | 19.º (925)     | 14.º (984)     | 15.º (994)     |
| 2013                    | 15.º (994)             | 15.º (968)             | 15.º (995)             | 14.º (971)             | 16.º (945)             | 17.º (928)             | 20.º (880)             | 20.º (879)     | 21.º (837)     | 24.º (854)     | 20.º (892)     | 21.º (892)     |
| 2014                    | 21.º (892)             | 21.º (887)             | 20.º (888)             | 19.º (876)             | 19.º (877)             | 20.º (882)             | 18.º (930)             | 17.º (942)     | 16.º (963)     | 17.º (954)     | 20.º (913)     | 20.º (913)     |
| 2015                    | 20.º (913)             | 21.º (912)             | 21.º (935)             | 18.º (937)             | 22.º (908)             | 23.º (926)             | 40.º (697)             | 26.º (838)     | 26.º (843)     | 27.º (842)     | 24.º (881)     | 22.º (898)     |
| 2016                    | 23.º (898)             | 22.º (898)             | 22.º (902)             | 16.º (934)             | 16.º (938)             | 16.º (942)             | 14.º (1044)            | 14° (1042)     | 15.º (1057)    | 17.º (1001)    | 18.º (1012)    | 18.º (1012)    |
| 2017                    | 18.º (1012)            | 17.º (1016)            | 17.º (1026)            | 16.º (1072)            | 16.º (1076)            | 17.º (1050)            | 16.º (1003)            | 14.º (1046)    | 14.º (1085)    | 16.º (1060)    | 16.º (1032)    | 16.º (1032)    |
| 2018                    | 17.º (1032)            | 17.º (1034)            | 17.º (1038)            | 15.º (1008)            | 15.º (1008)            | 15.º (989)             | —                      | 16.º (1560)    | 15.º (1550)    | 16.º (1549)    | 17.º (1540)    | 17.º (1540)    |
| 2019                    | —                      | 17.º (1540)            | —                      | 18.º (1549)            | —                      | 18.º (1557)            | 12.º (1604)            | —              | 12.º (1603)    | 11.º (1613)    | 11.º (1621)    | 11.º (1621)    |
| 2020                    | —                      | 11.º (1621)            | —                      | 11.º (1621)            | —                      | 11.º (1621)            | 11.º (1621)            | —              | 11.º (1621)    | 11.º (1625)    | 9.º (1632)     | 9.º (1632)     |
| 2021                    | —                      | 9.º (1632)             | —                      | 11.º (1629)            | 11.º (1629)            | —                      | —                      | 9.º (1658)     | 9.º (1666)     | 9.º (1672)     | —              | 14.º (1638.3)  |
| 2022                    | —                      | 12.º (1647)            | 9.º (1658.82)          | —                      | —                      | 12.º (1649.57)         | —                      | 12.º (1649.57) | —              | 13.º (1644.89) | —              | 15.º (1635.78) |
| 2023                    | —                      | —                      | —                      | 15.º (1631.87)         | —                      | 14.º (1639.19)         | 12.º (1665.59)         | —              | 12.º (1661.46) | 12.º (1663.94) | 14.º (1655.21) | —              |
| 2024                    | —                      | 15.º (1652.7)          | —                      | 14.º (1661.11)         | —                      | 15.º (1652.33)         | 17.º (1635.11)         | —              | 17.º (1635.66) | 16.º (1640.67) | 19.º (1627.40) | 19.º (1627.40) |
| 2025                    | —                      | —                      | —                      | 17.º (1646.94)         | —                      | —                      | 13.º (1689.73)         | —              | —              | —              | —              | —              |
| Posición promedio: 18.ª |                        |                        |                        |                        |                        |                        |                        |                |                |                |                |                |

- Mejor progresión de la historia: +19 (junio de 2011).
- Peor progresión de la historia: -17 (julio de 2015).

## Categorías inferiores
Las categorías inferiores de la selección de fútbol de México, son el conjunto de equipos representativos de la Federación Mexicana de Fútbol integradas para los diferentes torneos internacionales con límite de edad, agrupados en diferentes categorías y que constituyen los escalafones previos a la selección absoluta.
Las diferentes categorías se establecen por el año de nacimiento de los jugadores y normalmente incluyen a futbolistas nacidos en dos años consecutivos. Tradicionalmente la denominación de la selección se refiere a la edad máxima de los jugadores, habiendo así competiciones oficiales desde los sub-15 hasta los sub-23.

### Selección sub-23
Es el equipo formado por jugadores menores de veintitrés años de edad que representa a la Federación Mexicana de Fútbol. Es además la encargada de representar a México en el Torneo Preolímpico de Concacaf y en el Torneo de fútbol de los Juegos Olímpicos, en caso de obtener la clasificación. El mayor logro de su historia se suscitó el 11 de agosto de 2012 al consagrarse campeona olímpica en el Torneo masculino de fútbol en los Juegos Olímpicos de Londres 2012, derrotando en la final a Brasil 2-1, cosechando de esa manera su primera medalla de oro en el Torneo Olímpico.

### Selección sub-22
Es la categoría que representa a México en el Torneo de fútbol de los Juegos Panamericanos.

### Selección sub-21
Es el equipo representativo del país en las competiciones oficiales con jóvenes menores de veintiún años, como el torneo de fútbol de los Juegos Centroamericanos y del Caribe.

### Selección sub-20
Es la selección juvenil que representa a México en los mundiales para jóvenes menores de veinte años. La selección participó en la primera copa mundial de esta categoría en Túnez 1977, certamen en el cual obtuvo su mejor resultado hasta la fecha, finalizando subcampeón, luego de caer en penales ante la extinta Unión Soviética.

### Selección sub-17
Es el equipo representativo del país en las competiciones oficiales con jóvenes menores de diecisiete años, además es distinguida como la categoría más exitosa, ganando por primera vez un Campeonato mundial en cualquier división al hacerse con la Copa del Mundo Perú 2005 y alzándose nuevamente con el título, seis años más tarde, en la Copa del Mundo 2011 realizada en casa. También alcanzó el subcampeonato en Emiratos Árabes Unidos 2013 y en Brasil 2019.

### Selección sub-15
Esta categoría fue creada en el 2011 y ganó la Copa México de Naciones Sub-15 de 2012 en su tercera división, mientras que la titular consiguió el tercer lugar en la misma edición.

## Otras modalidades

### Selección de fútbolamateurde México
La selección de fútbol "amateur" de México fue una categoría no profesional creada a principios de la década de 1950 que representó a México en los Juegos Olímpicos de 1952 a 1988 intentando la FIFA y el COI conseguir una mayor competitividad en el evento. También representó al balompié nacional en los Juegos Centroamericanos y del Caribe (1950-1986) y en los Juegos Panamericanos (1955-1987).,

### Selección femenina de fútbol de México

Fútbol femenino

Es el equipo nacional de fútbol que representa a México en torneos y competencias internacionales femeniles como la Copa Mundial Femenina de Fútbol, el Torneo femenil de los Juegos Olímpicos, la Copa de Oro Femenina de la Concacaf y los torneos femeniles de los Juegos Panamericanos y los Juegos Centroamericanos y del Caribe. Su organización está a cargo de la Federación Mexicana de Fútbol, la cual está afiliada a la Concacaf.
Esta selección ha sido considerada como una de las mejores selecciones de la Concacaf en esta categoría. Clasificó para la edición de 1999 de la Copa del Mundo y a los Juegos Olímpicos de Atenas 2004. La selección está dividida en diferentes categorías por edades: selección absoluta, la sub-17 y sub-20.

### Selección de fútbol sala de México

Fútbol sala

Es el equipo que representa a México en competiciones internacionales de fútbol sala organizadas por la FIFA. Su mayor logro ha sido obtener un tercer lugar en el Campeonato de Futsal de Concacaf de 1996.

### Selección de fútbol playa de México

Fútbol playa

Creada en 2004, es una de las cuatro categorías (Juvenil, sub-17 y femenil sub-17) que alcanzaron una final de campeonato mundial, esto en Brasil 2007.